# Русское деревянное зодчество
Ру́сское деревя́нное зо́дчество — сложившееся на Руси направление традиционной архитектуры, имеющее устойчивые и ярко выраженные конструктивно-технические и архитектурно-художественные особенности, которые определяются деревом как основным материалом (наро́дное деревя́нное зо́дчество, древнеру́сское деревя́нное зо́дчество). Иногда в это понятие включают деревянные постройки профессиональной стилевой архитектуры, эклектичные постройки, сочетающие элементы народного зодчества и профессиональной архитектуры, а также современные попытки возродить древнерусские плотницкие традиции. Одно из наиболее самобытных явлений в русской культуре. Распространено от Кольского полуострова до средней полосы, на Урале, в Сибири, имеются памятники в Русской Америке; большое число памятников находится на Русском Севере.
Конструктивная основа русского деревянного зодчества — сруб из необтёсанных брёвен. Декором служила резьба по дереву, размещавшаяся на конструктивно значимых элементах. Среди традиционных построек выделяются деревянные клетские, шатровые, ярусные, кубоватые и многоглавые церкви, которые вместе с крестьянскими избами, хоромами, хозяйственными, крепостными и инженерными постройками определяли облик традиционного русского поселения.
Корни русского деревянного зодчества уходят к древнеславянскому строительству. С древнерусского периода культовое деревянное зодчество ориентировалось на византийский канон и восприняло черты каменных храмов. Наивысшего развития русское деревянное зодчество достигло на Русском Севере в XV—XVIII веках. В этом регионе дольше всего сохранялись традиции, но даже там зодчество не смогло избежать значительного влияния господствующей стилевой архитектуры барокко, классицизма, эклектики. В XIX веке мотивы русского деревянного зодчества применялись в русском стиле. Наследие деревянного зодчества быстро утрачивается. Лишь единицы культовых построек относятся к XIV—XVI векам. Наиболее старые сохранившиеся жилые дома относятся к XVIII веку. По мнению специалистов, на начало XXI века ситуация с сохранением памятников катастрофическая.

## Истоки деревянного зодчества
Этнограф К. Мошинский писал о «деревянном веке» славян, поскольку в их культуре лес занимал особое место и использовался почти в любом ремесле или занятии, в том числе в строительстве. Причина этого не только в распространённости дерева и его доступности самым широким слоям населения, но и в том, что оно легко в обработке, позволяет быстро строить, обладает низкой теплопроводностью. Значение дерева в строительстве и архитектуре возрастало с расселением восточнославянских племён на север и северо-восток, где обильно произрастали хвойные породы леса, наиболее пригодные к строительству. Что касается иных материалов, то горные породы в лесной зоне Европейской России встречаются в виде относительно глубоко залегающих в почве пластов песчаника и известняка, лишь по берегам рек изредка выступающих наружу, или в виде рассеянных по лесам валунов, которые было затруднительно употреблять для строительства как основной материал. А кирпич на Руси не был известен до X века, но и затем много веков из-за больших затрат из него строили только сооружения исключительной важности.
Со временем основой деревянного зодчества русского народа стал бревенчатый сруб. Точно не известно, когда возникла срубная технология, но она была знакома народам Северной и Восточной Европы ещё в бронзовом веке (возможно, и в неолите). Видимо, в этих холодных регионах по достоинству оценили теплосберегающее свойство сруба в сравнении с постройками из деревянного каркаса, благо развитию срубного строительства способствовало распространение хвойного леса. Срубные постройки кроме России распространены в Центральной и Восточной Европе, в Скандинавии. Выделяются срубные храмы Украины (украинские деревянные храмы), Карпат (карпатские деревянные храмы), а также Финляндии и Швеции. В большинстве остальных стран деревянная архитектура основана на каркасной конструктивной системе.

## Строительство ранних славян
| - Раскопанные остатки жилища роменско-борщёвского типа - Ранние предположительно славянские археологические культуры |

По данным археологии, раннеславянскими жилищами служили как целиком наземные дома, так и постройки, на месте которых прослеживается небольшое понижение уровня пола относительно уровня земли — котлован. Первые известны по раскопкам западнославянских поселений на территории современной Польши, они были чаще всего срубными (суковско-дзедзицкая культура). Вторые занимали юг лесной зоны и лесостепь на территории современных Беларуси, Украины, юго-западных областей России в V—X веках (пражская, корчакская, пеньковская, ипотешти-кындештская, позднее волынцевская и роменско-борщёвская культуры). Среди них были как срубные, так и каркасные (каркасно-столбовые) дома. В археологии за ними закрепился термин «полуземлянки». Котлованы этих жилищ в среднем имели глубину 0,3—1,2 м, по форме были близки к квадрату, ориентированному по сторонам света. Площадь котлованов колебалась от 6 до 20 м². В углу помещения — печь или очаг. Срубные стены возводились из брёвен, реже из плах, применялись рубки в обло и в лапу. Каркасные стены состояли из столбов и заполнения горизонтально уложенными плахами (также мог использоваться плетень). Иногда стены подмазывались глиной и/или покрывались побелкой.
С середины XX века до последнего времени жилища с углублённым полом чаще реконструировали как однокамерные невысокие «полуземлянки», положение надземной части стен которых совпадало с откосом котлована. Но к началу XXI века употребление термина «полуземлянка» по отношению к любым постройкам с заглублённым полом признано некорректным, а в реконструкции жилищ такого типа распространился новый подход. Выдвинуто предположение, что стены многих жилищ были срубными и стояли с отступом от котлована, а найденные каркасно-столбовые конструкции могли быть остатками обшивки лежанок или лавок вдоль стен. Так площадь жилища была бы несколько больше площади котлована. Кроме того, некоторые исследователи говорят о двухэтажных домах, существовавших уже в IX веке.
Хозяйственные постройки по своему устройству были близки к жилищам.
Во второй половине I тысячелетия н. э. славяне постепенно продвинулись вглубь лесной зоны и заселили псковско-новгородский регион. На памятниках культур псковских длинных курганов и новгородских сопок раскопаны наземные однокамерные дома площадью 12—20 м². Они имели глиняные и дощатые полы, печи в углах, срубные стены (некоторые имели каркасные конструкции в сочетании со срубными). Эти жилища большинство археологов определило как типично славянские. В. В. Седов усматривал в них признак влияния западных славян. Э. М. Загорульский с этой версией не соглашается и даже подвергает сомнению их славянскую принадлежность. По его мнению, славяне расселились в псковско-новгородском регионе не ранее X века и в некоторой степени заимствовали типы построек и технику строительства у местных балтских и финно-угорских племён. А. А. Шенников считал, что корни классического русского сруба восходят к дьяковской культуре. Прямоугольные срубные дома действительно имели распространение в поздний период развития дьяковской культуры наряду с другими типами построек, и не исключено, что они сохранялись до прихода в эти земли славян. Аналогичные дома существовали у соседей дьяковцев, например, у балтов позднего периода днепро-двинской культуры. К концу I тысячелетия н. э. в регионе существовали и другие формы жилища (например, «большие дома» Старой Ладоги и иные постройки с центральным положением отопительных устройств). Но с началом нового тысячелетия многообразие домостроения, свидетельствовавшее о полиэтническом характере региона, нивелировалось. Основным типом жилища формирующейся древнерусской народности в лесной зоне стал наземный срубный дом с печью в углу.
Считается, что храмы характерны только для западных славян (деревянные постройки, внутри которых стояли идолы). У восточных же славян культовыми объектами скорее служили почитаемые природные объекты, площадки для жертвоприношений, курганы, а также святилища (капища) — круглые открытые площадки с идолами. Впрочем, в Западной Украине были найдены остатки квадратных в плане с бревенчатыми стенами сооружений, которые некоторыми исследователями интерпретируются как храмы.

## Организация строительства
| - Ж.-Б. Лепренс. «Точильщик». 2-я пол. XVIII в. - Г. Оэри. «Русские крестьяне строят избу». 1810-е гг. |

Уже в период формирования единого Древнерусского государства плотничество выделялось в самостоятельную отрасль производства. Плотники объединялись в артели. Имена руководивших ими мастеров иногда вырезались на постройках.
На городских «щепных базарах» можно было купить не только стройматериалы, но даже целые здания в разобранном виде. О высоком уровне организации работ говорит практика строительства «обыденных церквей».
Мелкие постройки, небольшие дома возводились непрофессионалами, собственными силами жителей данной местности, ведь с азами плотничества был знаком почти каждый крестьянин. Городские и многие сельские храмы проектировались профессиональными мастерами, специализировавшимися на строительстве культовых зданий; хотя на Севере даже в XVIII веке это проектирование часто велось средневековыми методами. Граница между профессиональной деревянной архитектурой и народным зодчеством довольно расплывчата.
Деревянное зодчество было связано с некоторыми языческими пережитками. Свои сакральные и ритуальные ценности крестьяне оберегали с помощью строительной обрядности. Существовали категории деревьев, запретных для строительства, запретные и «счастливые» места для строительства. Специальные обряды сопровождали закладку стен, строительство печи, устройство проёмов, укладку матицы, заселение в новый дом. Плотникам приписывались контакты с потусторонней силой. Плотники, строившие дома, наделялись нечистой семантикой, а строители храмов — божественной.

## Типы построек

### Жилые дома и хоромы
Деревянная жилая архитектура была представлена разными типами жилищ: от небольших примитивных построек с минимальным количеством проёмов и самым простым способом отопления, которые напоминали охотничьи избушки, до огромных северных домов-комплексов, богатых хором и даже царских дворцов, украшенных богатой резьбой. Использовавшиеся при их строительстве архитектурные приёмы нашли отражение практически во всех других типах построек.

#### Типология традиционного дома
Русское традиционное жилище — сруб, иногда с дощатой обшивкой, крытый двух- или четырёхскатной крышей. Такие дома у русских крестьян господствуют в северной и средней полосах Восточно-Европейской равнины, распространены на севере южнорусских регионов (Брянская, Орловская области, северные части Курской, Воронежской и Тамбовской областей). С русской колонизацией они проникли на Урал, в Сибирь, на Дальний Восток. Срубное домостроение прижилось у многих других народов России. В южнорусских регионах в последнее время стали преобладать кирпичные дома.
Типологическими признаками русской крестьянской усадьбы традиционно служат: конструктивно-планировочное решение жилой зоны, взаиморасположение жилой и хозяйственной зон, планировка жилого помещения, а также количество помещений, вертикальная структура жилища и тип отопления (дымоудаления).
По конструктивно-планировочному решению жилой зоны (отапливаемая изба (в средневековье также истьба, изъба) — главная жилая часть крестьянского дома; не смешивать с понятием избы как дома в целом) выделяют следующие типы:

Облик наиболее распространённых типов изб по конструктивно-планировочному решению жилой зоны, сложившийся к XIX веку
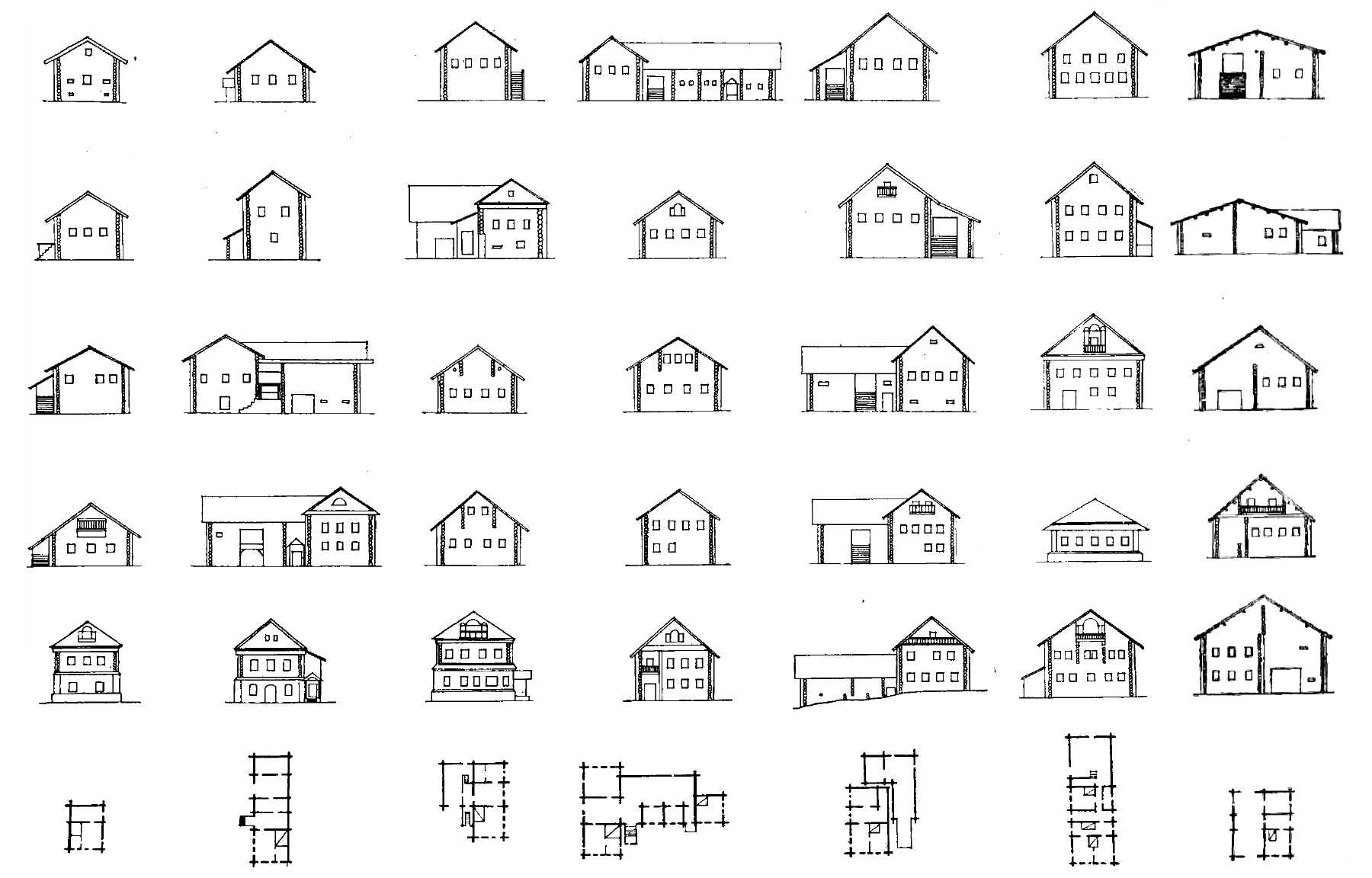
Четырёхстенки
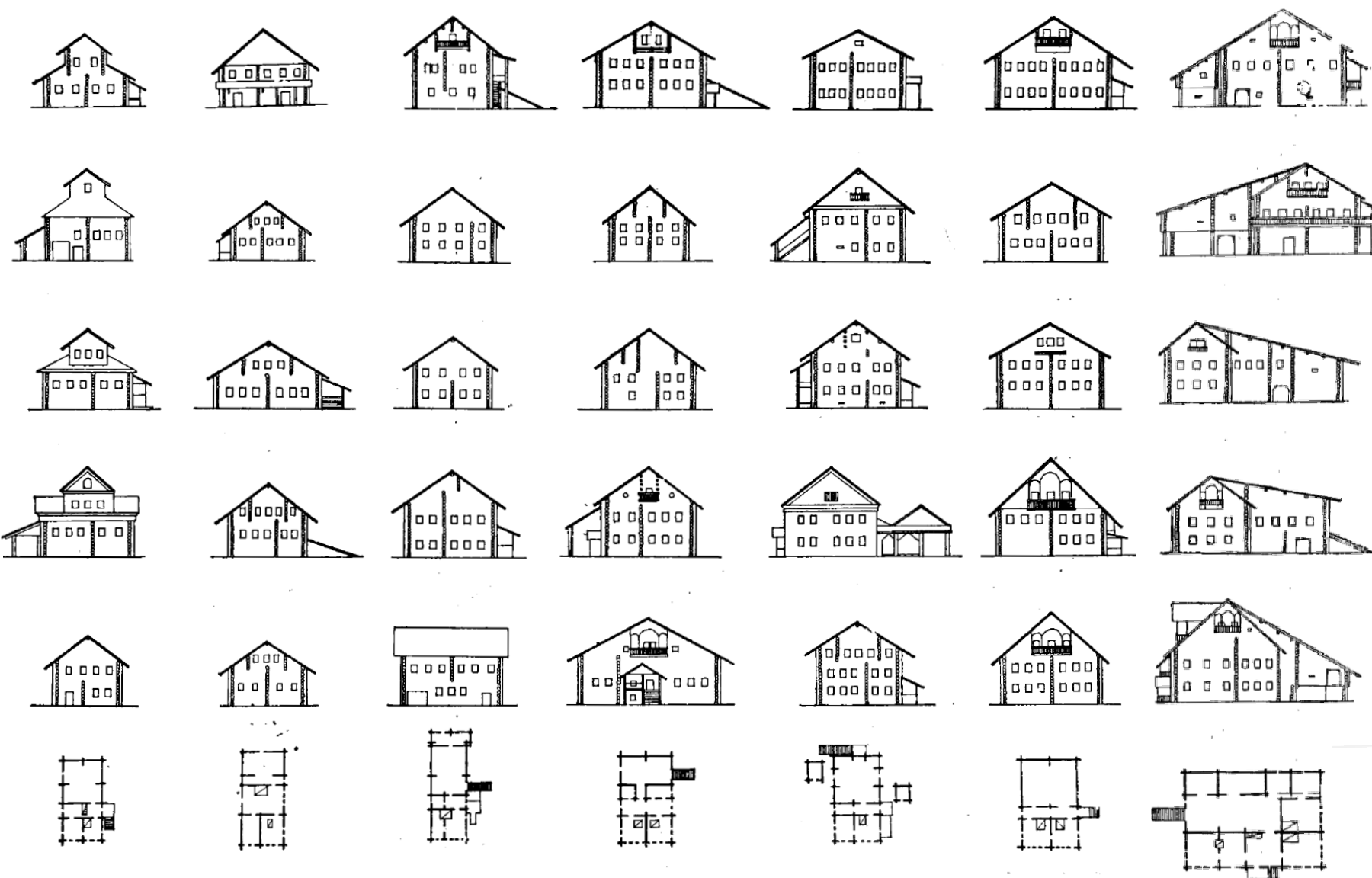
Пятистенки
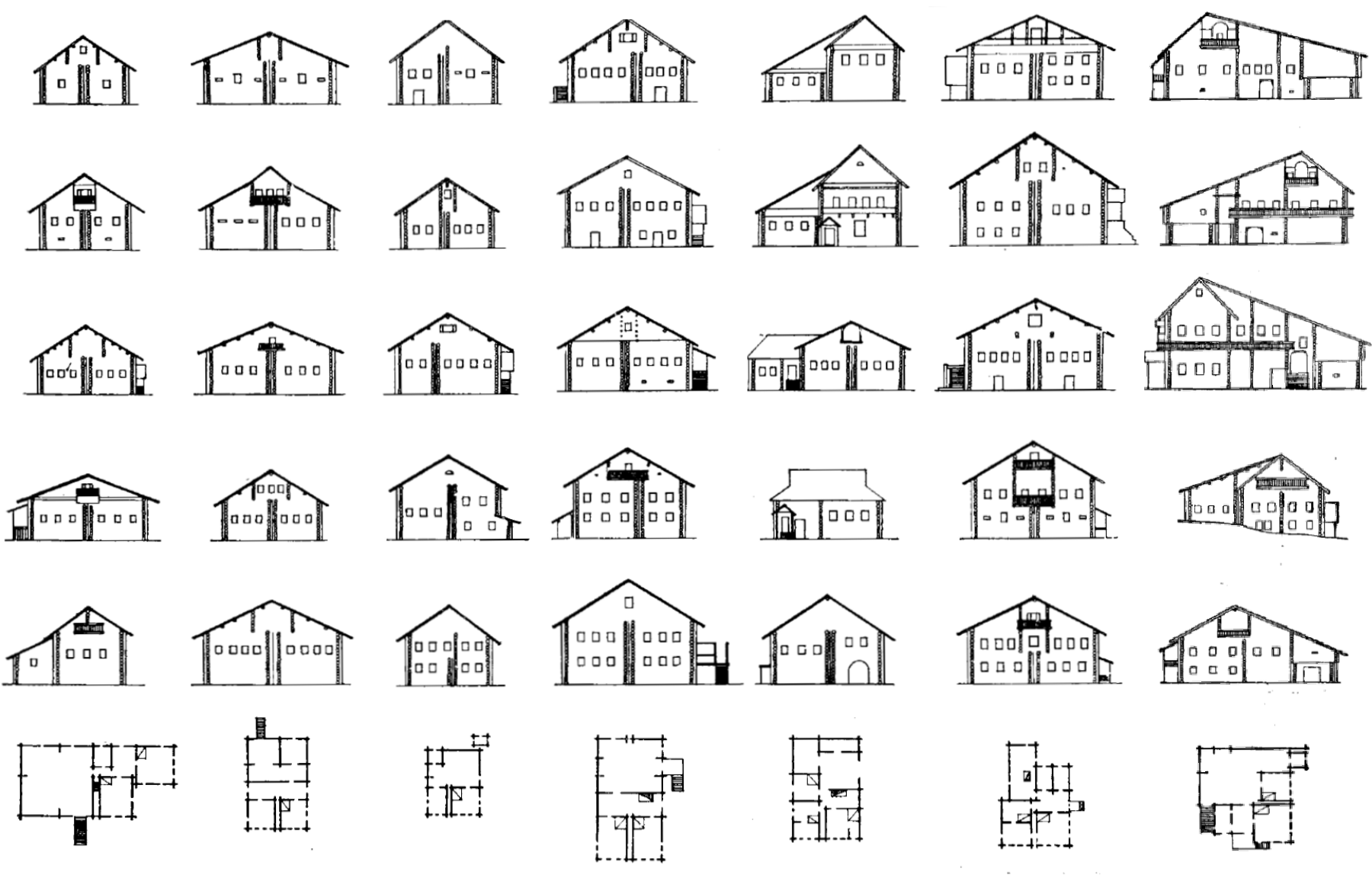
Шестистенки (изба-двойня без заулка)
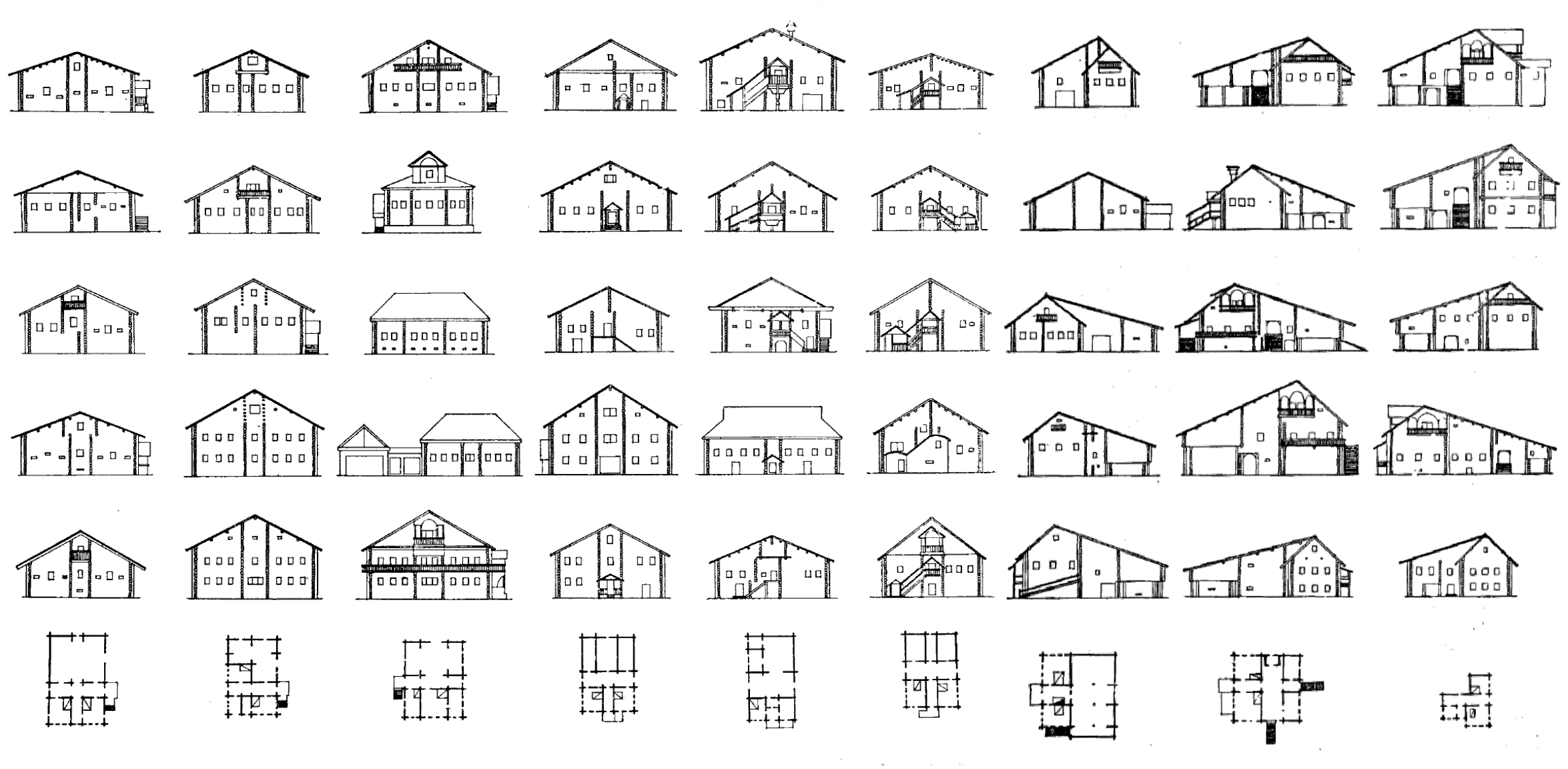
Шестистенки (изба-двойня с заулком)

- В четырёхстенке изба состоит из одного отапливаемого жилого помещения, ограниченного четырьмя стенами. Состав прочих помещений дома может быть различным. Простейший вид четырёхстенка — однокамерный дом, в котором изба — единственное помещение. Двухкамерный дом представляет собой избу, к которой со стороны входа пристроено небольшое помещение холодных сеней. Они использовались в хозяйственных целях, летом также для пребывания людей, помогали сохранению тепла избы. В состав трёхкамерного дома входят изба, сени, третье помещение (обычно хозяйственная клеть или помещение для проживания летом). Чаще всего изба и клеть примыкают к двум противоположным сторонам сеней (изба-связь). Более развитые четырёхстенки имеют множество хозяйственных помещений[67][68][69].
- В Пятистенке изба разделена капитальной стеной на 2 жилых помещения одновременно с постройкой сруба. Пятая стена может располагаться как посередине сруба, так и с отступом[70][71].
- Шестистенок представляет собой комбинацию двух жилых срубов. Известны следующие вариации этого типа[61]: изба с прирубом, то есть изба, к которой пристроен меньший по площади сруб (может рассматриваться как отдельный тип); изба-двойня без заулка, то есть 2 сруба, поставленные вплотную друг к другу; изба-двойня с заулком, в которой между двумя срубами расположено небольшое полужилое помещение или сени с входом со стороны главного фасада. Существуют примеры изб-двоен, в которых срубы имеют раздельные крыши[70].
- Поздние и достаточно редкие типы — крестовая связь (два пятистенка, разделённые общими сенями) и крестовик (изба разделена на 4 помещения пересекающимися стенами)[70].

| - Классификация крестьянских усадеб в зависимости от взаиморасположения жилой и хозяйственной функциональных зон - Типы планировки жилого помещения и их распространение |

Хозяйственная функциональная зона усадьбы представляет собой двор, который имеет крытую и открытую части. Е. Э. Бломквист классифицировала русские крестьянские усадьбы XIX века в зависимости от взаиморасположения жилой и хозяйственной функциональных зон. На Севере большинство хозяйственных помещений находилось в составе крытого двухъярусного двора (северорусский тип) и объединялось с жильём в одно здание, покрытое общей кровлей, — так называемый дом-комплекс, часто достигавший гигантских размеров. Например, дом Сергина из Мунозера составляет 24 ✕ 20 м в плане, имеет 2 этажа и светёлку. На второй ярус двора обычно ведёт взвоз — пандус для заезда гужевого транспорта. В этом типе выделяются подтипы:
- Однорядная связь (брус) — двор пристроен сзади жилой части, находится с ней на одной оси (изба — сени — двор); коньки крыш составляют продолжение один другого; дом прямоугольный в плане.
- Двухрядная связь — жилая часть и двор стоят рядом; коньки их двухскатных крыш параллельны.
- Слитная связь (кошель) — двор стоит рядом с жилой частью и покрыт вместе с ней единой двухскатной крышей (часто несимметричной); дом прямоугольный или близок к прямоугольнику (квадрату) в плане.
- Глаголь — двор охватывает жилую часть сбоку и сзади; может со стороны главного фасада напоминать кошель, но в плане такой дом Г-образный.
- Т-образная связь — крытый двор примыкает к длинной стороне постройки, образуя с ней в плане Т-образную фигуру.

В крытом одноярусном дворе (среднерусский тип) можно выделить упомянутые выше подтипы, а также ещё два:
- Трёхрядная связь — параллельно расположены конёк жилой части и 2 конька хозяйственных построек.
- Двор на отставе — двор стоит отдельно на небольшом расстоянии от избы и связан с её сенями крытым переходом.

Покоеобразная застройка (среднерусский тип) имеет избу, поставленную перпендикулярно к улице, и открытый посередине двор. Её подтипы:
- Московский — величина открытого пространства двора очень небольшая; застройка двора П-образная; двор примыкает к избе.
- Псковский — надворные постройки расположены по обе стороны дома.
- Волжско-камский (вятский) — П-образный двор примыкает к избе сбоку и сзади.

Для четырёхугольного открытого двора (южнорусский тип) характерна постановка избы или хаты параллельно улице, она связана с замкнутым в плане двором, в центре которого — обширное открытое пространство.
С. П. Толстов в качестве первичных комплексов культуры жилища выделил 2 типа: северный, характеризующийся крытым двором и однорядной связью, охватывает область древненовгородского и частично владимиро-суздальского освоения; и южнорусский комплекс, с замкнутым двором. Как результат их взаимодействия С. П. Толстов рассматривает поволжский комплекс с двухрядной связью.
Выделяют 4 типа планировки жилого помещения: северо- и среднерусский (печь у входа, устье печи направлено в другую от входа сторону), восточный южнорусский (печь напротив входа, устье ко входу), западный южнорусский (печь напротив входа, устье от входа), западнорусский (печь у входа, устье ко входу). Во всех случаях по диагонали от печи находится так называемый красный (передний) угол.
С точки зрения вертикальной структуры можно выделить: дом, имеющий 1 наземный этаж; дом с подклетом, то есть частично заглублённым этажом (чаще служит для хозяйственных целей, реже жилой), и верхним этажом; дома с 2 и более этажами. В дворцовых комплексах жилые срубы могли достигать высоты в 6 этажей. Стоит также отметить особый тип жилой постройки — землянку. Массовым жильём они не были даже в древности, но их исстари строили как временное пристанище во время стихийных бедствий и войн, в ходе освоения новых земель.
По способу отопления (дымоудаления) избы делятся на чёрные (курные) и белые. В чёрных избах дым, скапливаясь под потолком, согревал комнату и выходил через открытую дверь, окно или дымник — деревянную декорированную трубу на крыше. На смену чёрным пришли белые избы, печи которых имели дымоходы.

#### Развитие жилых построек
Древнерусские жилища различной конструкции с углублённым полом преобладали в южных регионах. На севере были распространены наземные срубные дома. К XIII веку они, несмотря на отдельные находки жилищ с углублённым полом, преобладали там повсеместно и распространились даже в зоне лесостепи.
Существенные изменения жилища претерпели в первые века Древнерусского государства. Перестало быть обязательным ориентирование стен по сторонам света. Уже выделялись, по мнению М. Г. Рабиновича, 4 типа внутренней планировки жилого помещения. Перемещение печей среднерусских и северных жилищ в ближний ко входу угол должно было привести к смещению входа ближе к боковой стене и появлению асимметричной композиции фасадов. По мнению А. Б. Бодэ и О. А. Зининой, далее появились окна на ближайшей ко входу боковой стене. Она, вероятно, приняла на себя роль главного фасада. Важным этапом стало появление второго помещения со стороны входа — сеней срубной или облегчённой каркасной конструкции, которые могли развиться из навеса или галерейки. В X веке такие двухкамерные дома уже существовали в псковско-новгородском регионе и в Киеве, хотя и составляли в целом меньшинство. Совсем редки были, даже в крупнейших городах, пятистенки, избы-двойни и трёхкамерные дома. Большинство же построек составляли однокамерные квадратные избы 4-5 м шириной. К. Мошинский и Е. Э. Бломквист придерживались гипотезы о происхождении трёхкамерного жилища непосредственно из однокамерного путём устройства сеней между двумя срубами. Впрочем, по более поздним периодам домостроения известно, что трёхкамерное жилище могло развиваться из двухкамерного. В этот период появился особый тип жилищ — срубные строения, связанные с конструкцией оборонительного вала. По летописям также известны боярские и княжеские дворцы с многочисленными помещениями разного назначения.
Сруб древнерусского жилища возводился из сосны, реже ели. Совсем редко наряду с ними применялись лиственные породы. Срубы обычно ставили без фундаментов, иногда утепляя завалинками. Полы, как правило, были дощатыми, в «полуземлянках» также земляными. Сложно поддаётся реконструкции верхняя часть жилища. Ряд свидетельств позволяет говорить о существовании двухэтажных домов или домов с подклетами, но в массе своей жилища были одноэтажными. Окна — волоковые или отсутствовали вовсе. Скатные крыши, покрытые землёй, упоминал арабский географ начала X века Ибн Руста:

Холод в их стране бывает до того силен, что каждый из них выкапывает себе в земле род погреба, к которому приделывает деревянную остроконечную крышу, на подобие христианской церкви, и на крышу накладывает земли. В такие погреба переселяются со всем семейством, и взяв несколько дров и камней, зажигают огонь и накаляют камни на огне до красна. Когда же раскалятся камни до высшей степени, наливают их водой, от чего распространяется пар, нагревающий жилье до того, что снимают уже одежду. В таком жилье остаются до весны. 
Пролить свет на древнейшие периоды развития жилой архитектуры могут археология, письменные источники, а также изучение старинных бань, амбаров, охотничьих избушек, в которых, как считают учёные, долгое время сохраняются архаичные архитектурно-конструктивные приёмы. Дома феодалов заметно выделялись на фоне избушек обывателей. Особенно необычные боярские дома XII—XIII веков раскопаны в Новогрудке. Их стены изнутри были оштукатурены и расписаны, снаружи обмазаны глиной. Окна имели стекольное заполнение и кирпичные арочные перемычки.
| - Лесная избушка дровосеков. Подобные постройки сохранили в себе многие черты архаичных жилищ - Подлинные остатки однокамерных построек ремесленного посада XIII в. (стены зафиксированы современными специальными устройствами) в музее «Берестье» |

Хорошо изучена застройка Великого Новгорода и Киева. В Киеве раскопаны каркасно-столбовые жилища с углублённым полом и срубные дома. К XI — началу XIII века относится массовое строительство двухкамерных срубных домов. Обращают на себя внимание их мощные лежневые и свайные фундаменты под углами. В некоторых домах обнаружена необычная конструкция сеней: они не имели первых венцов, а опирались свободной стороной на стойки. Продуваемое пространство под ними могло использоваться в хозяйственных целях.
Новгородские жилые дома X века представляли собой одно- и двухкамерные жилища. В ранних слоях обнаружено небольшое количество сооружений каркасно-столбовой и срубно-столбовой конструкций. В слое XI века открыта часть деревянного здания, намного превышавшего размеры всех прочих новгородских срубов (возможно, это часть дворца Ярослава Мудрого). В XII—XIII веках в Великом Новгороде начался массовый переход к строительству домов на высоких подклетах и полноценных двухэтажных домов в крупных усадьбах, получили распространение хоромные комплексы, избы-двойни, трёхкамерные избы-связи. Ярким примером хоромного комплекса является построенная в 1150-х годах усадьба, принадлежавшая, скорее всего, иконописцу Олисею Гречину. Основой её хором была двухкамерная срубная постройка площадью 63 м², предположительно, двухэтажная с покоями владельца и мастерскими. К ней был приставлен небольшой каркасный сарай. С другой стороны к дому примыкала постройка с сенями, покоившаяся на очень мощных столбах и покрывавшаяся лемехом. В выполненной Г. В. Борисевичем реконструкции это трёхэтажная башнеобразная повалуша. Согласно исследованиям А. А. Шенникова, средневековые повалуши несли оборонительную функцию и имели повалы.
В. К. Козюбой предложена следующая реконструкция южнорусского сельского жилища с заглублённым полом XI—XIII веков. Постройка имеет сени и основное помещение с заглублённым полом. Стенки котлована были укреплены досками, прижатыми столбами. Бревенчатые стены постройки стояли снаружи котлована почти впритык к его стенке. Внешне такое жилище не сильно отличалось бы от обычных наземных срубов.
М. Г. Рабинович, рассматривая вопрос о различиях в домостроении южных и северных регионов, заключал, что конструктивные особенности связаны в первую очередь с наличием в данной местности того или иного материала. Д. А. Авдусин предполагал, что строительство «полуземлянок» могло быть связано с особенностями грунта, например, в Великом Новгороде с его сырыми почвами не было заглублённых жилищ, зато они существовали рядом в сухой местности Перынь. Что касается деревенского домостроения, то в науке устоялось мнение, что в X—XIII веках оно мало отличалось от домостроения крупных городов. М. Г. Рабиновичем сделан вывод, что городское древнерусское жилище этого периода генетически происходит от деревенского.
Основной единицей городской и деревенской застройки средневековой Руси была усадьба-двор. Усадьбы феодалов окружались частоколом, в глубине их двора, в окружении хозяйственных построек, стояли жилые дома барской семьи и челяди. Фронт застройки средневековой городской улицы имел вид ряда заборов, прерывавшихся воротами, глухими стенами хозяйственных построек и фасадами жилых домов ремесленных усадеб. Плотность застройки способствовала частым пожарам, порой выжигавшим деревянные города без остатка. Уже в XIII—XV веках, по мнению М. Г. Рабиновича, сложилось разделение на северные усадьбы с крытым двором, вплотную примыкающим к жилью, и усадьбы с открытым двором на юге. О деревенском жилище этого периода известно мало. Развитие его планировочного решения, как и у городских домов, шло по пути увеличения количества помещений. Многие дома, особенно в северных регионах, имели подклет, отделявший избу от холодной земли. Дома без подклета утеплялись подсыпкой.
К XIII—XV векам уже сложилась типичная схема русских хором в 3 этажа: нежилой подклет; основной жилой этаж; третий этаж, где располагались светлицы (обычно холодное, но светлое, с косящатыми окнами помещение для женских работ) и терема (верхние парадные помещения, венчавшиеся яркой фигурной кровлей) с гульбищами. Характерны были повалуши и крытые парадные галереи на втором этаже, называвшиеся сенями.
В южных регионах Руси в послемонгольский период, вероятно, из-за уменьшения лесного покрова, получили широкое распространение турлучные, глинобитные, саманные жилища. На их основе со временем сформировалось традиционное жилище украинской и южнорусской деревни — хата.
XVI—XVII века — период интенсивного строительства. Англичанин Дж. Флетчер в XVI веке писал:

Деревянная постройка для русских, по-видимому, гораздо удобнее, нежели каменная или кирпичная, потому что в последних больше сырости и они холоднее, чем деревянные дома, построенные из сухого соснового леса, который больше дает тепла. Провидение наградило их лесами в таком изобилии, что можно выстроить порядочный дом рублей за 20-30 или немного более даже там, где мало леса. Неудобны же деревянные строения особенно тем, что могут сгореть…
| - Жилые дома на фрагменте плана Тихвинского посада (Ленинградская обл.). 1678 г. Слева вверху — трёхкамерные избы-связи на подклетах - Деревня Зайцево (Новгородская обл.). 1660-е гг. Альбом А. Мейерберга |

В этот период росло число хозяйственных построек усадеб. В городах распространились белые избы, четырёхстенки с сенями и трёхкамерные дома. Наиболее распространённым вариантом трёхкамерного дома стала изба-связь, у которой изба, сени и клеть последовательно расположены на одной оси, образуя дом-брус. В северных регионах и в средней полосе на месте клети развился крытый двор с многочисленными помещениями. Удобно, когда двор дома-бруса расположен сзади. Видимо, это поспособствовало развороту дома жилым торцом к улице. Вход в дом, в свою очередь, стал осуществляться сбоку. Таким образом дом приобрёл характерную ориентацию относительно улицы, хотя некоторые дома ставились и вдоль улицы. Если дом имел подклет, то ко входу вели лестница и крыльцо. Избы-связи быстро завоевали популярность и со временем стали типичным восточнославянским жилищем, хотя в XVI—XVII веках в городах они ещё не составляли абсолютного большинства, а деревня и вовсе почти целиком состояла из однокамерных жилищ. Судя по всему, в этот период уже сложилась ещё одна характерная черта русской избы — трёхоконная композиция главного фасада. На плане Тихвинского посада 1678 года много домов с тремя волоковыми окнами, среднее из которых расположено выше прочих. Впрочем, существовали и другие приёмы расположения окон (см., например, рисунки А. Мейерберга). Завершались дома двухскатными крышами с драночной (на севере и на юге), тёсовой (на севере) или соломенной (на юге) кровлей. Дома крестьян имели незатейливый внешний вид. Как писал Г. Г. Громов, для них «высокие палаты и узорные крыльца были мечтой, куда помещали они героев своих сказок».
Хоромы XVI—XVII веков представляли собой сложные многокамерные комплексы на подклетах, а их объёмы соединялись лестницами, переходами на втором уровне и покрывались отдельными крышами. Ко входу в хоромы вело парадное крыльцо. Русские крыльца, по мнению А. И. Некрасова, были развиты в XVI веке под воздействием каменной архитектуры, в частности, западной паперти московского Успенского собора. В контексте богатых домов изменилось значение слова сени и оно стало обозначать прихожую. Расширился термин изба: он стал применяться вообще к любому помещению жилого комплекса. Наряду с избой для основного отапливаемого помещения на подклете употреблялся термин горница. С распространением повалуш из источников исчезло упоминание теремов. Горница, повалуша, да сени меж ними — таков минимальный состав богатого дома XVI—XVII веков. К XVIII веку повалуши стали исчезать. Самый сложный образец хоромного строительства — дворец Алексея Михайловича 2-й половины XVII века в Коломенском, состоящий из 7 хором. Он уже имел наличники, в своей орнаментике схожие с наличниками каменной архитектуры.
XVIII—XIX века ознаменовались значительным прогрессом домостроительства, изменением планировки усадьбы, появлением новых типов домов. Застройка поселений и планировка усадеб стали вестись в соответствии с принципами регулярности, в частности, фасады домов стали выходить на красную линию улицы, а закрытый двор-крепость отошёл в прошлое. Развитие планировки дома шло по пути увеличения числа помещений и поиска их рациональной взаимосвязи. Среди городских мещанских домов были распространены избы-связи (типа «изба — сени — клеть» или «изба — сени — изба») и пятистенки. Помещения в них дополнительно разделяли перегородками, превращая дом в многокомнатный. Избы-связи были распространены и в деревне, в том числе вариант «изба — изба — сени». Со 2-й половины XIX века у крестьян, с расширением и усложнением передней жилой части дома, трёхкамерная связь и четырёхстенки стали уходить в прошлое, уступая место пяти- и шестистенкам (избам-двойням и избам с прирубом). Избы-двойни распространились в бассейнах Северной Двины, Онеги и Мезени, но их разновидности можно было встретить и в Новгородской, Ярославской, Костромской губерниях; избы с прирубом были характерны для средней полосы и Поволжья. Одним из путей развития шестистенка было расширение пространства между смежными стенами, в результате чего появилась изба-двойня с заулком. Этот заулок иногда превращался в сени — в таком случае вход с крыльцом перемещались с бокового фасада на главный, прямо на улицу. Пятистенок в XVIII—XIX веках распространился в городах и сельской местности почти всех регионов. В этнографии распространена версия происхождения пятистенка от избы-двойни путём удаления одной из смежных стен. Возможно, прообразом пятистенка можно считать избу с прирубом или избы с неполной перегородкой. Пятистенки, у которых только одно жилое помещение было обращено к улице, были характерны для городов. В Центральной России и в Поволжье вдоль боковой стены такого дома, а также и вдоль трёхкамерных связей, нередко пристраивался коридор с выходящим на улицу входом в дом. Дальнейшим развитием пятистенка были крестовик и крестовая связь.
Большинство русских домов образовывало однорядную связь. Р. М. Габе и Е. Э. Бломквист считали, что однорядная связь в некоторых регионах, например на Севере, распространилась довольно поздно. По мнению Р. М. Габе, в Карелии более древние корни имели дома-кошели. Распространённой практикой в этот период была пристройка зимников — приземистых избушек, в которых можно было пережить морозы. С точки зрения вертикальной структуры, существовали поземные избы с земляным полом (в южных регионах), избы с невысоким подпольем, избы с подклетами, причём подклет нередко превращался в жилой этаж. Сначала в городе, а потом и в деревне распространились дома с двумя и более этажами. С начала XIX века среди крестьян распространились белые избы.
В XVIII—XIX веках развитие городской гражданской архитектуры было связано с общеевропейскими стилями барокко, классицизма, ампира. В духе веяний из Петербурга зодчие прибегали к стилизации деревянных домов, яркий пример этому — провинциальный деревянный классицизм. Стилевые постройки, подражавшие каменным, имели мало общего с традиционным зодчеством. Хотя деревянные колонны веранд и сандрики из досок были весьма далеки и от своих западноевропейских прототипов.
| - Крестьянский дом Владимирской губернии. 2-я пол. XIX в. - Дом Сергина из Мунозера (Карелия). Пример северного дома-комплекса 2-й пол. XIX в. |

Под нарастающим влиянием города и помещичьих усадеб радикально менялась крестьянская изба. Процесс этот шёл не везде одинаково быстро. В отдалённых поселениях ещё долго (даже в XIX веке) строили по-старому. Например, архаична была почти не имевшая декора «Изба семи государей» 1765 года в Онежском уезде Архангельской губернии. Эта курная изба была переходным типом к пятистенку, имела однорядную связь с двором и стояла на хозяйственном подклете. На главный фасад выходили окна избы (два волоковых и большое косящатое между ними) и волоковое окно хозяйственного помещения. За этими помещениями располагались сени, горницы и далее хозяйственные помещения. Такие избы сменялись эклектичными постройками, которые сочетали элементы древнерусского зодчества и стилевой архитектуры, детали ордерной системы и народную резьбу. Они обзавелись большими косящатыми окнами с резными наличниками, мезонинами, окнами для освещения чердака, двухстворчатыми дверями, подзорами. Некогда распространённая композиция окон главного фасада как у «Избы семи государей» сменилась тремя большими окнами. На рубеже XIX—XX веков в Поволжье и на Севере также распространилась композиция из четырёх окон. Ещё больше окон имели главные фасады северных двухэтажных пяти- и шестистенков. В итоге этих преобразований, как отмечал А. И. Некрасов, былая монументальность и простота сменилась «сложностью и живописностью во впечатлениях целого». Большие изменения произошли в конструктивных решениях: появились потолки современного типа, изменились конструкции крыш, привычным явлением стала дощатая обшивка стен снаружи и т. д. Эклектика во 2-й половине XIX века достигла наибольшего развития. По мнению А. В. Ополовникова, с этого времени начался полный распад культуры древнерусского деревянного зодчества, несмотря на то, что к концу века более половины городов на 95 % состояло из деревянных домов. Многие дома имели кирпичный нижний этаж и деревянный верхний.
В середине XIX века на волне дискуссий о национальном стиле у профессиональных архитекторов пробудился интерес к деревянному зодчеству. Его мотивы были использованы В. А. Гартманом, И. П. Ропетом, Ф. О. Шехтелем в поразивших иностранную публику русских павильонах на международных выставках. Свойственный многим последователям русского стиля XIX — начала XX века декоративизм фасадов едва ли не крайнее выражение получил в постройках И. П. Ропета. «Ропетовщина» оценивается неоднозначно. То, что было удачным в выставочных и загородных постройках, не всегда уместно выглядело в городской застройке. А. В. Ополовников считал, что в основе стилизации под народное зодчество лежало не использование его эстетического содержания, а лишь механическое копирование форм.
В 1920—1930-е годы основная масса сельского жилого строительства по прежнему состояла из деревянных изб с несколько более усовершенствованной планировкой. Строились такие дома и в городах. Из дерева строились также многоквартирные дома. К дореволюционным традициям обращались некоторые советские архитекторы в проектах своих дач. Однако неуместность деревянного строительства в новых советских реалиях становилась всё более ясной и к середине XX века от традиции деревянного зодчества отошли окончательно. Срубное домостроение уступило место каркасному, кирпичному, блочному и панельному строительству.
Деревянная жилая архитектура современной России представлена индивидуальными домами. В этом направлении работают Т. Кузембаев, Н. В. Белоусов, В. Г. Кузьмин. Многие авторы реализуют свои проекты в духе современной архитектуры, некоторые стилизуют под «русский стиль». Некоторые постройки, как, например, срубные дома Н. В. Белоусова, сочетают современную архитектуру и традиции.

### Хозяйственные постройки и инженерные сооружения
| - Мельницы-столбовки на клетях из Большой Шалги (Архангельская обл.) - Мост через Кену (Архангельская обл.) |

Среди многочисленных построек сельскохозяйственного назначения — гумна для обмолота зерна, снопосушильни (овины и риги). Это массивные срубы, в решении которых не ставилась задача архитектурной выразительности. Иногда снопы сушили не в зданиях, а на открытых вешалах. Для хранения зерна, муки и вещей строили амбары. Они отличаются большим разнообразием архитектурных и конструктивных решений: от маленьких срубов, покрытых пологой односкатной кровлей до огромных двухэтажных амбаров с двухскатной кровлей. Для защиты припасов от грызунов амбары иногда ставились на столбы. Некоторые амбары перед входом имеют предмостья и выступающую верхнюю часть сруба (залобник). Вход может располагаться с торца или, в более вместительных амбарах, сбоку. Поздние амбары имеют при входе навес, поддерживаемый столбами. В пространстве застройки амбары ставили так, чтобы их можно было видеть из избы, но при этом поодаль от неё, чтобы уберечь амбар от пожара. Своеобразный вид имеют охотничьи лабазы — небольшие лесные амбарчики, стоящие на одной-двух высоких опорах — стволах деревьев.
Внешне от овинов и гумен мало отличались водяные мельницы. Гораздо более значимую роль в силуэте застройки играли ветряные мельницы. В московском государстве они появились в XV веке. Это довольно сложные по своей конструкции сооружения. На Севере были распространены мельницы-столбовки (вращались на врытом в землю столбе, опорой которому служили дополнительные столбы, рубленая в реж клеть или рама), в средней полосе и в Поволжье — шатровки (усечённый кверху восьмерик, у которого вращалась только верхняя часть).
В отличие от амбаров, нередко украшенных декором, и ветряных мельниц, выделяющихся из застройки своими размерами и силуэтом, бани выглядят довольно непримечательно. Они с запозданием повторяли этапы эволюции жилища. Старинные бани топились по-чёрному, имели одно помещение и крылись одно- или двухскатной кровлей. В поздних банях появилось второе помещение — предбанник. Бани размещались вдали от жилья, по возможности, у воды, формируя ближний план композиции прибрежной застройки. В южных и сибирских регионах отдельно от жилья ставились также хлева, сеновалы, сараи.
Немало хозяйственных построек имели и городские усадьбы, в том числе конюшни, поварни, погреба, ледники, мастерские.
Уже в Древней Руси существовали профессиональные плотники-мостостроители. Великий мост X века в Великом Новгороде представлял собой сложное инженерное сооружение с пятиугольными забутованными камнем срубами (ряжи) в качестве опор. Пролёт между ними — более 17 метров, что говорит о высоком мастерстве древнерусских строителей. Такие мосты назывались ряжевыми. Самый известный из них — мост через реку Кена в Архангельской области. На узких реках для перекрытия пролёта использовались консоли береговых устоев (консольный мост).
Стенки колодцев закрепляли срубом или выдолбленным стволом дерева. Механизм подъёма бадьи из колодца обычно имеет вид «журавля» (опирающийся на столб рычаг) или барабана с ручкой, на который наматывается веревка. Над колодцами с барабанами нередко сооружалась двухскатная кровля.

### Крепостные сооружения
Древнейшие и самые простые оборонительные сооружения на Руси — частокол (тын), заплотные или даже плетневые ограды, валы и рвы. Стены ставились как на ровном рельефе, так и на валах. Частокол нередко дополнялся срубными конструкциями, позволявшими устроить настил для перемещения вдоль стен защитников. Крупные города защищались срубными крепостями, состоящими из отдельных ячеек-срубов (городни) или более прочной двухрядной сплошной стены с перерубами (тарасы). Ячейки стен заполнялись землёй, камнями или использовались как помещения. Срубные конструкции устраивали и внутри земляных валов, поверх которых возводились стены. Сверху стены имели крытый проход, имевший снаружи бревенчатый бруствер с щелями для стрельбы. Возможно, уже в XII веке такие площадки могли делать в виде нависающего выступа сруба (облам) — со временем такой приём стал широко распространённым в русском оборонном зодчестве. Для верхнего, среднего и нижнего боя предназначались свои ярусы с бойницами. В 1237 году началось нашествие монгольской армии, разорившее русские земли. Чтобы крепости могли успешно противостоять набегам, их усовершенствовали, возводили более высокие и толстые стены, ставили несколько рядов стен. Стали распространяться крепости с двумя и более башнями (вежи, стрельницы, костры, столпы) четырёх-, шести- или восьмиугольной формы. До этого башни в системе русских крепостей практически отсутствовали. Высота стен обычно составляла 5,3-6,4 м (тыновые — 3,2-4,3 м; изредка до 6,4 м); ширина — 3,2-4,3 м. Большую высоту имели проездные башни как композиционные центры крепостей. Остатки оборонного зодчества уцелели в Сибири.

### Церкви
Стремление разнообразить силуэт поселений реализовывалось в строительстве высоких культовых зданий. В храмах утилитарные требования отошли на второй план, и они стали самыми выразительными постройками, достигли большого разнообразия форм и образов, сохраняя при этом каноническую трёхчастную структуру православного храма: расположенные по оси с запада на восток притвор (крыльцо, трапезная, паперть) — основной (средний) объём храма с помещением для молящихся (наос, кафоликон) — алтарь. Наос доминирует по высоте над остальными объёмами, иногда он дополняется прирубленными приделами. Алтарные прирубы пятигранные (более поздние) и четырёхгранные (древние) в плане, покрывались пяти- и двухскатными кровлями, бочками. Известно несколько примеров, когда наос и алтарь размещались в едином срубе, внешне расчленённом разновысоким покрытием.

#### Типология церквей
Оформившаяся классификация деревянных храмов содержится в работе И. Э. Грабаря и Ф. Ф. Горностаева. В ней храмы разделены по наиболее выразительному признаку на 5 типов: клетские, шатровые, ярусные, кубоватые и многоглавые. М. В. Красовский отдельно выделил пятиглавые и купольные церкви. Принципы данной классификации стали общепринятыми, их используют почти все работы по русскому деревянному зодчеству. Альтернативную, более сложную систему классификации храмов и часовен разработали В. П. Орфинский и И. Е. Гришина.
У клетских храмов основной объём прямоугольной формы в плане. Они близки к избам по своему архитектурно-конструктивному решению, хотя есть и высокие башнеобразные постройки. Простейший план состоит из крыльца, наоса и алтаря. Но чаще он имеет также притвор, трапезную, иногда галерею и приделы. Иногда указывается, что клетский тип храма имеет двухскатную кровлю (в том числе клинчатую, ступенчатую, с полицами, бочечную), хотя храмы с четырёхскатными и восьмискатными завершениями тоже причисляют к клетскому типу. Над притворами некоторых церквей устраивались шатровые звонницы.

Разновидности клетских храмов
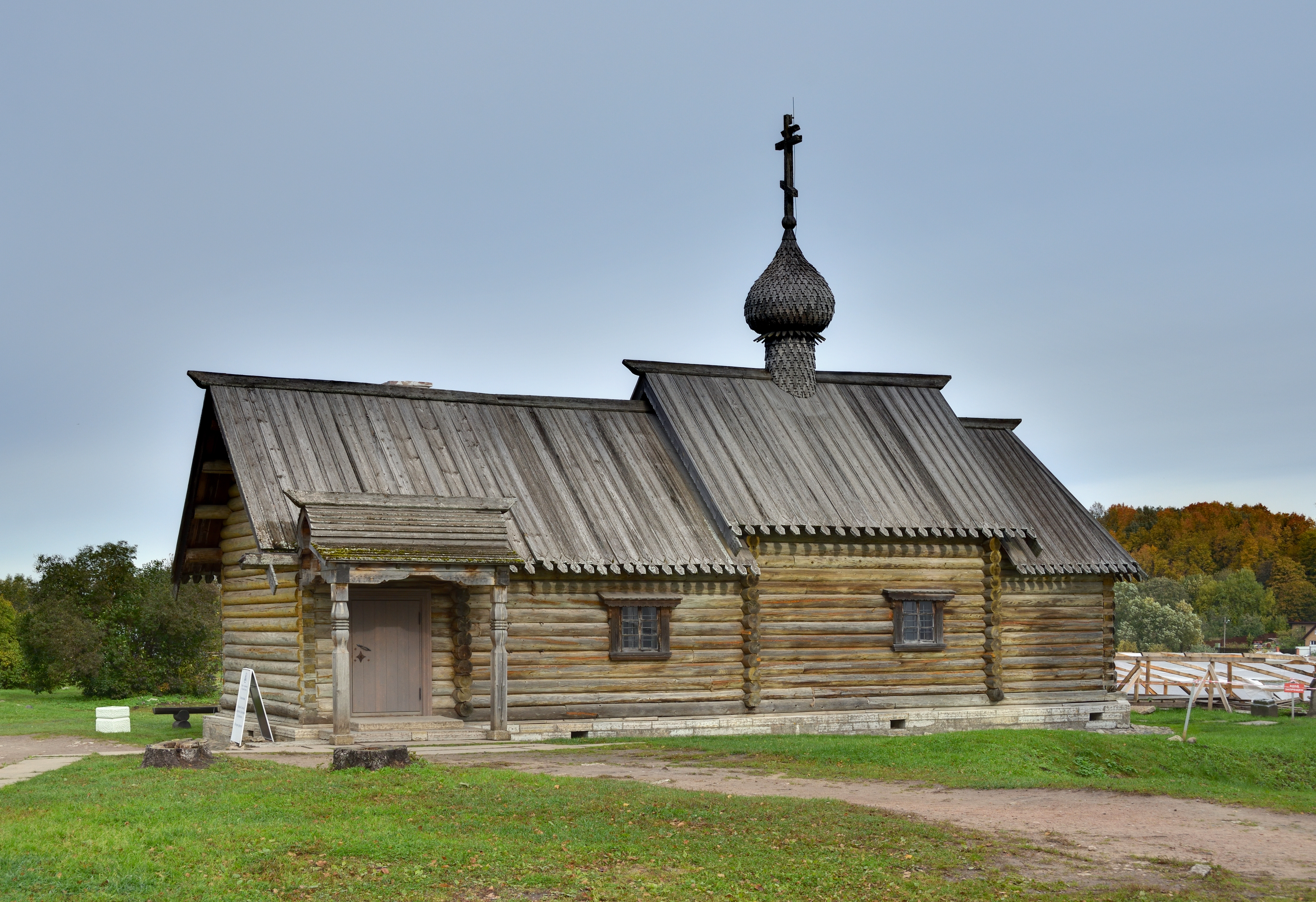
Церковь Димитрия Солунского с простыми двухскатными кровлями. Старая Ладога (Ленинградская обл.)
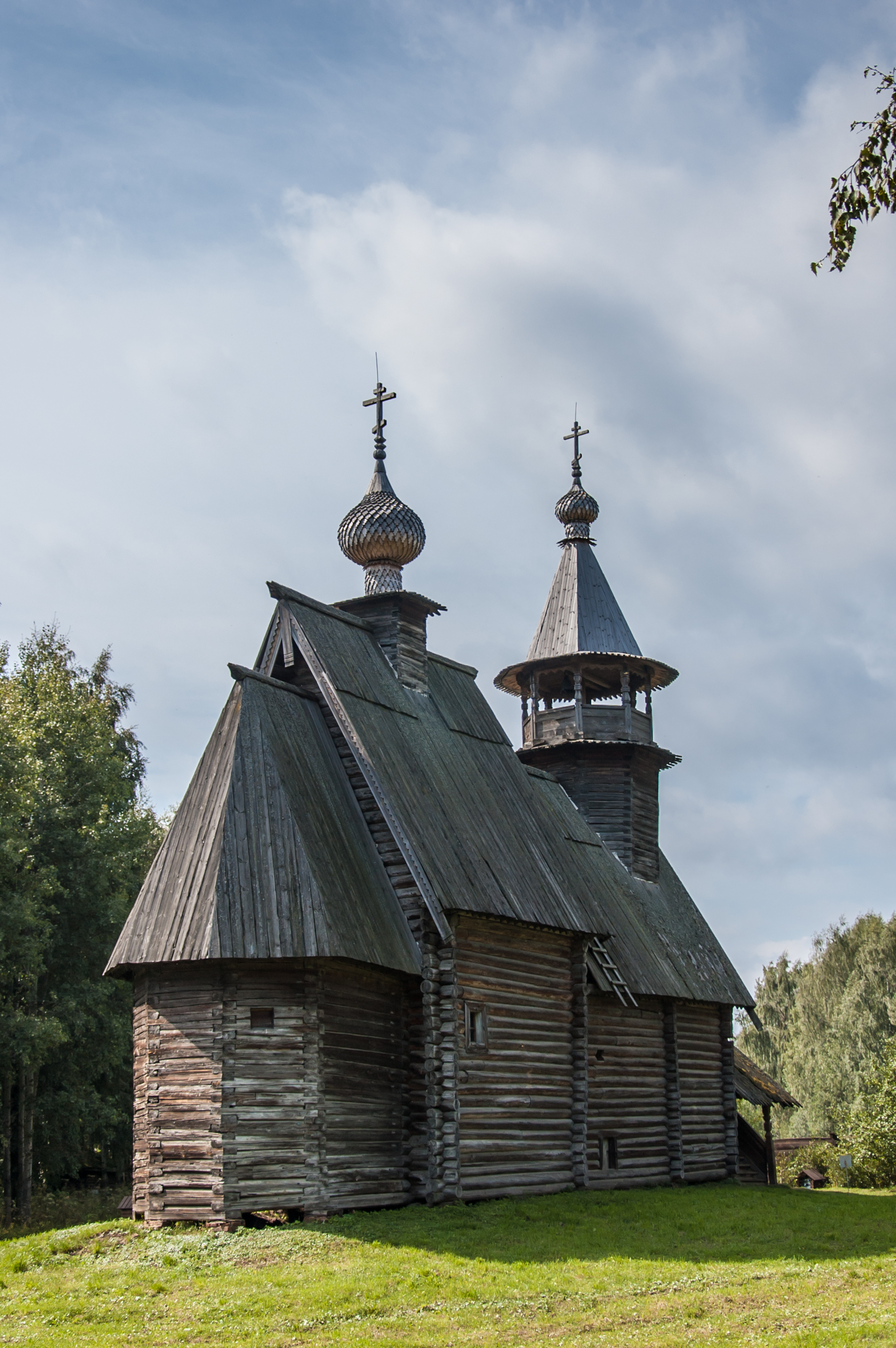
Спасская церковь из с. Фоминское с клинчатыми кровлями и шатровой звонницей. Музей в Костроме
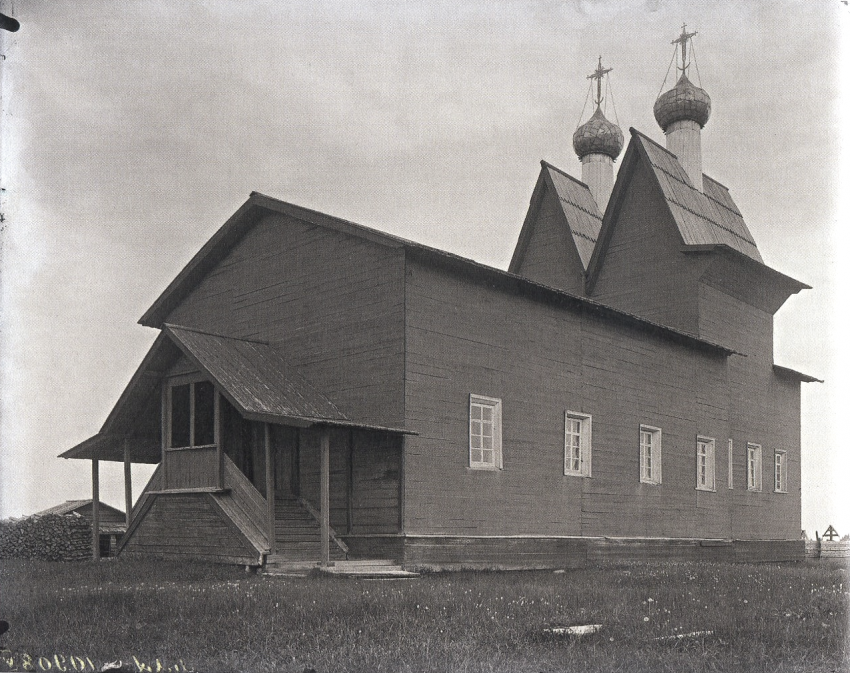
Введенская церковь с двумя параллельными кровлями над наосом, имеющими полицы. Осиново (Архангельская обл.)
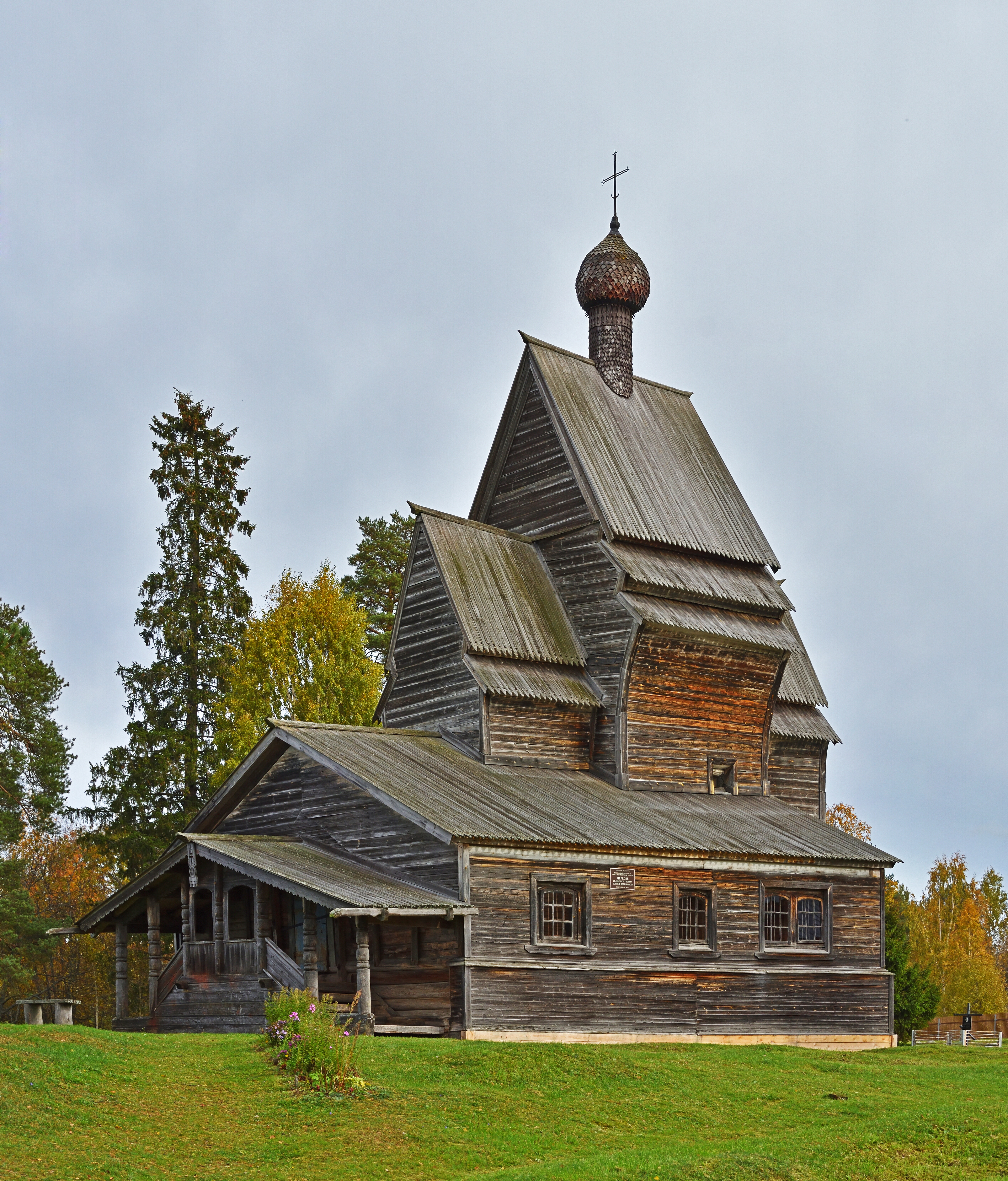
Церковь Георгия Победоносца со ступенчатыми кровлями. Юксовичи (Родионово) (Ленинградская обл.)
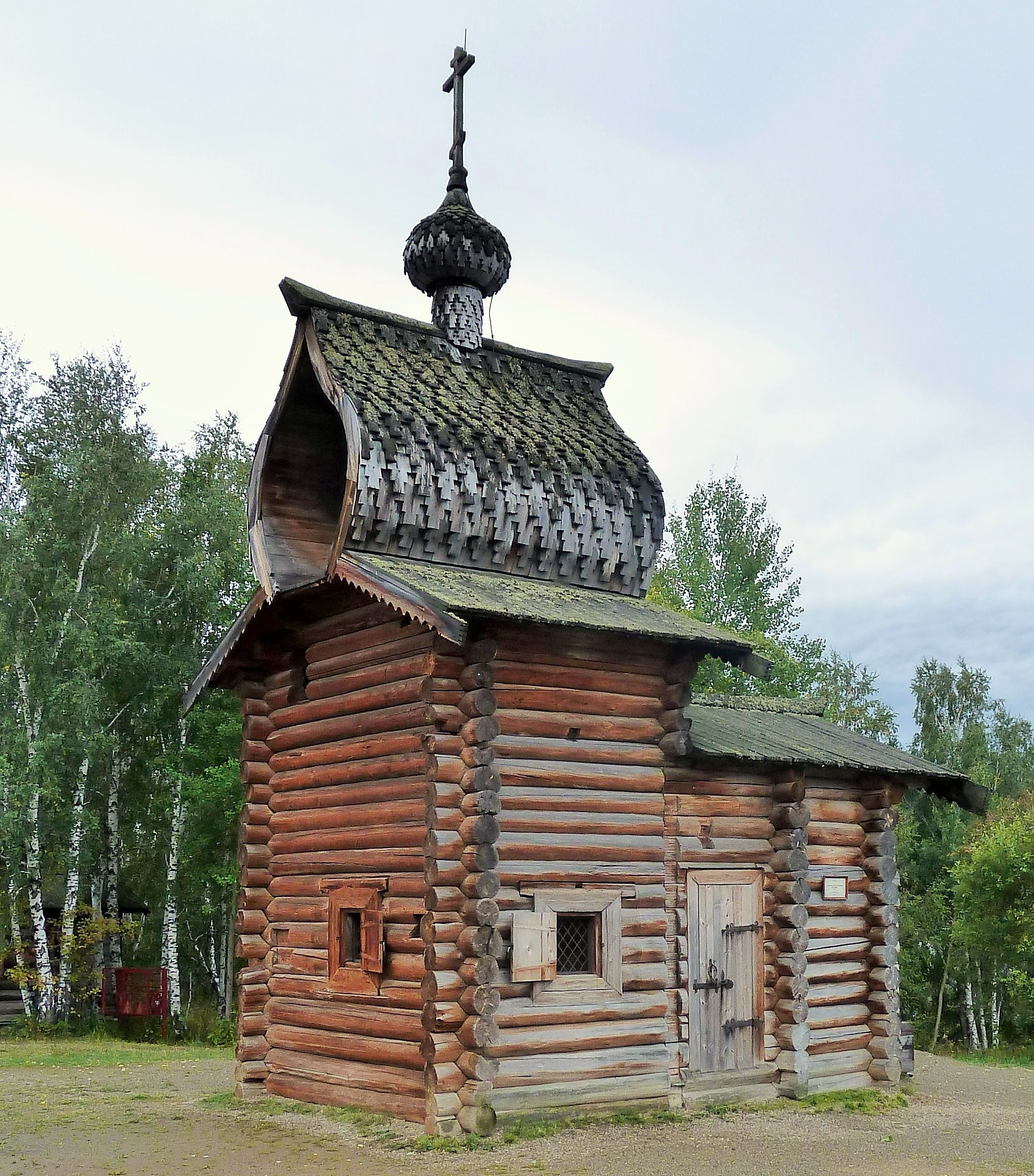
Казанская церковь с бочечной кровлей. Тальцы (Иркутская обл.)
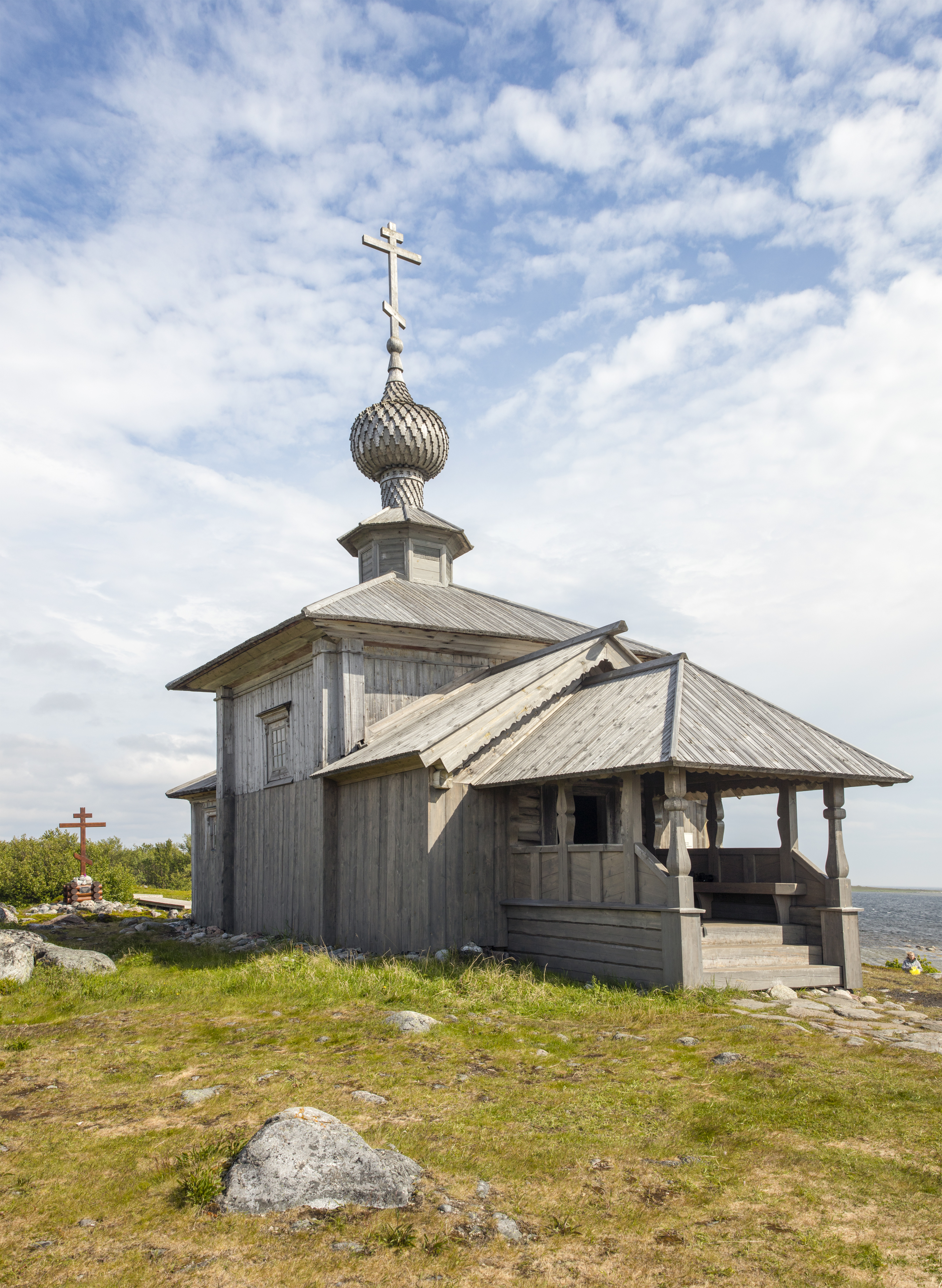
Церковь Андрея Первозванного с четырёхскатной кровлей. Соловки (Архангельская обл.)
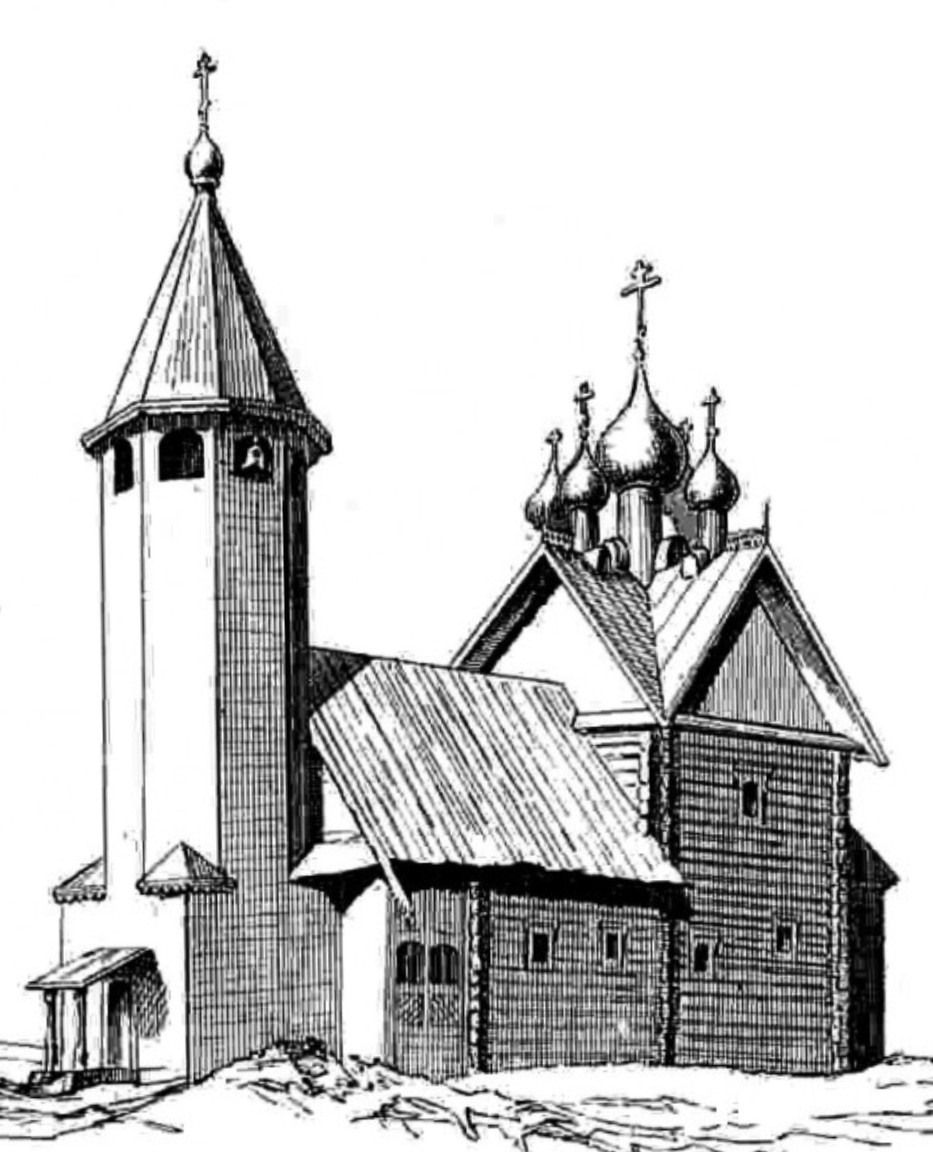
Воскресенская церковь с восьмискатной кровлей и шатровой звонницей. Неклюдово (Бор) (Нижегородская обл.)

Шатровые храмы с покрытием наоса шатром отличаются от клетских своей склонностью к вертикально выраженной композиции и большой высотой. Исследователи выделяют следующие подтипы шатрового храма:
- Шатёр на четвериковом основании. Подобные постройки не сохранились.
- Столпообразный храм, шатёр на восьмериковом основании «от почвы» с единственным прирубом алтаря. Подобные постройки не сохранились.
- Столпообразный храм, шатёр на восьмериковом основании «от почвы» с двумя прирубами: алтарём и трапезной.
- «Храм о двадцати стенах». Шатёр на восьмериковом основании «от почвы» с несколькими прирубами: алтарём, трапезной и приделами с севера и с юга.
- Крещатый шатровый храм. Шатёр стоит на восьмериковом основании, а оно, в свою очередь, на центральной части крещатого в плане сруба.
- Восьмерик на четверике. Восьмериковое основание шатра стоит на четвериковом срубе.
- Шатёр на крещатой бочке. Такие храмы не нуждались в восьмерике, шатёр ставился прямо по центру квадратного четверика и опоясывался кокошниками крещатой бочки. Встречаются по течению Пинеги и Мезени.
- Многошатровые храмы. До нашего времени сохранилось 2 таких объекта.

Разновидности шатровых храмов
Церковь Николая Чудотворца из с. Новинки с шатром на четверике. Даниловское (Вологодская обл.)
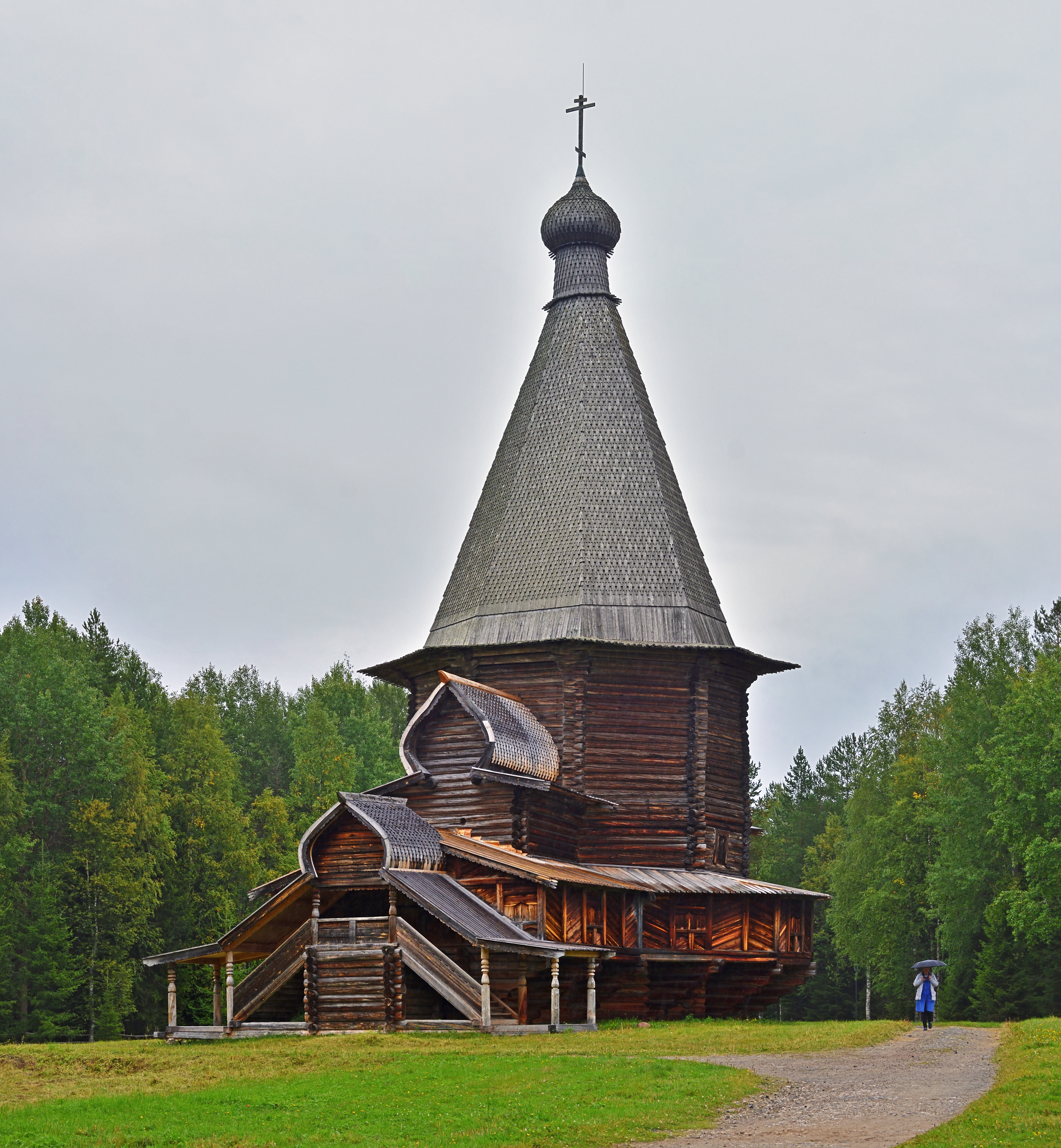
Церковь Георгия Победоносца из д. Вершина, восьмерик «от почвы» с двумя прирубами и галереей. Малые Корелы (Архангельская обл.)
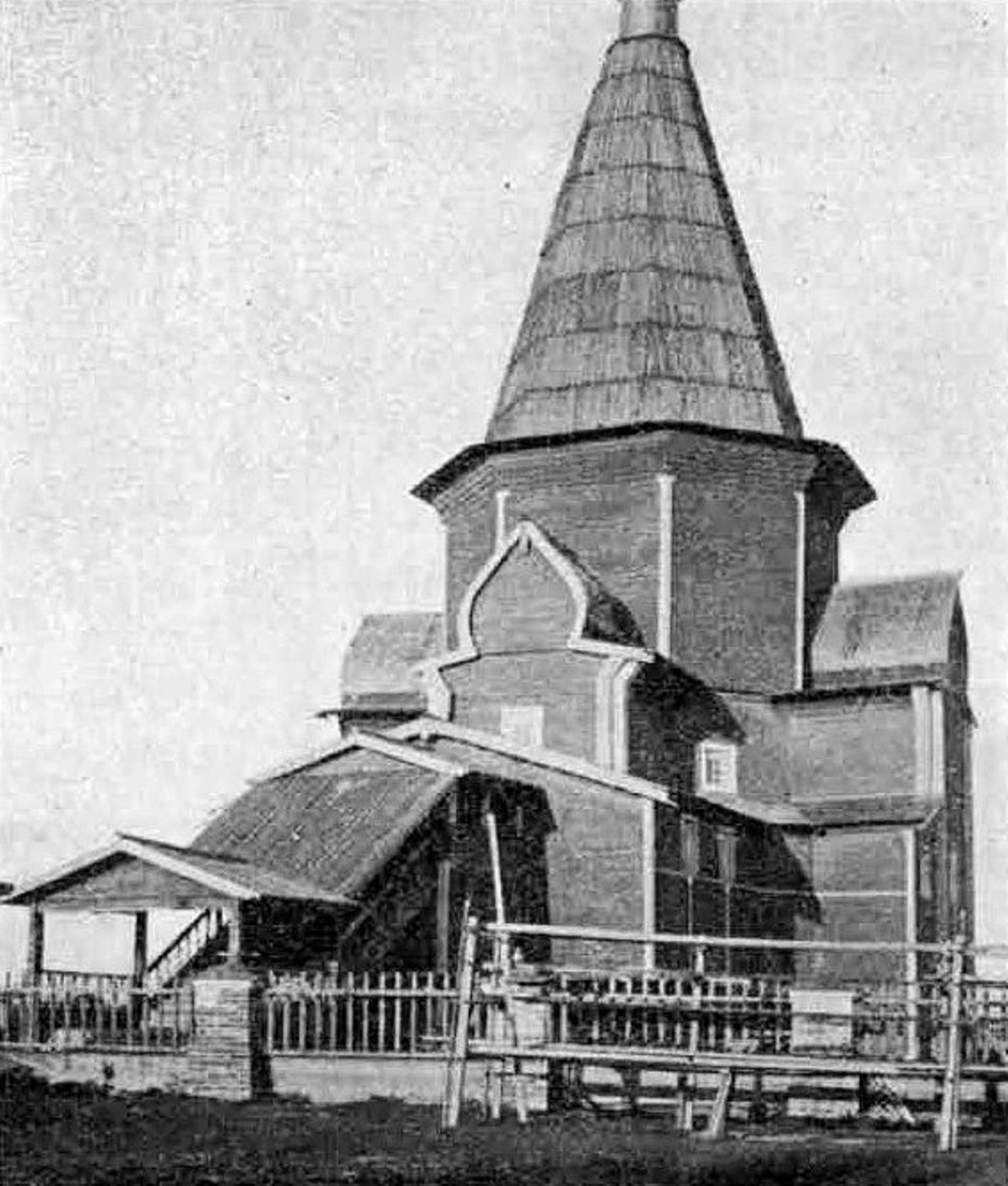
Рождественская церковь «о двадцати стенах». Заостровье (Яковлевская) (Архангельская обл.)
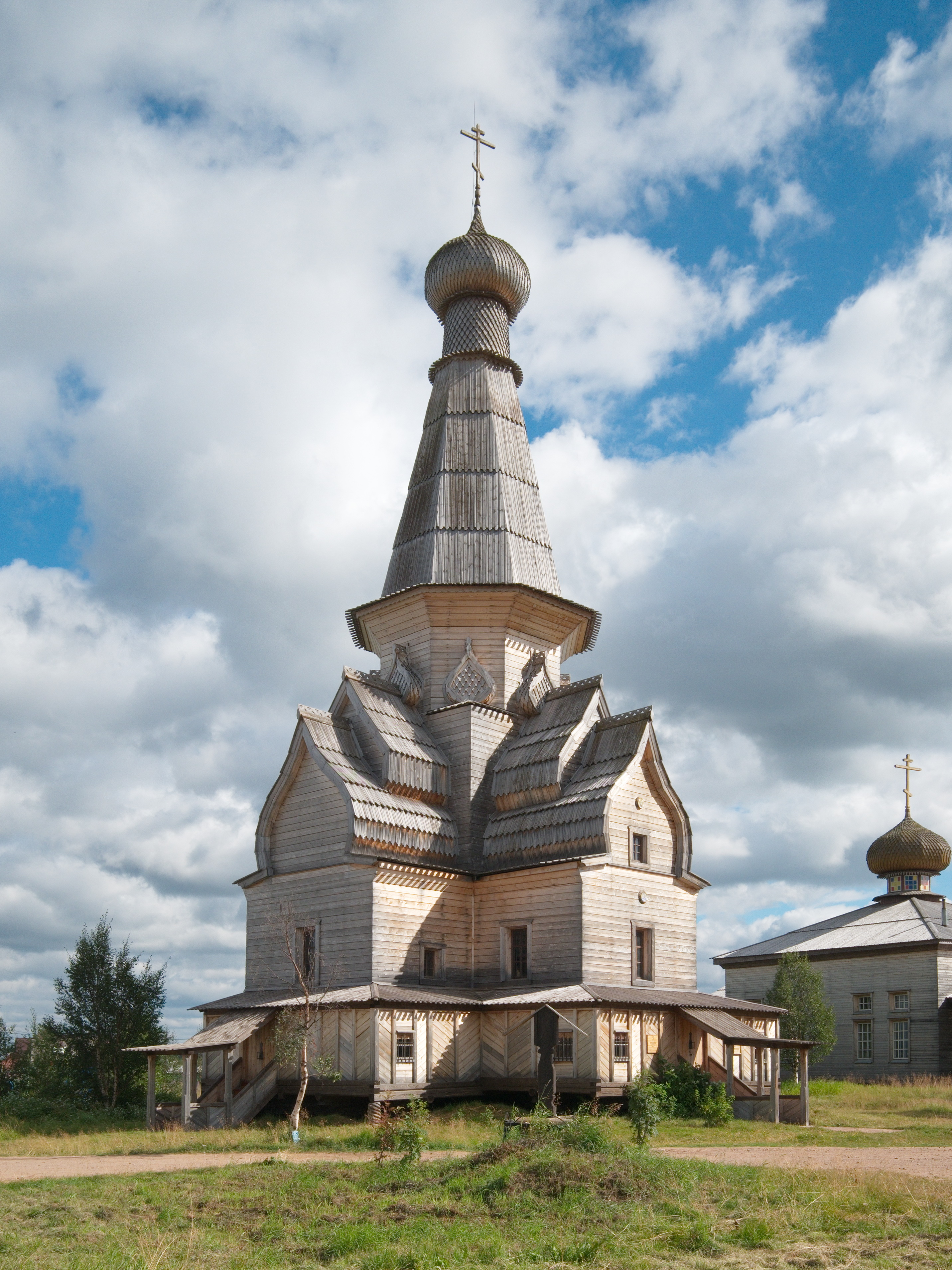
Успенская церковь, шатёр на крещатом основании. Варзуга (Мурманская обл.)
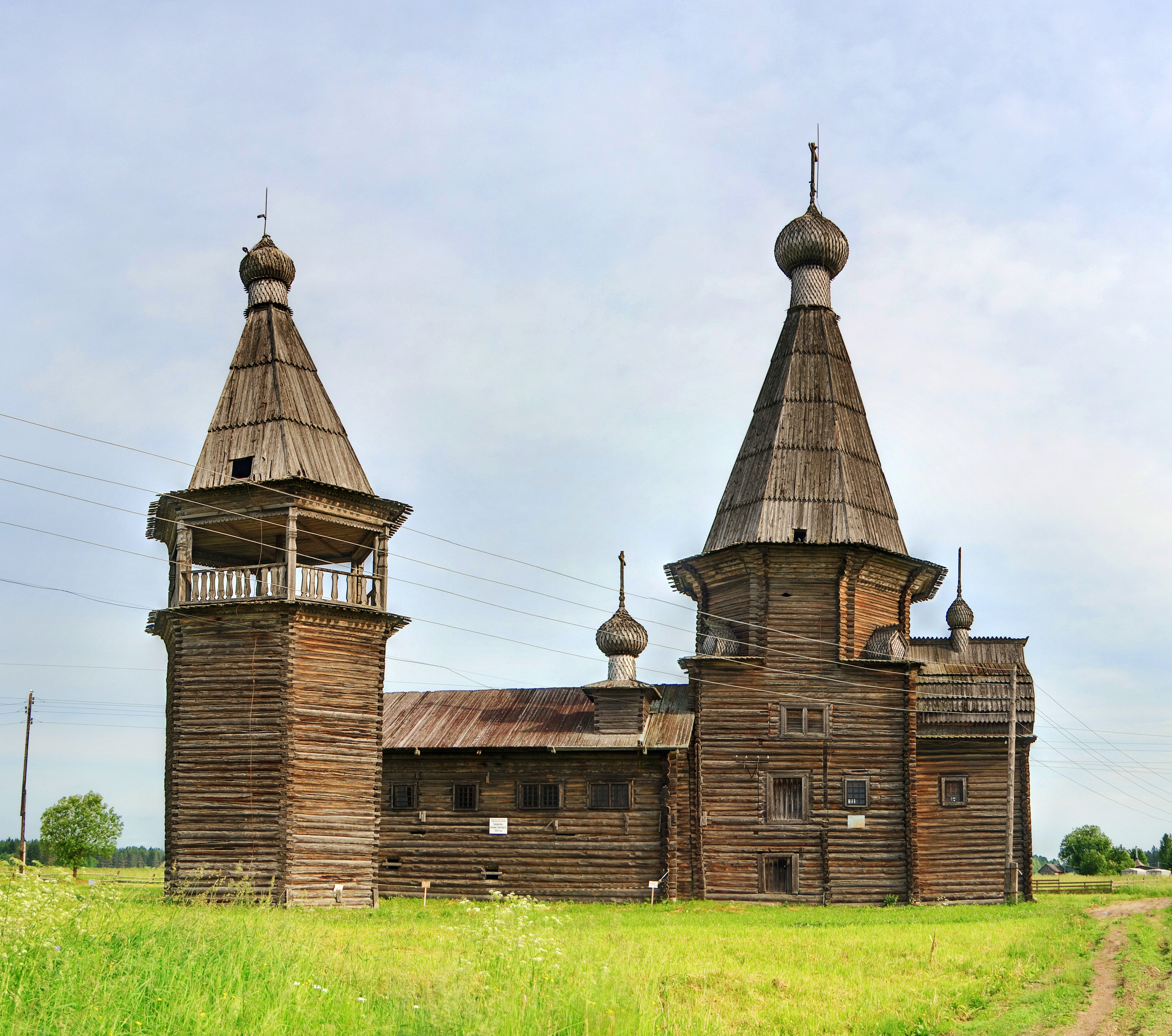
Церковь Иоанна Златоуста, восьмерик на четверике. Саунино (Кипрово). (Архангельская обл.)
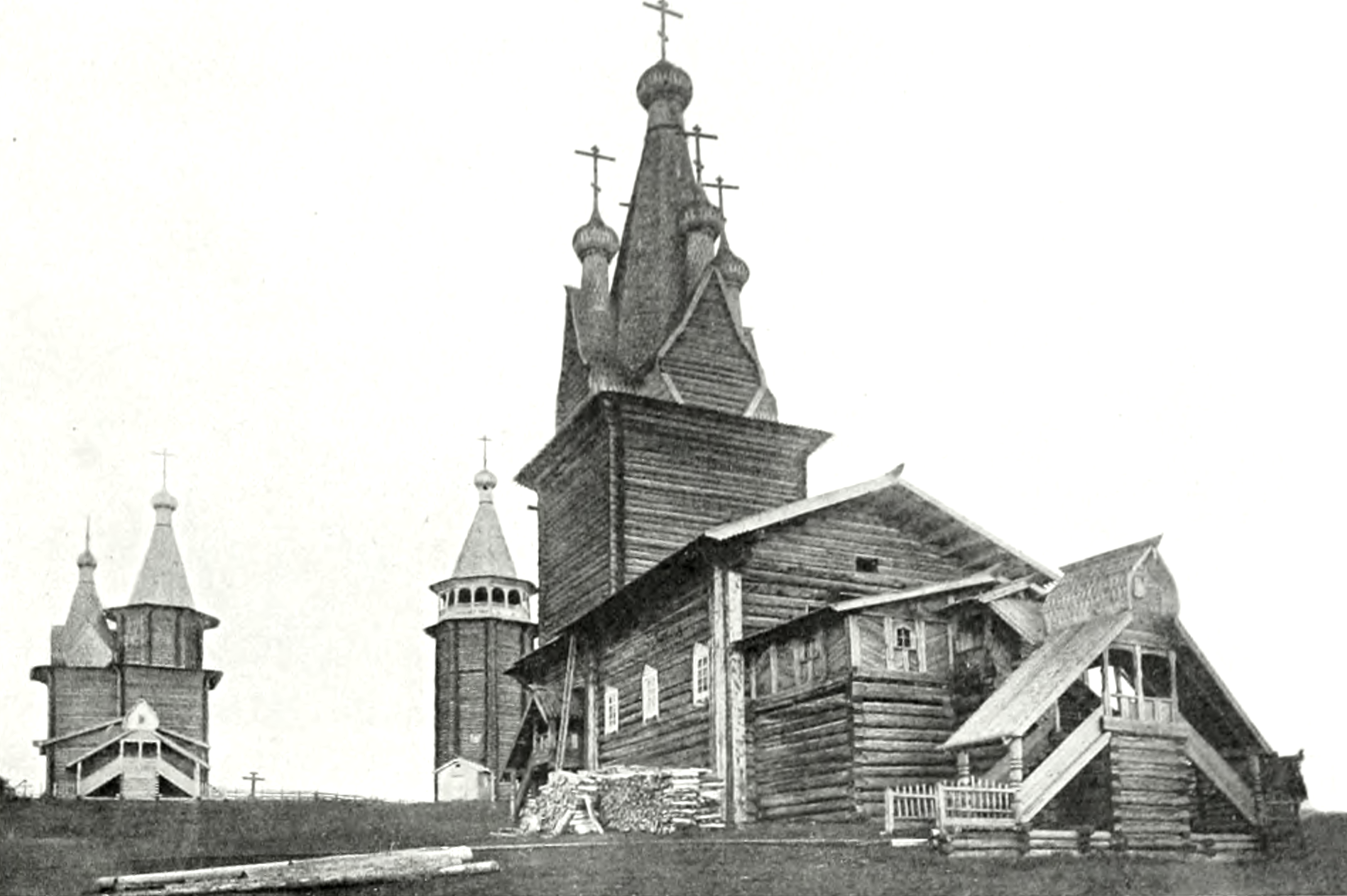
Церковь Архистратига Михаила с шатром на крещатой бочке.  Юрома (Архангельская обл.)
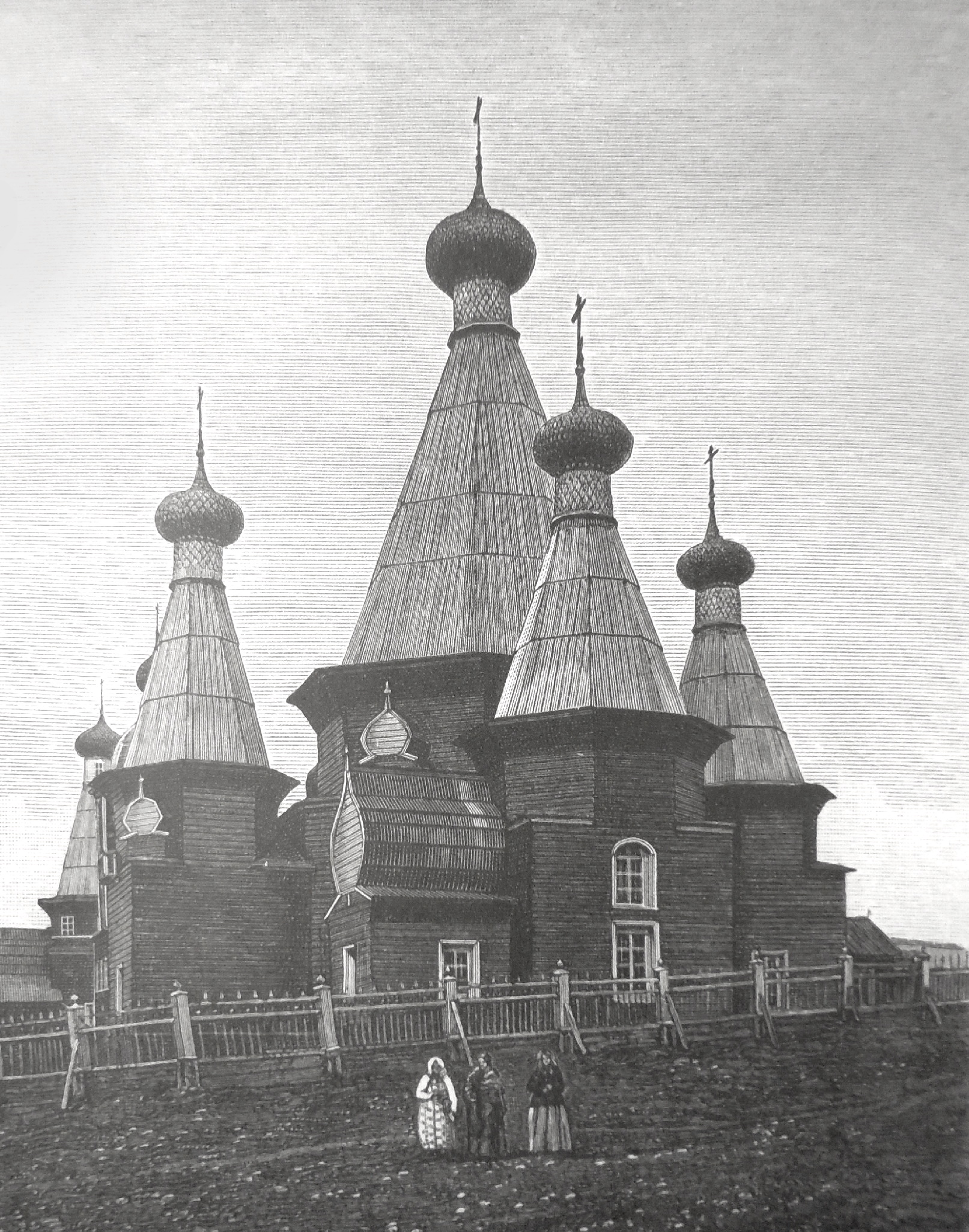
Троицкая церковь с пятью шатрами. Нёнокса (Архангельская обл.)

Ярусный храм имеет ступенчатую композицию из нескольких ярусов, то есть срубов, поставленных друг на друга, каждый из которых у́же нижнего. Этот тип характерен для Центральной России. Ярусные храмы могли иметь разное завершение и разную форму ярусов в плане. Наиболее распространён подтип в виде четверика и поставленных на него одного или нескольких восьмериков. Часто встречаются храмы, все ярусы которых восьмериковые (характерны для северо-восточных областей европейской России) или четвериковые (характерны для северо-западных областей). Завершались ярусные храмы одной главой на пологом сомкнутом покрытии или куполом в более позднее время.
К кубоватым (кубастым) храмам относят храмы с покрытием наоса кубом на четырёхгранном основании. Известны случаи кубоватых покрытий приделов. Произвольно варьировалось число (от одной до десяти) и расположение луковичных глав на таких церквах. Характерны для Поонежья и побережья Белого моря.
Храмы с покрытием наоса куполом в русском деревянном зодчестве очень редки. Иногда к ним относят храмы с восьмигранными луковицеобразными завершениями (пучины), напоминающими по своему строению куб, характерные для Поважья и Сибири.
«Известным подходом» к многоглавию И. Э. Грабарь считал пятиглавые церкви. Храмы с числом глав более пяти стали одной из наиболее ярких страниц в русском деревянном зодчестве. Но при кажущейся сложности их композиции планировочное построение довольно простое. На основе немногих плановых типов, усложняя и дополняя их приделами, галереями и трапезными, поднимая здания на подклеты и видоизменяя формы покрытий, зодчие достигли бо́льшего разнообразия в объёме и силуэте.

Ярусные, кубоватые, купольные и многоглавые храмы
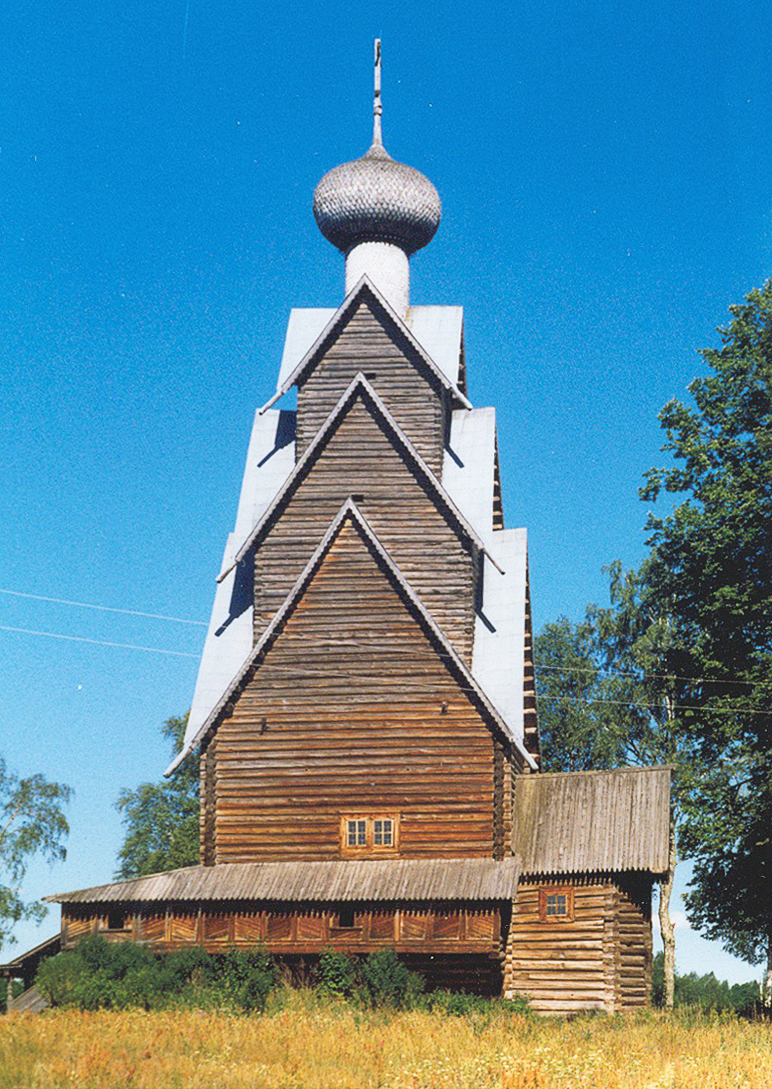
Четвериковая ярусная церковь Иоанна Предтечи. Ширков погост (Тверская обл.)
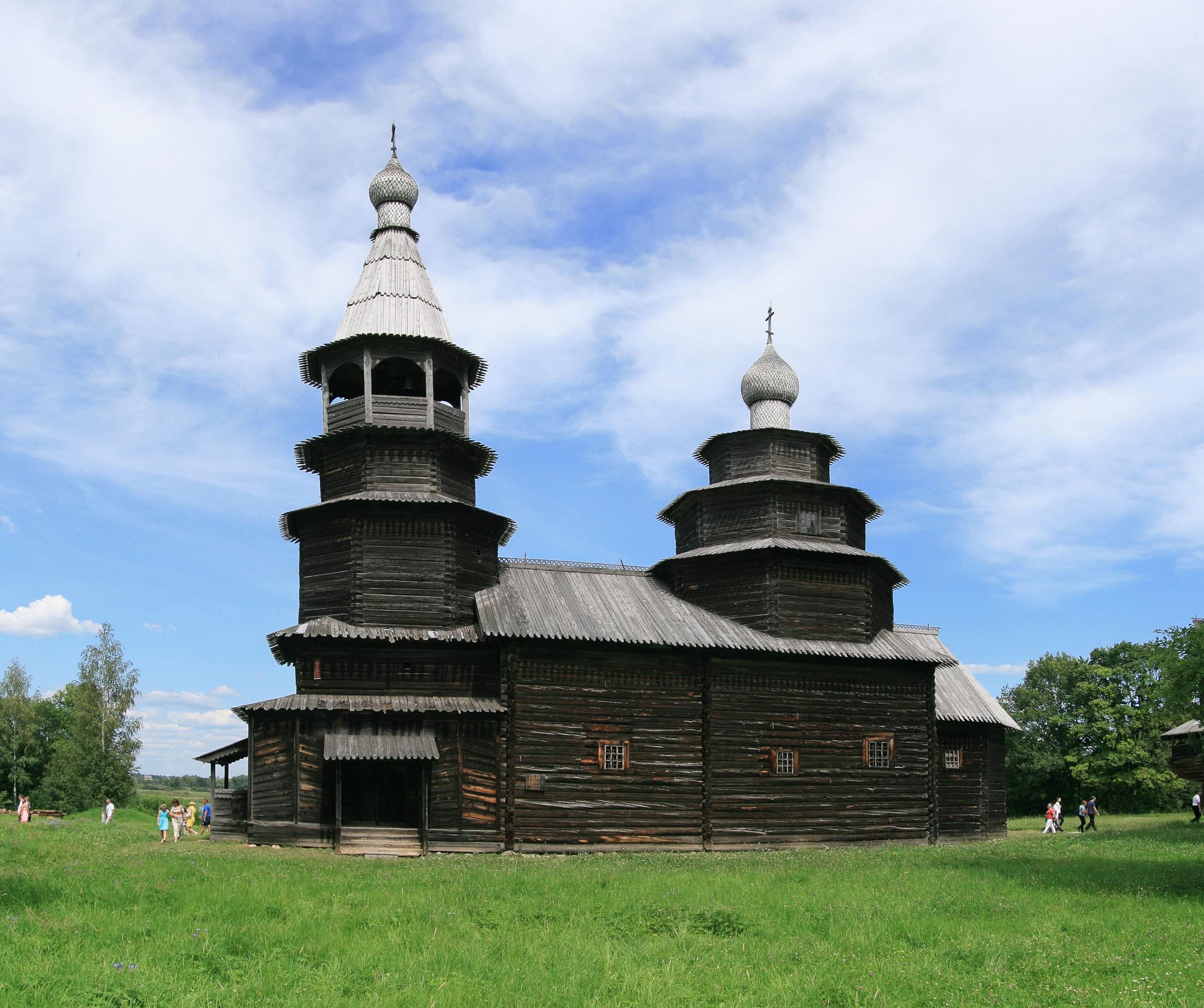
Ярусная церковь Николая Чудотворца из с. Высокий Остров, восьмерики на четверике. Витославлицы (Новгородская обл.)
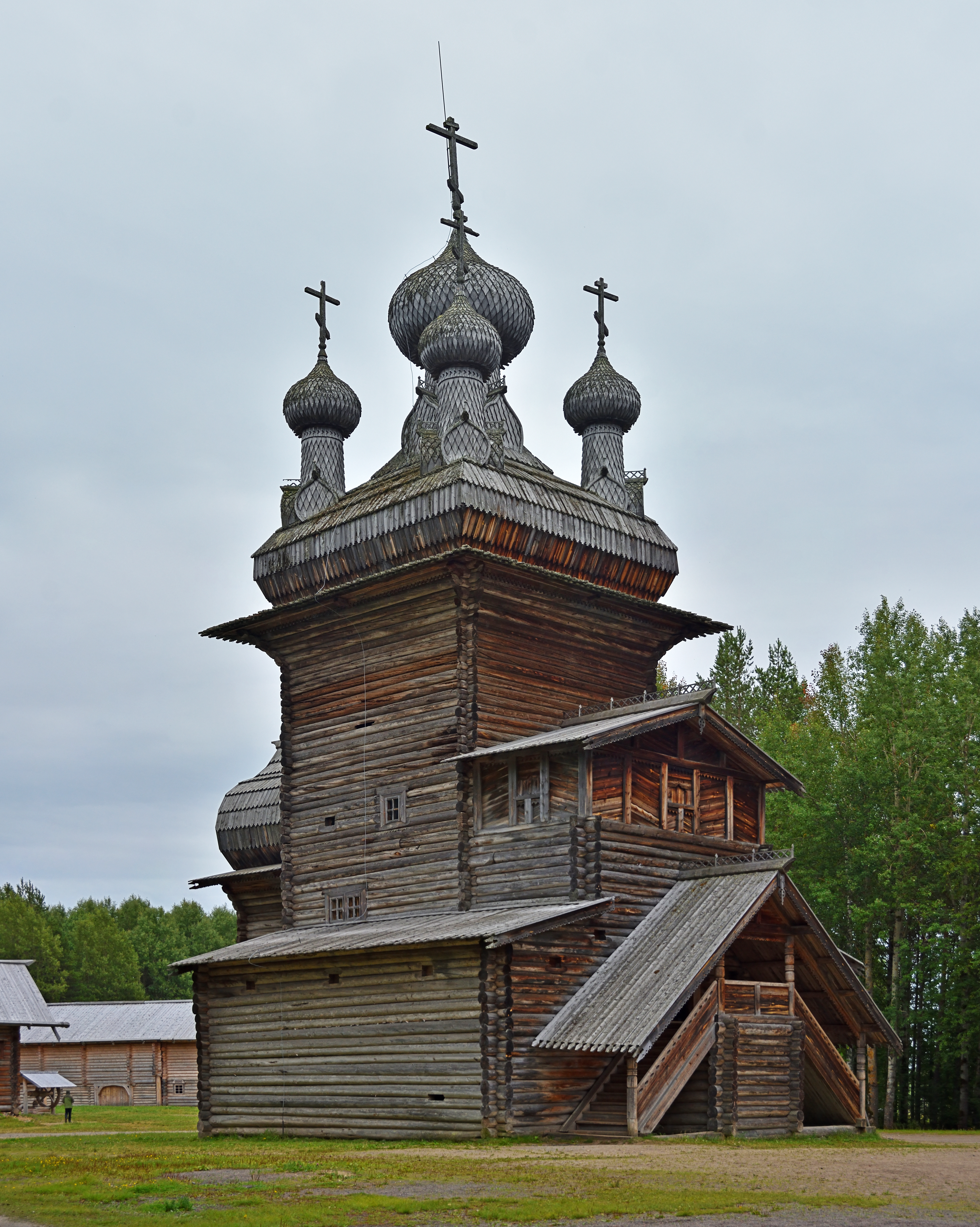
Кубоватая Вознесенская церковь из с. Кушерка. Малые Корелы (Архангельская обл.)
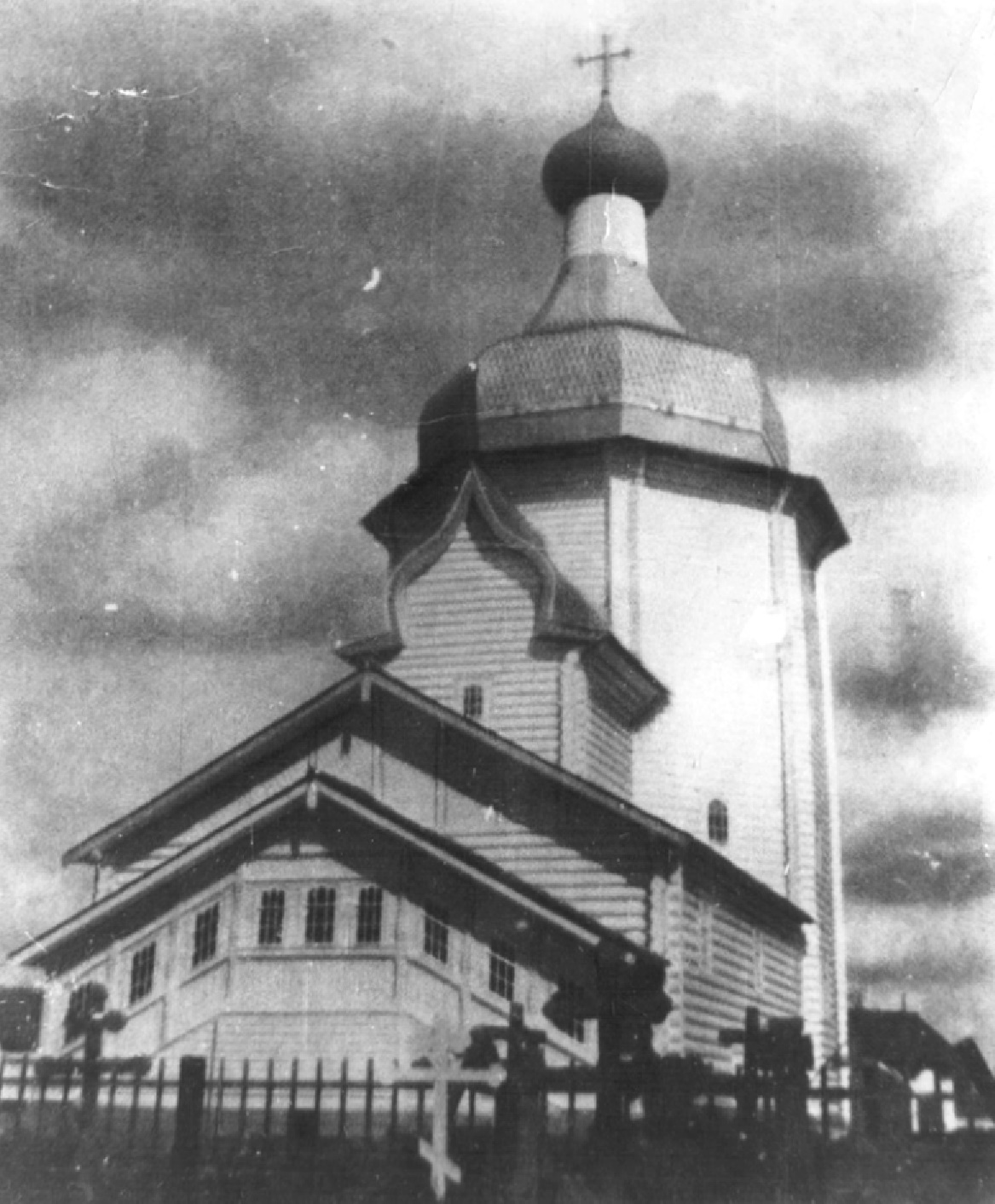
Церковь Николая Чудотворца с луковицеобразным покрытием (пучина). Зачачье (Архангельская обл.)
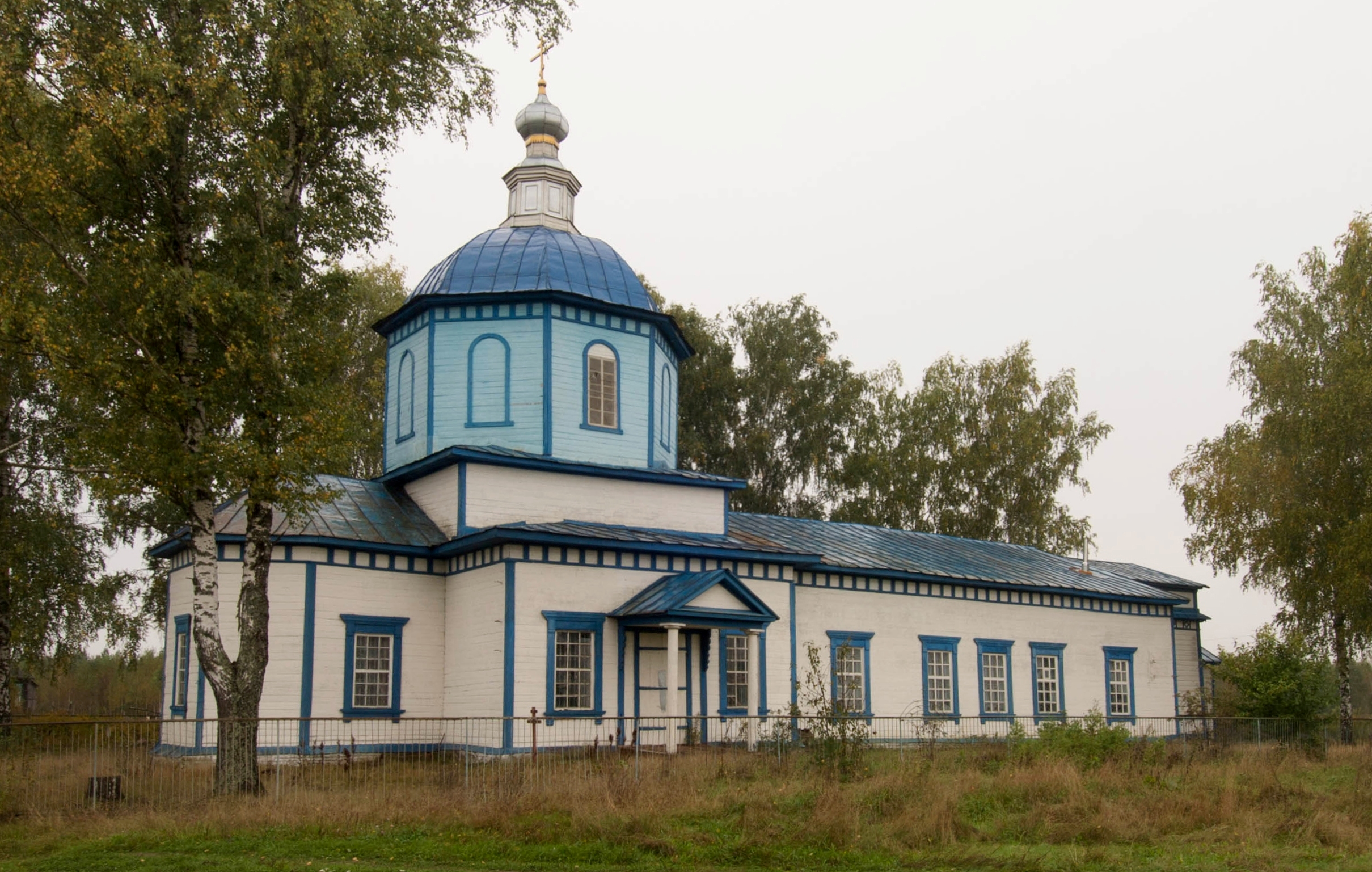
Купольная Введенская церковь. Борисково (Рязанская обл.)
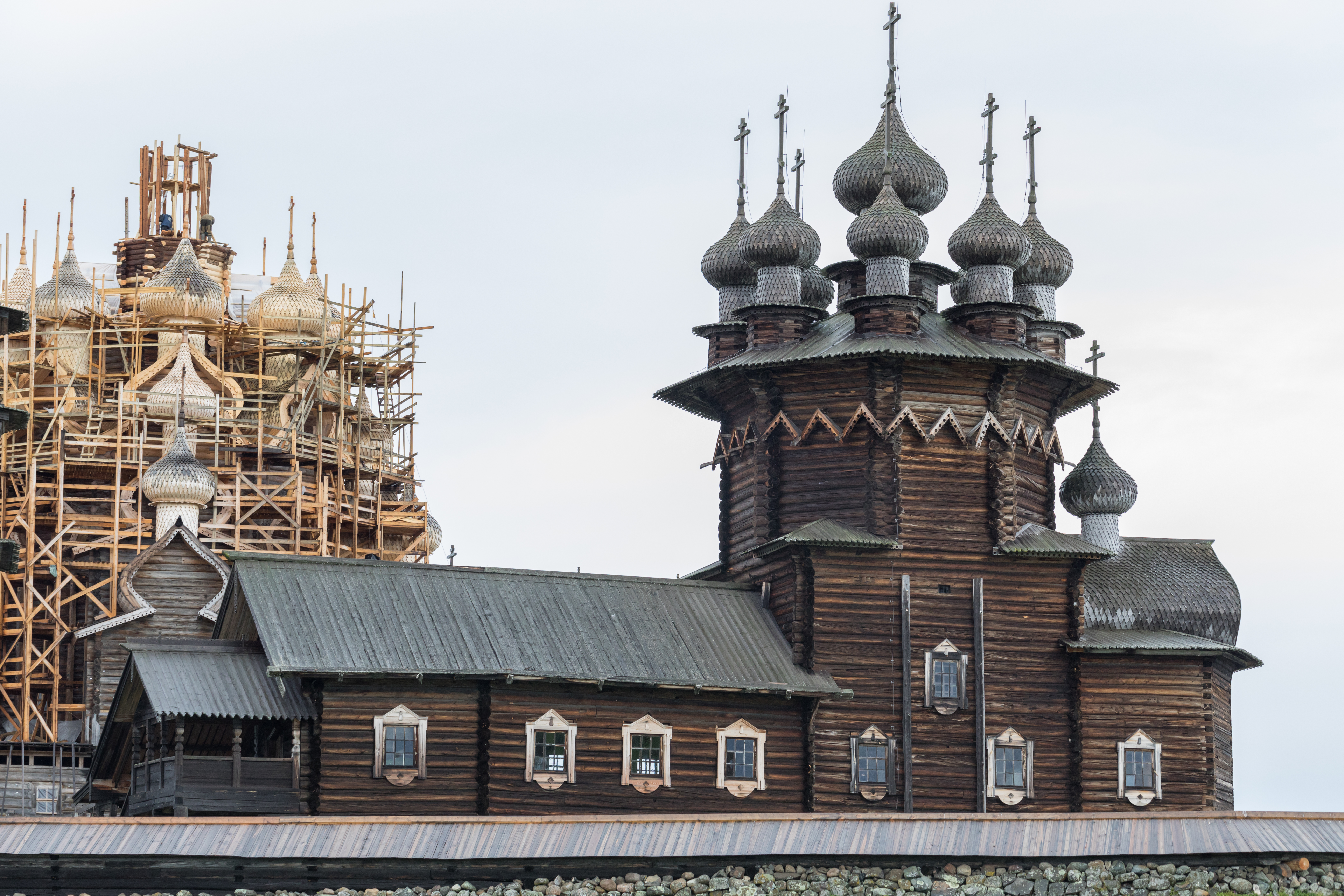
Многоглавая Покровская церковь. Кижский погост (Карелия)

#### Развитие церквей
С распространением христианства на Руси возникла потребность в широком строительстве церквей, которая не могла быть удовлетворена в полной мере одними лишь каменными постройками. Развитие деревянного церковного зодчества на древнейших его этапах представляется во многом непонятным и неопределённым, особенно в среднерусской полосе, где почти все сохранившиеся памятники относятся к очень позднему времени. Но исследователи сходятся во мнении, что оно складывалось под влиянием каменной храмовой архитектуры, оборонительного и жилого строительства. Видимо, уже древнейшие деревянные храмы ориентировались на византийский канон трёхчастной структуры. Из археологических находок, обобщённых в монографии О. М. Иоанисяна, и летописных источников можно сделать ряд выводов об их облике. Уже в домонгольское время существовали различные объёмно-планировочные и конструктивные решения церквей. Большинство из них составляли: квадратные в плане срубы, в которых находились и наос, и алтарь; и двухсрубные церкви с отдельным квадратным срубом алтаря. Исследователи предполагают, что трёхчастные византийские алтари заменили одноапсидным алтарём вскоре после Крещения Руси. Судя по всему, существовали как центрические, так и продольные объёмно-пространственные композиции. Изучая древние рисунки, можно предположить существование сложных восьмискатных и ярусных завершений. По рисункам и археологическим находкам видно, какое значительное влияние на эти постройки оказала каменная архитектура, но зодчие не копировали её приёмы точь-в-точь, а перерабатывали, учитывая специфику дерева, им приходилось избегать сложных криволинейных поверхностей: спрямлять полукружия апсид, придавая им угловатые формы, и перерабатывать позакомарные покрытия, превращая их в треугольные фронтончики как, например, у пятиглавой церкви Бориса и Глеба 1026 года в Вышгороде. Отсутствие фресок в деревянном интерьере могло компенсироваться большим количеством икон (многоярусные иконостасы затем стали характерной чертой русских церквей). Большие деревянные церкви уже в то время производили сильное впечатление. Успенский собор 992 года в Ростове летописец описывал как «дивную великую» церковь, «якой же не было николи же не будет». Сложную композицию должен был иметь Софийский собор «о тринадцати верхах» (13 глав ?) 989 года в Великом Новгороде. Не исключено, что в период самостоятельности Великого Новгорода происходило взаимовлияние деревянного зодчества Скандинавии и Руси. По мнению А. Б. Бодэ, под русским влиянием в Скандинавии могли появиться церкви с крещатыми планами и завершениями (например, ставкирка в Увдале), а ярусные прямоугольные завершения в русском зодчестве могут иметь скандинавское происхождение.
Наиболее ранним и крайне распространённым в древности типом считаются клетские храмы. Их содержание определил византийский канон, но внешнюю форму они получили от изб и/или от гипотетических языческих храмов. В качестве прототипов древнейших храмов Севера также называют культовые амбары и примитивные постройки с недифференцированными стенами и покрытиями, а затем — с низким срубом и пологой крышей. Древнейшие клетские храмы часто не имели даже главы, обязательного атрибута православной церкви, и внешне мало чем отличались от жилых построек. Пример этому — церковь Ризоположения из села Бородава, построенная в 1485 году. Это древнейшая точно датированная деревянная постройка из сохранившихся до наших дней на территории России. Её трапезная, наос и алтарная часть крыты разновысотными самостоятельными кровлями. Клетскую церковь Лазаря из Муромского монастыря часто датируют концом XIV века. Если датировка верна, то это древнейший памятник русского деревянного зодчества. Сохранился он благодаря тому, что долгое время стоял внутри церкви-футляра. О сильной архаичности памятника говорит не только лаконичный архитектурный образ, но и плотницкие приёмы: формы врубок, конструкции дверей и окон, отсутствие чердачных перекрытий в алтаре и притворе, грубоватая обработка древесины. Конструкция клетских церквей заключала зодчих в узкие рамки композиционного построения. Ради выделения их из жилой застройки они повышали высоту сруба и ставили церкви на подклет, увеличивали высоту и крутизну кровли, изменяли её конструкцию. Эти стремления наглядно видны в Георгиевской церкви в Юксовичах 1495 года.
Шатровые храмы тоже имеют древнее происхождение. Скорее всего, они существовали уже в домонгольское время. А. И. Некрасов считал, что храмоподобный столп был заимствован от языческих святилищ. Н. И. Брунов прообразом шатра называл курганы. В восьми гранях шатра находят богородичный символизм, а завершавшиеся шатрами храмы «о двадцати стенах» (такой план имела Успенская церковь 1290 года в Великом Устюге) назывались «круглыми», поскольку имели центрическую композицию и могли быть связаны с солярной семантикой. Нельзя не отметить и функциональное значение шатра. Он стал аналогом купольного завершения (купол весьма трудно сделать из дерева), которое Русь переняла от Византии, и позволил легко решать возвышенные композиции. Наконец, шатёр — наиболее очевидное завершение восьмигранного сруба, который был одним из способов увеличить площадь молитвенного помещения. Возможно, имело место влияние оборонительного строительства. Наиболее древними шатровыми храмами считаются храмы с шатром на четверике, столпообразные храмы, храмы «о двадцати стенах», храмы с крещатыми планами. Известно, что высокие столпообразные деревянные церкви были распространены в Москве XIV века. Древнейший сохранившийся шатровый храм — Никольская церковь в Лявле 1580-х годов. В её основе — восьмерик с двумя прирубами. Она имеет тяжеловесный широкий силуэт и довольно низкий шатёр, что характерно для ранних шатровых храмов. Сохранившиеся шатровые храмы XVI века имеют центрическую вертикальную композицию. Они объединены идеей всефасадности, что является одной из главных тенденций и в каменном зодчестве того времени. Предполагалось происхождение русских каменных шатров от деревянных. Теория, согласно которой формы каменных храмов были заимствованы от деревянных, доминировала до 1980-х годов. В последнее время весомые обоснования находит противоположная точка зрения.
Различия архитектурных особенностей северных храмов объясняются тем, что Север осваивался двумя волнами колонизации: новгородской и среднерусской (московской). Новгородцы положили начало освоению Севера ещё в XI—XII веках. В XIII—XV веках их влияние было наиболее сильно, в этот период все северные территории были соединены торговым путём с Великим Новгородом. Но после объединения Руси приоритетными стали торговые пути по Онеге и Северной Двине в сторону Белого моря, по которым распространялось влияние среднерусского зодчества. На его основе затем стали возникать местные традиции, а новгородское наследие уходило в прошлое.
| - Никольская церковь в Лявле (Архангельская обл.). 1580-е гг. Старейший сохранившийся шатровый храм - Успенская церковь в Кондопоге (Карелия). 1774 г. Один из лучших памятников «шатрового стиля» |

XVII век в русской истории ознаменовался оживлением общественной жизни и коренным изменением эстетики русского искусства. Деревянные церкви этого столетия имеют более сложную композицию силуэта и плана, более нарядные интерьеры в сравнении с простыми и суровыми постройками прежних веков, в их облике выразилась склонность русского искусства XVII века к бо́льшей декоративности и живописности, хотя пластическая проработка фасадов ещё оставалась довольно сдержанной. Увеличивались размеры храмов, чаще устраивались торжественные крыльца. XVII век — начало активизации мирских традиций в деревянном зодчестве. Особенно ярко они проявились в устройстве вместо притворов больших широких трапезных, имевших функцию общественного центра поселения. К XVII веку относят появление и распространение нескольких типов храмов.
С начала века ведущим подтипом шатрового храма становился восьмерик на четверике. Судя по всему, такие храмы существовали до XVII века и имели распространение близкое к центральным районам страны. По мнению Г. В. Шевцовой, они имеют с аналогичными украинскими храмами общие корни. Во времена Древней Руси эта древняя сакральная форма могла быть заимствована из каменной византийской или закавказской архитектуры. В середине 1650-х годов патриарх Никон нанёс запрет на строительство шатровых храмов. Причина до сих пор точно не ясна, но, по наиболее распространённой версии, Церковь стремилась приблизить культовую архитектуру к византийским образцам. Некоторые современные исследователи подвергают сомнению существование такого запрета или считают, что он имел избирательный характер. Так или иначе, но с середины века шатровые храмы в средней полосе уступали место ярусным церквам и храмам с четырёхскатной кровлей. В конце XVII века появились храмы с шатром на крещатой бочке, многие из которых построены артелью И. Прокофьева. Они объединили традиционный шатёр с насаждаемым церковным руководством пятиглавием. С попыткой обхода запрета Никона связывают и строительство многошатровых храмов, хотя пяти- и девятишатровые храмы строились и до никоновских реформ.
Ярусные храмы видимо существовали и до XVII века: есть сведения о недошедшей до нас церкви в Ниловой Столбенской пустыни 1595 года с ярусными восьмискатными покрытиями. По распространённой версии, русские ярусные храмы происходят из Украины, присоединённой в 1654 году. Действительно, по направлению к северу число ярусных построек уменьшается. Искусствоведы отмечают: ярусные церкви одновременно и продолжили древнерусскую тенденцию к высотности (не используя при этом запрещённый шатёр), и отразили новое требование искусства XVII века к расчленённости художественной формы.
Хотя в отдалённых северных регионах шатровые церкви, в том числе с восьмериком на четверике, продолжали строиться и после запрета шатра, но даже там зодчие были вынуждены искать ему замену. Так в середине XVII века на Белом море появились кубоватые храмы. Наиболее ранний известный кубоватый храм — Пятницкая церковь в Шуерецком 1666 года. Ранние кубоватые завершения отдалённо напоминали четырёхгранный шатёр. Рождение нового типа храма могло быть связано с активной архитектурной деятельностью Никона, основавшего монастырь на Кий-острове. Патриарх много времени провёл и в Соловецком монастыре, со строительной традицией которого, как предполагает Е. В. Ходаковский, могло быть связано кубоватое завершение. Значение кубоватых церквей для истории деревянного зодчества заключается в обогащении приёмов завершения церковных построек. Появились трёхчастные ансамбли, где кубоватые церкви дополняли колокольню и шатровый храм (в том числе ансамбль Турчасовского погоста, завершивший расцвет зодчества Поонежья). Ни один из подобных ансамблей не сохранился в целости.
В XVII веке вновь распространились, особенно по берегам Северной Двины, многоглавые храмы. Вначале это были девятиглавые постройки. Они предварили собой появление многоглавых церквей XVIII века, в основе композиционного построения которых лежал ярусный принцип. Главные шедевры этого направления: утраченная 24-главая Покровская церковь в Анхимове под Вытегрой 1708 года и 22-главая Преображенская церковь Кижского погоста на Онежском озере 1714 года. По своему плану они относятся к церквам «о двадцати стенах». Судя по всему, они созданы одной артелью. Все композиционные недочёты анхимовского храма исправлены в Преображенской церкви, ставшей самым известным и почитаемым памятником русского деревянного зодчества, всемирно известным символом русской культуры. В ней объединились едва ли не все основные линии развития русского зодчества. Год её постройки совпал с исходом Северной войны, что, возможно, повлияло на народные легенды о причастности к строительству Петра Великого .
Развитие храмов шло по пути усиления геометрической упорядоченности и регулярности. В Новое время на фоне ужесточения церковно-государственного контроля за храмостроительством потеряли свою мирскую роль трапезные. А усиление канонических требований, связанных с трактовкой протяжённости храмового пространства вдоль функциональной оси как символического пути из мира дольнего к горнему, предопределило удлинение и сужение предхрамья, распространение равноширокой продольно развитой объёмной композиции. Таким образом, деревянные храмы в построении основных объёмов проделали путь от равношироких объёмов к разношироким храмам (с широкими трапезными) и затем снова к равношироким. Продолжающееся в XVIII веке влияние украинского и южнорусского зодчества проникло в провинциальное строительство. Считается, что с ним связано распространение купольных покрытий. В Поважье купольные покрытия часто имели луковицеобразную форму, она напоминала традиционные русские главы, поэтому могла иметь не только украинские, но и местные корни, будучи адаптацией кубоватого покрытия к восьмерику. Черты украинского зодчества зафиксированы даже в Сибири.
С конца XVIII века начался поздний период в развитии культового деревянного зодчества. Для него характерно уважение к традиции и в то же время её интерпретация, смелые инновации. На Севере деревянное зодчество достигло наибольшего развития, там сохранилось наибольшее число памятников. Причины этого усматриваются в незатронутости Севера монгольским нашествием, отсутствии крепостничества, удалённости от богатых и промышленно развитых районов (там лучше развивалось каменное строительство), обширных и качественных лесных ресурсах. Немаловажно и ослабление связей северных губерний с центром в XVIII веке, что способствовало сохранению и саморазвитию раннее привнесённых и укоренившихся тенденций. В конце этого столетия, когда Петербург уже давно застраивался в духе новой классицистической архитектуры, в соседних северных регионах продолжали возводить традиционные постройки, например, Благовещенская церковь в Турчасове с типично древнерусским шатром. Вершиной развития деревянного шатрового зодчества считается отличающаяся особым изяществом силуэта Успенская церковь в Кондопоге. Она построена в 1774 году в память о жертвах Кижского восстания, представляет собой восьмерик на четверике с трапезной. По мнению А. В. Ополовникова, это лучший памятник деревянного зодчества. На рубеже XVIII и XIX веков храмовое зодчество уже испытывало сильное влияние городской барочной и классицистической архитектуры.
| - Повал, обшитый и превращённый в карниз. Пример «поновления» древних храмов в духе эклектики XIX в. - Проект церкви в русском стиле. 1870-е гг. |

Традиция деревянного храмового зодчества русского народа была подорвана двумя правительственными указами. В 1826 году вышел указ «О Правилах на будущее время для строений церквей», сделавший обязательными типовые проекты, составленные согласно с «правилами архитектуры». Они должны были утверждаться в губернских органах духовной и гражданской администрации. Указ 1838 года предписывал не отпускать лес на постройки, которые не проверили в строительном отделении при губернском правлении. С этого времени облик деревянных церквей приобретает «городской» вид, постепенно исчезают традиционные формы народной архитектуры, которые не могли быть утверждены губернскими архитекторами, тем более, что государство в это время громило старообрядцев и традиционная архитектура стала считаться «раскольничьей». Во второй половине XIX века шла повсеместная переделка старых церквей в духе эклектики: косящатые окна заменялись широкими арочными, стены обшивались тёсом и окрашивались, повалы превращались в карнизы с модульонами и триглифами, а лемеховые кровли зашивались железом. В отдалённых поселениях по инерции иногда строились деревянные храмы, в которых наряду с новой архитектурой проявлялись и черты старого зодчества, например, кубоватое завершение (пятиглавые Преображенская церковь в Нименьге, Богоявленская церковь в Поле и т. д.), в отдалённых поселениях и скитах возведение клетских храмов продолжалось вплоть до конца XIX века, долгое время традиционные формы сохраняли часовни и колокольни.
В конце 1980-х годов, после 70-летнего перерыва, деревянное храмостроительство возобновилось. Многие архитекторы в своих проектах придерживаются основных принципов традиционного деревянного храмостроительства (хотя от традиционных образцов современные постройки сильно отличаются). Нередки призывы искать новые современные формы.

### Колокольни
Колокольни в русском деревянном зодчестве появились, предположительно, в XV веке с распространением колоколов. Простейшие из них представляли собой звонницы в виде перекладины на столбах и не сохранились до наших дней. Каркасные (столбовые) колокольни имели 4, 5 или 9 опорных столбов, несколько открытых ярусов и шатровый верх. Они почти не сохранились. Наиболее развитые из них находились в Поморье и имели ряд сходств с североевропейскими аналогами (уклон столбов к центру, крестообразные раскосы). Более широкое распространение получили срубные колокольни. Их конструкция включает наряду со срубом и столбы яруса звона, вставляемые внутрь сруба. Чаще всего они шести-, восьмигранные от земли или в виде восьмерика на четверике. Последний тип оказался наиболее устойчивым и строился до конца XIX века. Архитектура отдельно стоящих срубных колоколен ориентирована на образные характеристики высотных церквей. Над углами высоких четвериков некоторых колоколен располагались декоративные кокошники. Со 2-й половины XVIII века под влиянием городской архитектуры распространяется практика соединения колокольни и церкви в одном здании.

### Часовни
Очень распространённым типом деревянных культовых построек были часовни, отличающиеся от церквей отсутствием алтаря. Часовни близки по архитектуре к церквам, но имеют более упрощённые решения и обычно меньшие размеры. Наиболее распространены клетские часовни, покрытые простой двухскатной кровлей. Более редки часовни с четырёх-, восьмискатными кровлями, шатрами, ярусной структурой верха. Клетские часовни с западной стороны часто дополнялись сенями, большими помещениями, напоминающими трапезные, звонницами. Распространённым элементом были консольные галереи: на клетских часовнях с двухскатной кровлей галереи обычно размещались симметрично относительно продольной оси с одной или трёх сторон. Центрические по композиции часовни могли иметь галереи, окружающие сруб со всех сторон. Больше всего старинных часовен сохранилось в Обонежье.

### Малые архитектурные формы
Из дерева сооружали не только здания, но и различные малые архитектурные формы. В городах были распространены деревянные мостовые. В дереве выполнялись надмогильные кресты и другие атрибуты кладбищ. У староверов Севера и поныне встречаются домовины — надмогильные сооружения, срубленные или сбитые из досок. По древним поверьям, в домовине обитает дух умершего и посему ей придаются формы, характерные для изб. Весьма близкое сходство с надгробиями имеют те поклонные и памятные кресты, которыми русские люди исстари любили отмечать различные пункты, имевшие для них особое значение. Нередко их ставили по обету или как навигационный знак. На Севере их заключали под навес, напоминающий открытую часовенку. Несмотря на малый размер, они играют немалую роль в ансамбле деревни и воспроизводят различные элементы, присущие деревянному зодчеству. В качестве ограждений в старину служили частоколы, заплоты, изгороди. Очень выразительны косые изгороди из вертикальных стоек и привязанных к ним наклонных жердей.

## Конструктивные приёмы и художественные формы
| - Дворец царя Алексея Михайловича в Коломенском (Москва) демонстрирует традиционный подход к построению объёмно-пространственной композиции. 1667—1681 гг. Копия возведена в 2010 г. - В деревянном зодчестве характерно сочетание мощности и простоты сруба с нежной трактовкой деталей |

В российском искусствоведении принято считать, что деревянное зодчество значительно более самобытно и национально, чем каменная архитектура, и отразило воззрения широких слоёв русского народа, в первую очередь крестьянства. Российский искусствовед Е. В. Ходаковский считает, что оно — «самое русское из всего русского искусства». Американский славист У. К. Брумфилд выделяет деревянное зодчество наряду с конструктивизмом как самые значимые достижения русской архитектуры. Норвежский историк архитектуры К. Норберг-Шульц считал, что, в сравнении с европейской архитектурой, русское деревянное зодчество, несмотря на свои многочисленные «очаровательные проявления», примитивно, так как бревенчатая срубная конструкция не даёт таких возможностей формообразования как каркас. Он отмечал, что живой и сказочный облик русским домам придаёт декор окон, дверей, карнизов, несвязанный с конструкцией. Именно критерий взаимосвязи художественного и конструктивного позволил А. В. Ополовникову отграничить от «народного» древнерусского деревянного зодчества, в котором конструктивное и художественное едины, позднюю стилевую архитектуру, где дерево скрывается отделкой и выступает лишь материалом конструкций, и эклектичные постройки, сочетающие элементы древнерусского зодчества и стилевой архитектуры. Два последних направления А. В. Ополовников оценивал негативно, хотя признавал, что они рождали не только «фальшивые в своей нарядности» постройки, но и весьма удачные, например, украшенные кружевной резьбой дома Поволжья. В сферу русского деревянного зодчества можно включить современные попытки возродить древнерусские плотницкие традиции.
В книге «Русское деревянное зодчество» 1942 года особо отмечались следующие особенности: сочетание нежной трактовки деталей с мощностью и простотой основных объёмов; живописно-асимметричное расположение немногочисленных и тщательно обработанных проёмов; более детальная наружная обработка жилых зданий, в частности хором, в сравнении с культовыми объектами; немногочисленность плановых решений, конструктивных и архитектурных форм; особое внимание зодчих к покрытиям, их силуэтам и пропорциям. О срубном строении в пространстве А. И. Некрасов писал, что оно не распространяется по земле и в этом отношении статично, а красоту его скорее составляет устремление вверх. В основе традиционной объёмно-пространственной композиции — живописная комбинация срубов, подчинённая требованиям удобства. Таков дворец Алексея Михайловича. Показательно, что каждый его сруб имел свою отдельную кровлю. С влиянием западной архитектуры связаны соединение одинаковых срубов под единый фасад и общую кровлю, а также многие другие черты позднего деревянного зодчества; по мнению А. И. Некрасова, к позднему и нерусскому относится «всё, что обрастает [на здании] как декорация и как оживление единообразной массы», а из изначального в зодчестве — лишь кубическая масса клети с системой покрытия.
Основой древнерусского пропорционирования стало соотношение стороны квадрата и его диагонали (плотники проверяли правильность квадрата сруба равенством его диагоналей), на этом же соотношении были основаны русские меры длины. Плановые размеры постройки использовались для построения её вертикальных размеров. В срубных зданиях модулем обычно являются довольно большие величины, например, длина бревна между врубками. Впрочем, в поздних постройках встречается более мелкий модуль, например, четверть длины бревна. Некоторые исследователи уверены в существовании курватур в деревянном зодчестве.
Для древних построек характерно соединение элементов с помощью врезок, врубок, шипов, пазов, нагелей с минимальным использованием дорогих металлических деталей. Небольшие жилые дома и хозяйственные строения могли вообще не иметь ни одной металлической детали. Такие соединения позволяли легко разбирать и менять элементы постройки. Многие исследователи отмечают консерватизм и даже примитивность традиционного русского сруба.

### Инструменты
Основным плотницким инструментом был топор. Помимо разных типов топоров использовали скобель, тесло, долото, драч, киянку, буравчик, напарье. С домонгольского времени на Руси была известна пила, но массово она стала применяться лишь в поздний период развития зодчества. Кроме инструмента для обработки древесины, плотнику были необходимы разметочные и измерительные приборы, приспособления для перемещения брёвен. Арсенал строителя значительно расширился в XIX веке с внедрением столярных инструментов. Новые методы обработки дерева повлекли за собой иное отношение к нему. А. В. Попов отмечает, что, если народная архитектура создавалась как своеобразная скульптура, где состоящим из неповторимых брёвен срубом «лепились» все формы, то с утратой старого плотницкого мышления и применением унифицированных элементов, дерево в поздних постройках стало терять свою индивидуальность.

### Материал
Из древесины изготовляли брёвна, жерди, плахи (пластины), брус, тёс, элементы декора и другие изделия. Главным материалом служило круглое бревно. Наиболее ценны хвойные породы: они отличаются прямизной, малой сбежистостью, сопротивляемостью к гниению, плотностью, отсутствием дупел и свойством легко раскалываться на доски. Чаще всего использовалась сосна, особое предпочтение отдавалось кондовой сосне с мелкослойной структурой. Лиственница наиболее стойка к гниению, обладает высокой прочностью, но при этом тяжела в обработке и редка. Она широко применялась в бассейне Мезени и Печоры, в Сибири. В некоторых случаях её использовали только в наиболее ответственных нижних венцах, в строительстве объектов, испытывающих особую нагрузку. Ель применялась в хозяйственных и подсобных постройках, для изготовления стропил, в регионах средней полосы для строительства жилых и общественных зданий.
В южных регионах и в средней полосе в строительство важных объектов шёл дуб, древесина которого отличается большой прочностью. Другие лиственные породы шли на изготовление отдельных элементов построек, а как основной материал их почти не использовали. Применялись также прутья, кора, камень, глина и т. д. Гидроизоляционным материалом издревле служила береста.
| - Валунный с подсыпкой фундамент - Амбары на деревянных сваях |

### Фундаменты
Иногда постройки не имели фундаментов и ставились прямо на грунт или на земляную подсыпку. У изб подсыпка делалась не только под стенами, но и вдоль них (завалинка), защищая низ избы от промерзания. Завалинка могла подкрепляться ограждением из брёвен или досок.
Старинные деревянные фундаменты почти не дошли до нашего времени. Свайные фундаменты представляют собой вертикально зарываемые или забиваемые в землю обрезки брёвен (стулья); они защищали амбары и лабазы от грызунов, в сырых местностях надёжно предохраняли постройки от воздействия воды. Иногда углы сруба покоились на пнях. Существовали также лежневые (обтёсанные обрезки брёвен, положенные горизонтально), ряжевые (несколько венцов, рубленных в реж) фундаменты, в заболоченных местах фундаменты в виде настила из двух перпендикулярных рядов брёвен.
Среди древних построек наиболее распространены валунные фундаменты — валуны, положенные под углы сруба, под серединами стен и под местами сращивания брёвен. Промежутки под стенами между валунами иногда засыпали более мелкими камнями. Бутовые и кирпичные ленточные и столбчатые фундаменты распространились достаточно поздно, хотя, по данным археологии, имелись у отдельных построек домонгольского времени. Такие фундаменты, имеющиеся у многих старинных храмов, как правило, появились в результате позднейших ремонтов. Фундаменты с кирпичными цоколями характерны для городских и усадебных деревянных построек XVIII—XIX веков, а также для домов зажиточных крестьян со 2-й половины XIX века.

### Стены

#### Срубные стены
Основой русского деревянного зодчества является стеновая конструктивная система — бревенчатый сруб — конструкция, образованная горизонтально уложенными друг на друга брёвнами, которые связаны определённым образом по углам, а вдоль брёвен обычно выбран паз. Иногда ради достижения бо́льшей прочности применялись шпунтовые соединения, потайные шипы. Свои особенности рубки у тёплых и холодных срубов. Кроме того, тёплые срубы имеют межвенцовый уплотнитель (теплоизоляционный материал), которым служат мох, реже солома, в поздних постройках — пакля. Ряд брёвен, связанных по углам, называется венцом. Горизонтальная укладка брёвен в венцы обеспечивает высокую прочность и максимальную работоспособность стен, что позволяет возводить сооружения значительной высоты (некоторые церкви возвышаются до 45 м, есть упоминания 75-метровых храмов — колоссальная высота для деревянного здания). Но ограниченность брёвен по длине несколько усложняет увеличение горизонтальных размеров строения. Эту проблему зодчие решали прирубкой одного сруба к стене другого, установкой двух срубов вплотную друг к другу и сращиванием брёвен по длине, но последний приём характерен для инженерных сооружениях, а в жилых постройках применялся крайне редко и только в поздний период. Помещения большой площади из брёвен стандартной длины создавали при помощи восьмигранных в плане срубов (восьмериков), в том числе восьмериков с прирубами. Ещё одно важное достоинство восьмерика — хорошая сопротивляемость опрокидыванию. Очень редко встречаются шестерики и десятерики. Срубы нестандартных форм нашли применение в культовой и оборонной архитектуре. Криволинейные расширения сруба наподобие карниза, образуемые путём постепенного напуска брёвен, называются повалом. Большие повалы — характерная черта древних построек. Кроме художественного значения они способствовали отводу воды от стен. Торчащие наружу торцы поперечных стен располагались где придётся, не имели завершений в виде антаблемента и часто обрывались, не доходя до кровли. В этом, по замечанию А. И. Некрасова, — отличие русских построек от западноевропейских с их ритмическим делением стен системой пилястр и завершениями в виде карнизов (лишь в поздний период русские постройки приобрели подзоры, напоминающие западноевропейские карнизы).
Диаметр брёвен срубов колебался в пределах 200—500 мм, изредка до 990 мм. В Сибири ещё в XX веке можно было встретить избы, срубленные всего лишь из 5-6 венцов. Обычная длина бревна составляла 5-10 м, но могла достигать 16 м.
В русском зодчестве почти всегда срубы складывались из брёвен. А. Ю. Косенков разделил бревенчатые срубы на 5 классов: без перевязки и с частичной перевязкой горизонтальных швов между венцами, а также 3 класса с полной перевязкой горизонтальных швов между венцами: срубы с зазорами между брёвнами (рубка в реж, встречается в конструкциях покрытий, в подпорных стенах, основаниях под мельницы и подпечья), срубы с заполнением зазоров между брёвнами жердями и наиболее распространённые сплошные срубы, в которых брёвна прилегают вплотную друг к другу благодаря выбранным неглубоким полукруглым (в хозяйственных строениях нередко треугольным) продольным пазам. Паз может располагаться в нижней части бревна («нижняя припазовка» или «припазовка по верхнему венцу»), в верхней («верхняя припазовка» или «припазовка по нижнему венцу»). «Двойная припазовка» или «разнопаз» характерна одновременным существованием в срубе верхних и нижних пазов. Верхняя припазовка была распространена в древности, с XV—XVI веков плотники перешли к нижней припазовке. По принципу устройства угловых соединений (врубок) сплошные срубы можно разделить на 3 группы: врубки с остатком, врубки без остатка, врубки-гибриды, сочетающие в себе признаки, характерные для врубок с остатком и без остатка.
Способы рубки с остатком характерны тем, что угловую врубку размещают с отступом примерно в 200 мм от концов бревен, так что концы брёвен (остатки) выступают за стены сруба. Остатки предохраняют углы от промерзания и придают дополнительную прочность постройке. Такие стены обладают особенной тектонической выразительностью. С. Л. Агафонов писал, что остатки брёвен как бы продолжают плоскости стен дальше их фактического окончания, чем способствуют особой слитности памятников русского зодчества с окружающим пространством. В русском деревянном зодчестве наибольшее применение нашли способы рубки с остатком, в которых брёвна по углам связываются при помощи полукруглых чаш (рубки в обло, в русский угол или в чашу, в охлоп). Стремление улучшить жёсткость сруба и обеспечить ещё бо́льшую непродуваемость соединения привело к усложнению врубок путём устройства потайных шипов и замков (рубки в крюк, в курдюк, с присеком). Встречаются способы рубки с прямоугольными и трапециевидными выемками, но они характерны скорее для финно-угорского населения, нежели для русского.
Способы рубки без остатка (в прямую лапу, в косую лапу) позволяют экономить материал, но они менее надёжны и промерзают сильнее, чем углы с остатком. Без остатка рубились опечки, крыльца, срубы часовен и холодных церквей, апсиды и т. д. Эти рубки были известны ещё ранним славянам, широко применялись в южных регионах. С XVIII века распространилась и на Севере.

Срубные стены
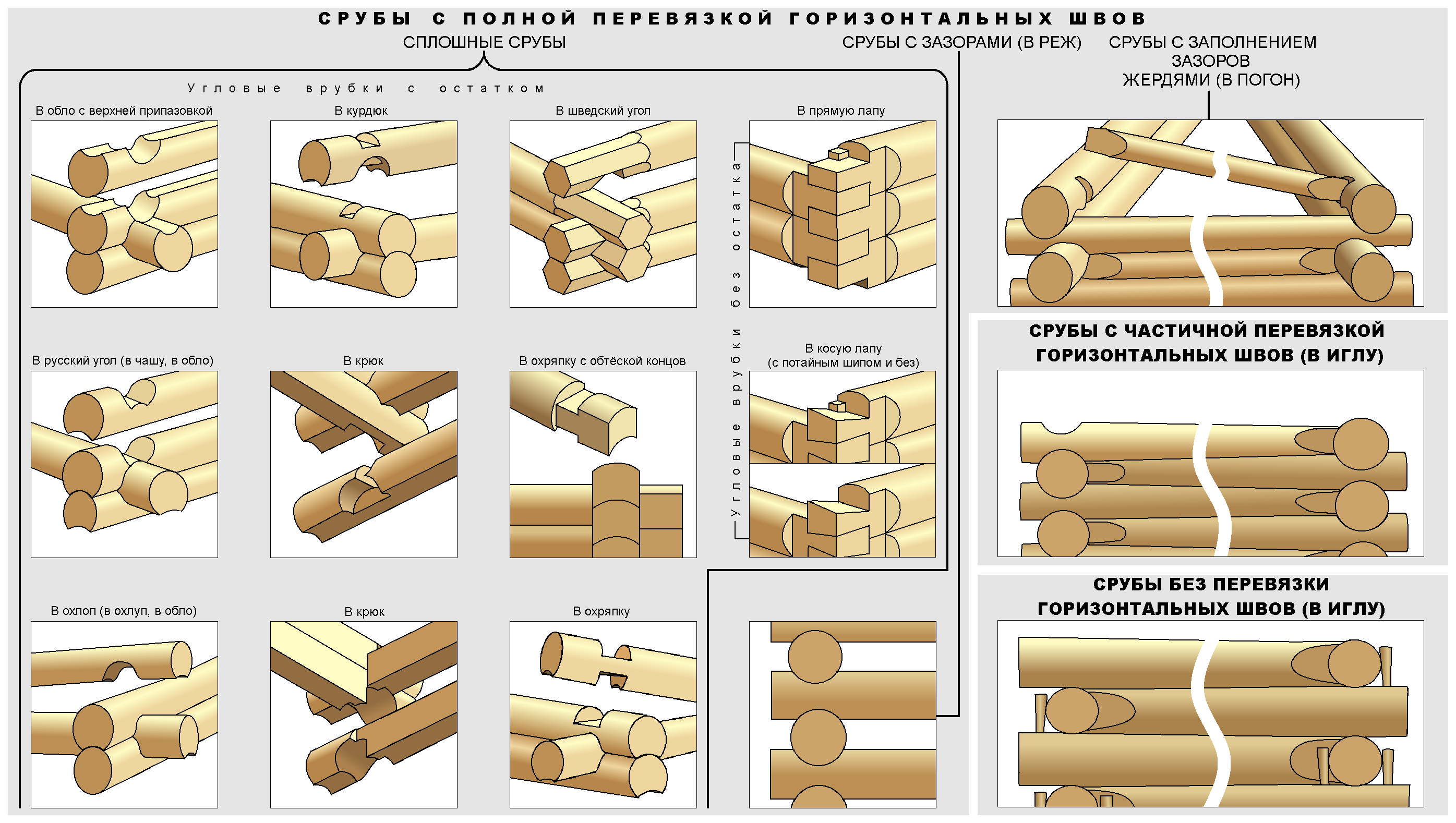
Русские срубные конструкции
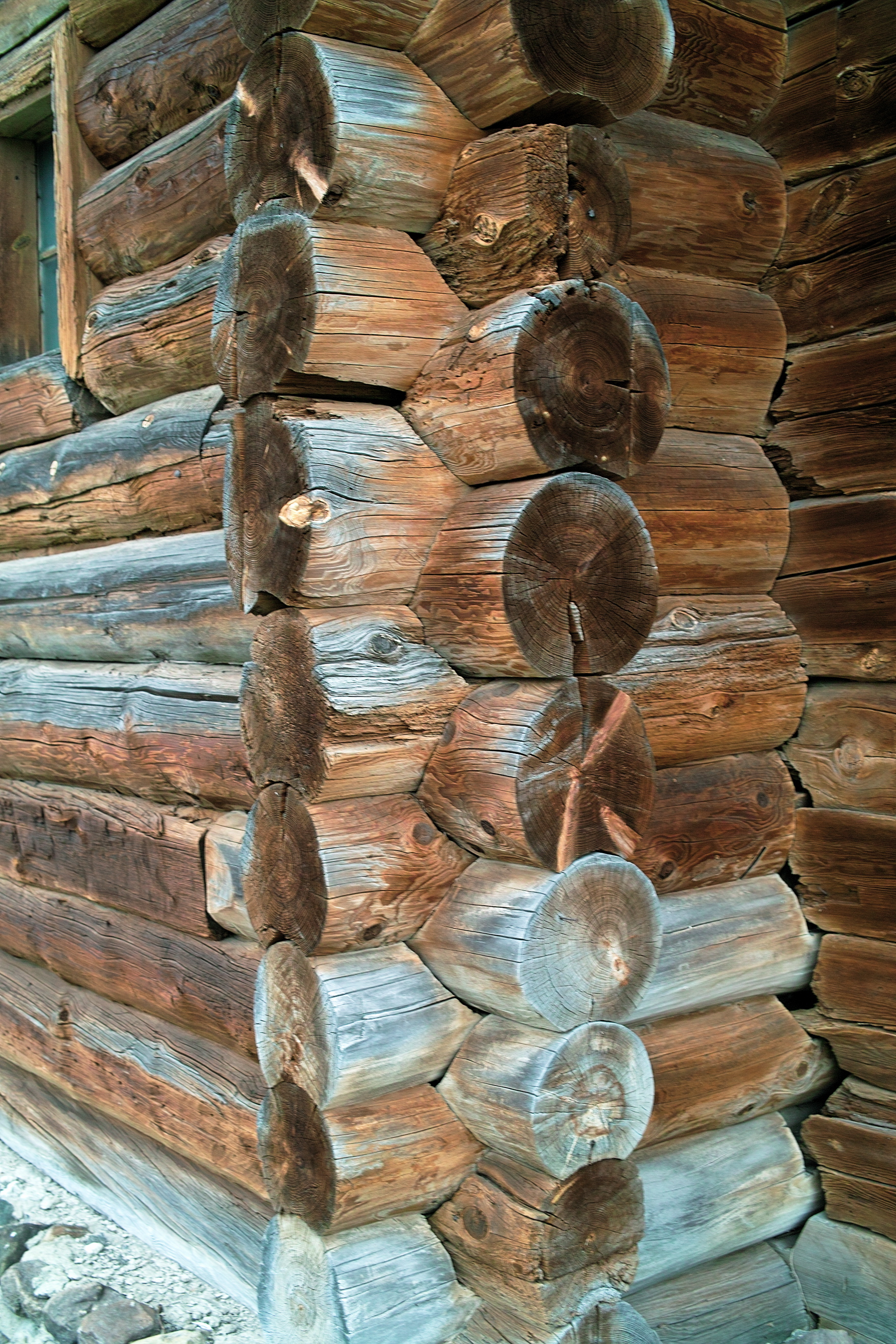
Рубка с остатком, нижняя припазовка
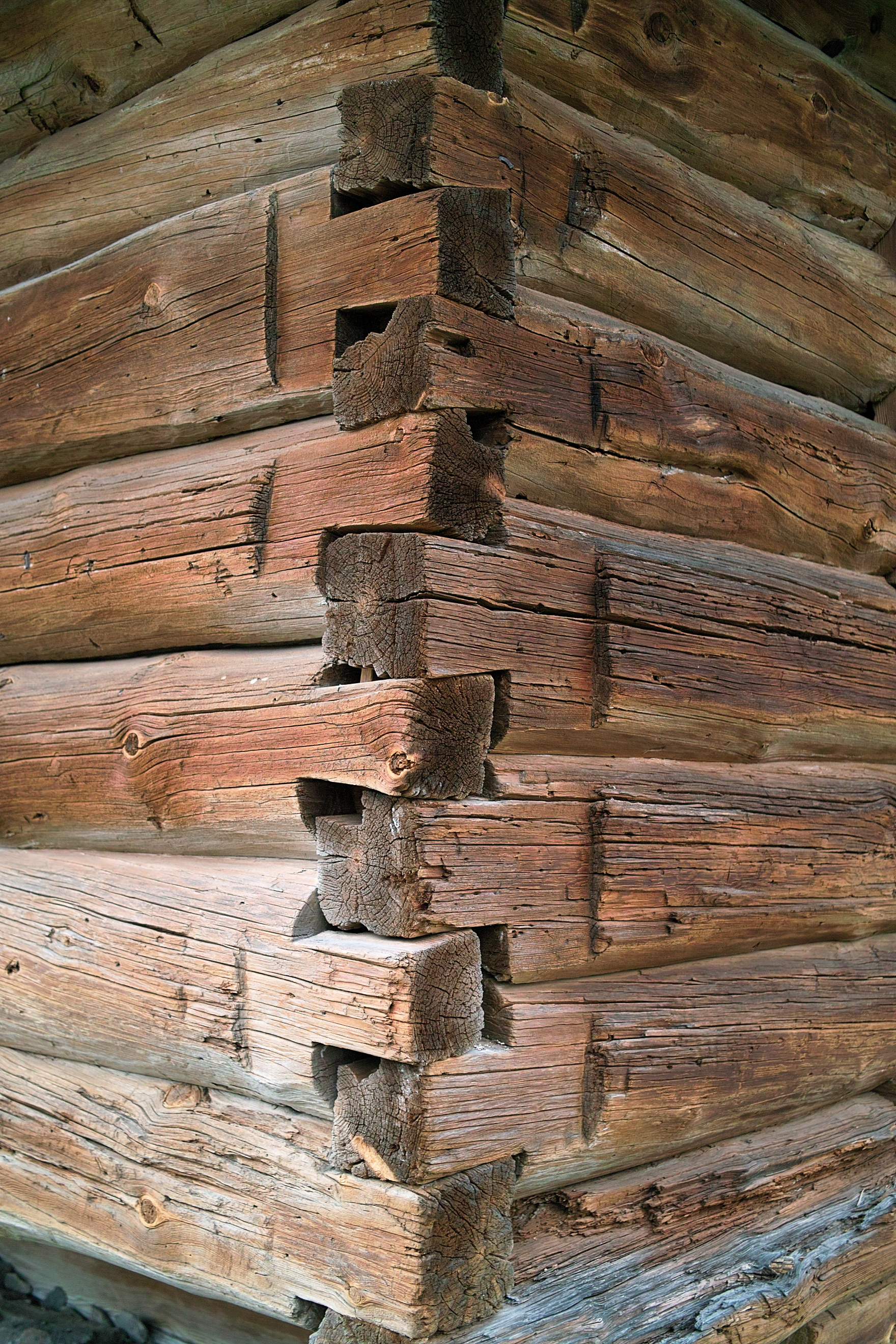
Рубка без остатка
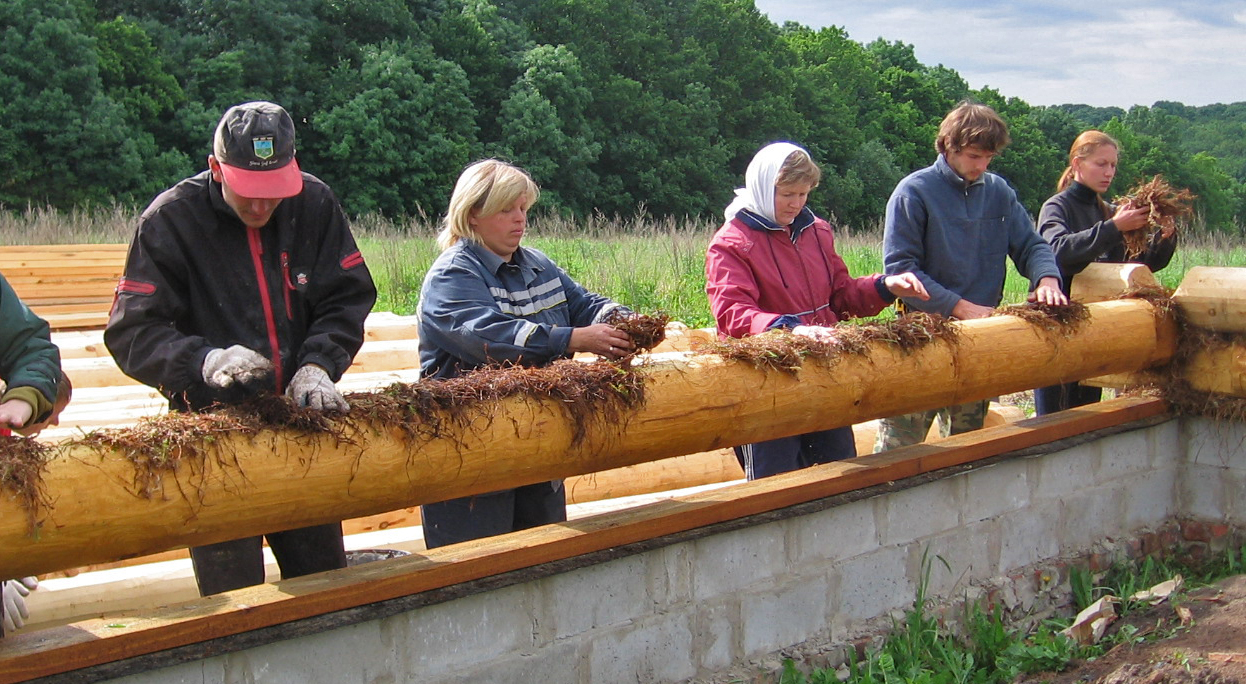
Укладка мха
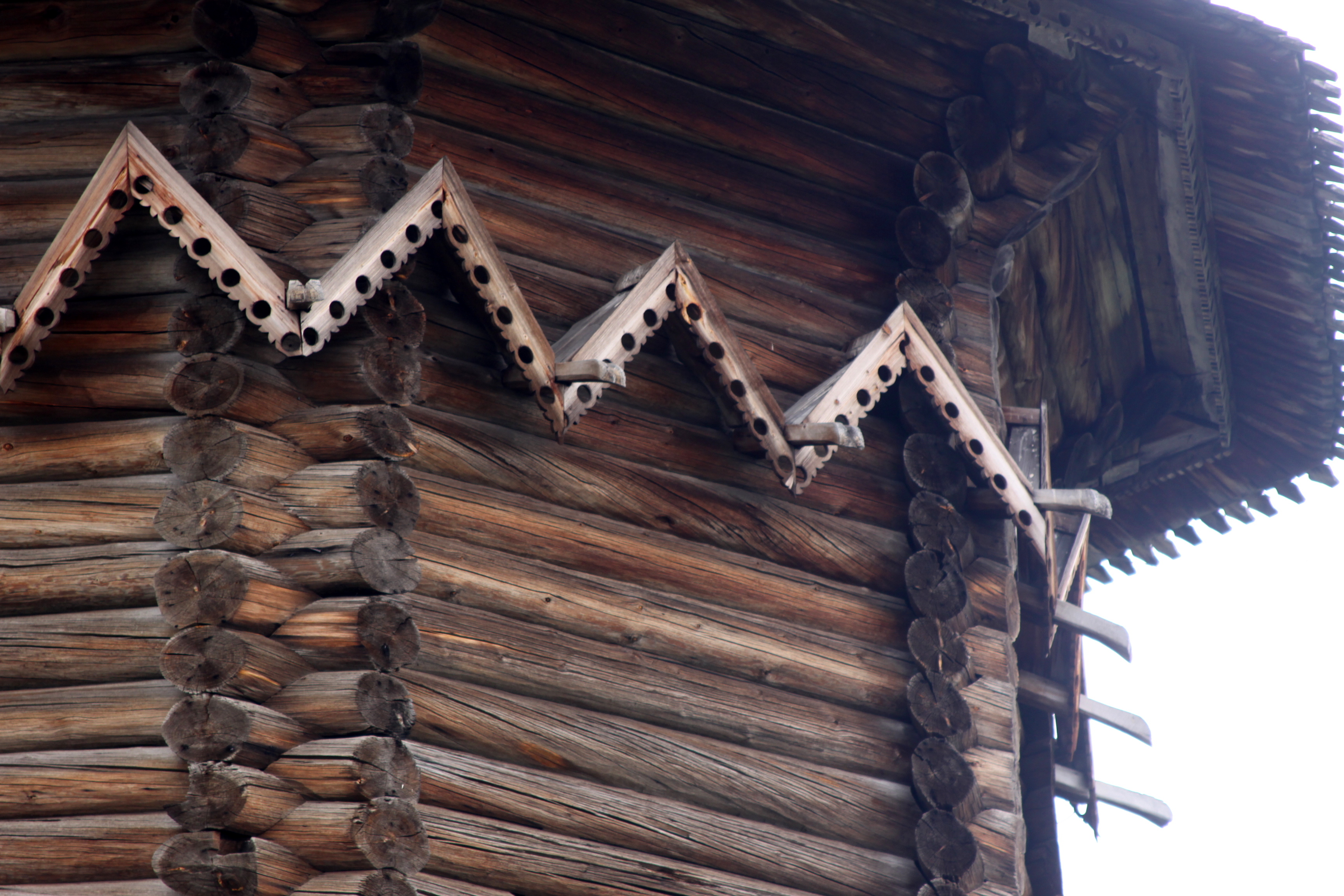
Повал и фронтонный пояс
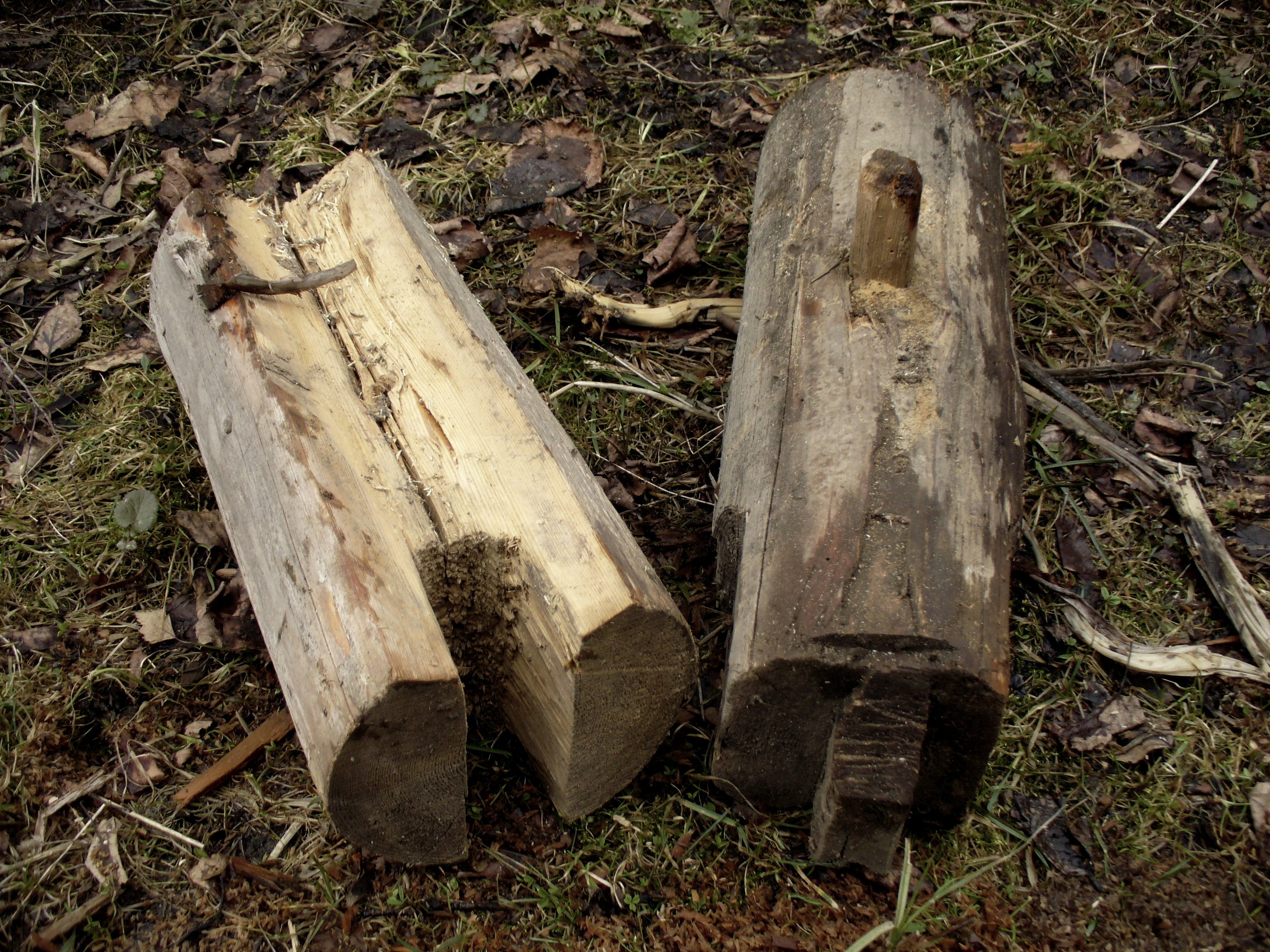
Узел сращивания брёвен по длине в шип-паз

#### Каркасные и каркасно-столбовые стены
К полностью каркасным деревянным сооружениям в русском зодчестве относились разве что столбовые колокольни. Каркасную конструктивную систему имели вспомогательные пристройки, галереи-паперти, крыльца, летние верхние жилые помещения хором. Характерной особенностью русских каркасных стен было отсутствие раскосов. Устойчивость достигалась, главным образом, за счёт тщательности подгонки элементов в соединениях и врубках. Пространство между стойками облегчённых каркасных стен заполнялось досками впрямь или в косяк (в ёлку). Некоторые открытые галереи и переходы имели врубленые перила и балясины.
Каркасно-столбовая или просто столбовая конструкция представляет собой врытые в землю с некоторым шагом деревянные столбы, пространство между которыми заполняется плетнем, тёсом, горизонтально уложенными плахами или брёвнами. Брёвна, как правило, заострялись на концах и заводились в вертикально прорубленный паз столба (рубка в забир или в столб). Примерами использования такой конструкции являются ограды (заплотная ограда), стены некоторых хозяйственных построек. Известны примеры стен, сочетающие в себе узлы каркасно-столбовой конструкции и обыкновенного сруба (срубно-столбовые стены).

#### Стены с вертикально поставленными брёвнами
Вертикально врытые в землю и заострённые сверху брёвна, образующие сплошную стену, называются частоколом. Такая конструкция применялась для устройства оград и стен оборонительных сооружений. По памятникам XVIII—XIX веков известна конструкция из вертикально поставленных брёвен, соединённых снизу и сверху горизонтальными обвязками.

### Перекрытия, полы и потолки
В деревянных зданиях перекрытия балочные. В самом простом варианте — это врубленные в стены балки или лаги и уложенный по ним бревенчатый накат. Для удобства ходьбы горбы брёвен немного стёсывались. Для получения более гладкой поверхности пола в перекрытии использовали плахи, укладываемые круглой стороной вниз. В небольших постройках плахи подтёсывали и закладывали между венцами сруба. Такие перекрытия характерны для XVII—XVIII веков. С XIX века в качестве полов использовали в основном пилёные доски, которые заводились в пазы, выбранные в брёвнах стен или в направляющих брусьях. Доски между собой соединялись шипами. В богатых избах для того, чтобы пол был более тёплым, на лаги накатывались брёвна, засыпались землёй, на которую укладывались новые лаги и дощатый настил пола. Лаги под полами делались из круглых брёвен, врубаемых в стены в потайные гнёзда, до половины толщины стен. В зданиях эпохи классицизма появились паркетные полы, потолки иногда штукатурили по дранке или обклеивали обоями. В подсобных постройках и древних избах, особенно на юге, полы были земляными, глинобитными.
Хозяйственные постройки часто не имеют потолка, и пространство помещения доходит до крыши, в древнейших избах потолок тоже отсутствовал. Наиболее архаичным чердачным перекрытием является врубленная в стены балка-матица и уложенный на неё бревенчатый накат. Матица обычно не выходила за наружную поверхность стены. Такие перекрытия до сих пор встречаются в некоторых северных избах. Со временем и в потолке стали использовать плахи, но уложенные круглой стороной вверх, а с XVIII—XIX веков применялись толстые доски, укладываемые внахлёст. Известны примеры двухскатных и трапециевидных потолков. В богатых домах устраивали подшивку потолка досками, прибиваемыми к матице снизу гвоздями. В церквях XVII века распространено чердачное перекрытие в виде частых балок и досок между ними, которые укладывались под углом к балкам, образуя рисунок в ёлку. В больших наосах иногда устраивали подвесные перекрытия: балки подвешивались железными хомутами к мощным прогонам. Часто потолок таких перекрытий имел повышение к центру (потолок небом, рисунком каркаса напоминающий солнце с лучами, обычно имеет роспись). Изредка при больших пролётах перекрытий балки поддерживались столбами. Чердачные перекрытия засыпались землёй или замазывались глиной, смешанной с соломой.

Полы и потолки
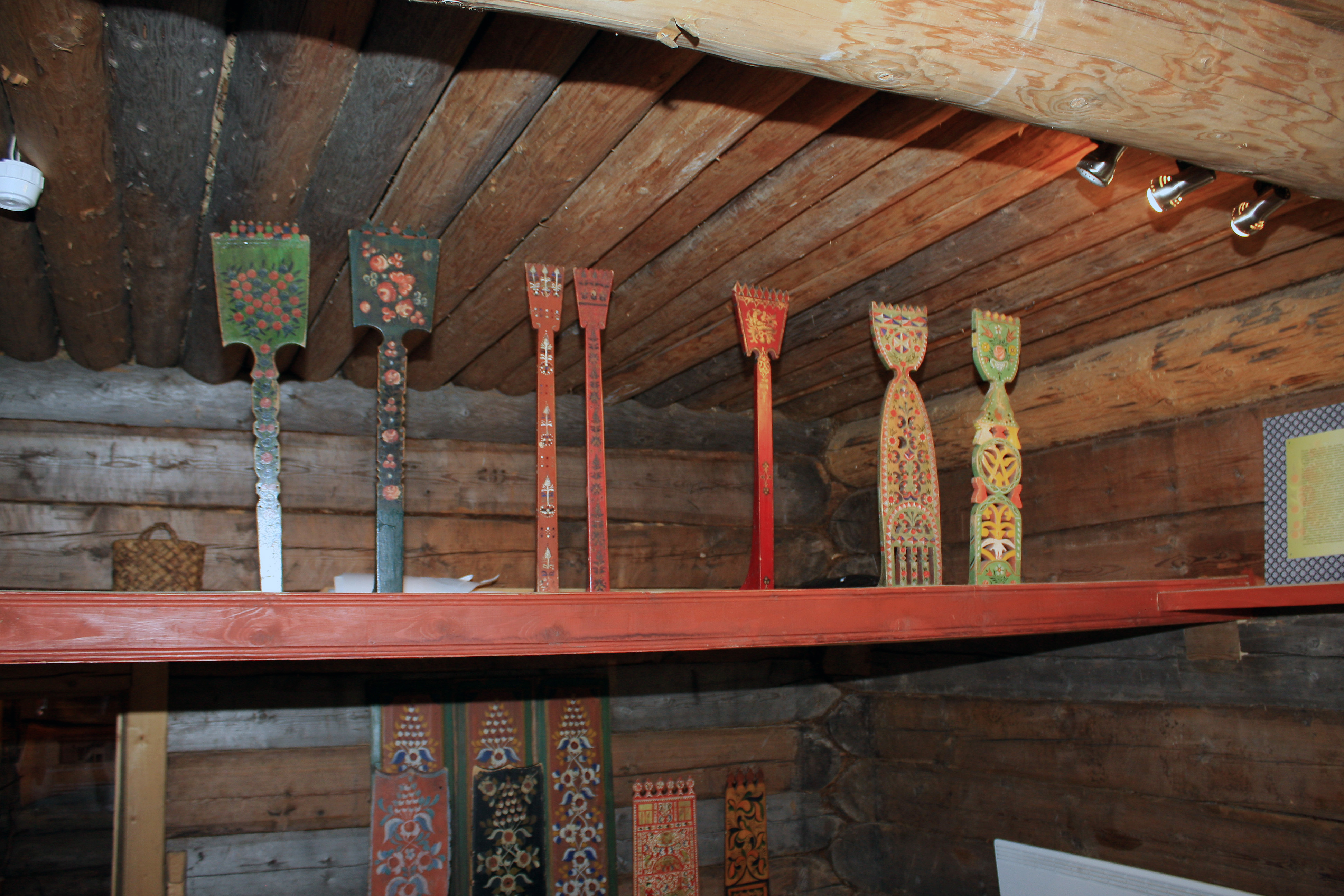
Потолок из бревенчатого наката в избе
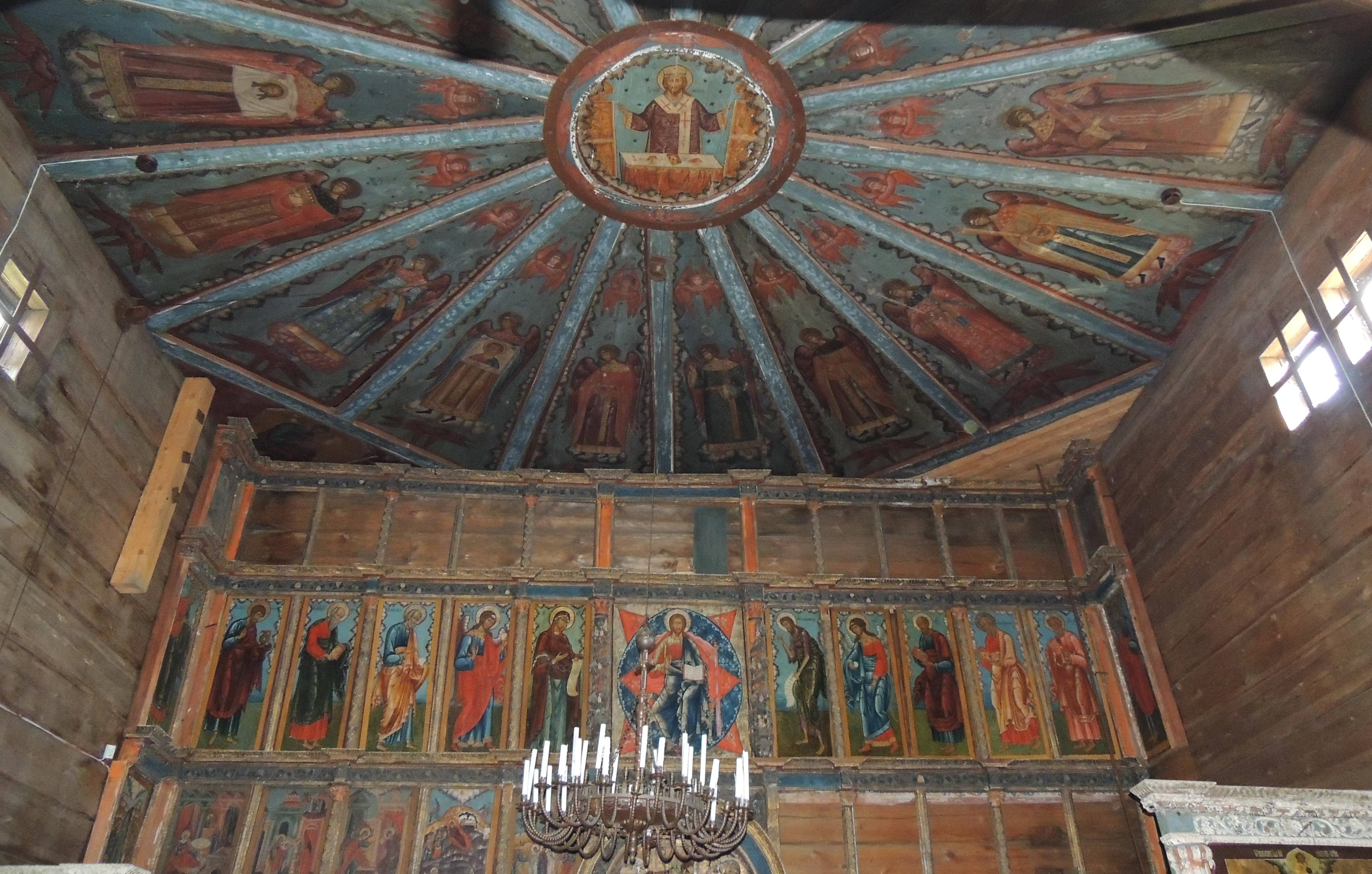
Потолок небом в наосе
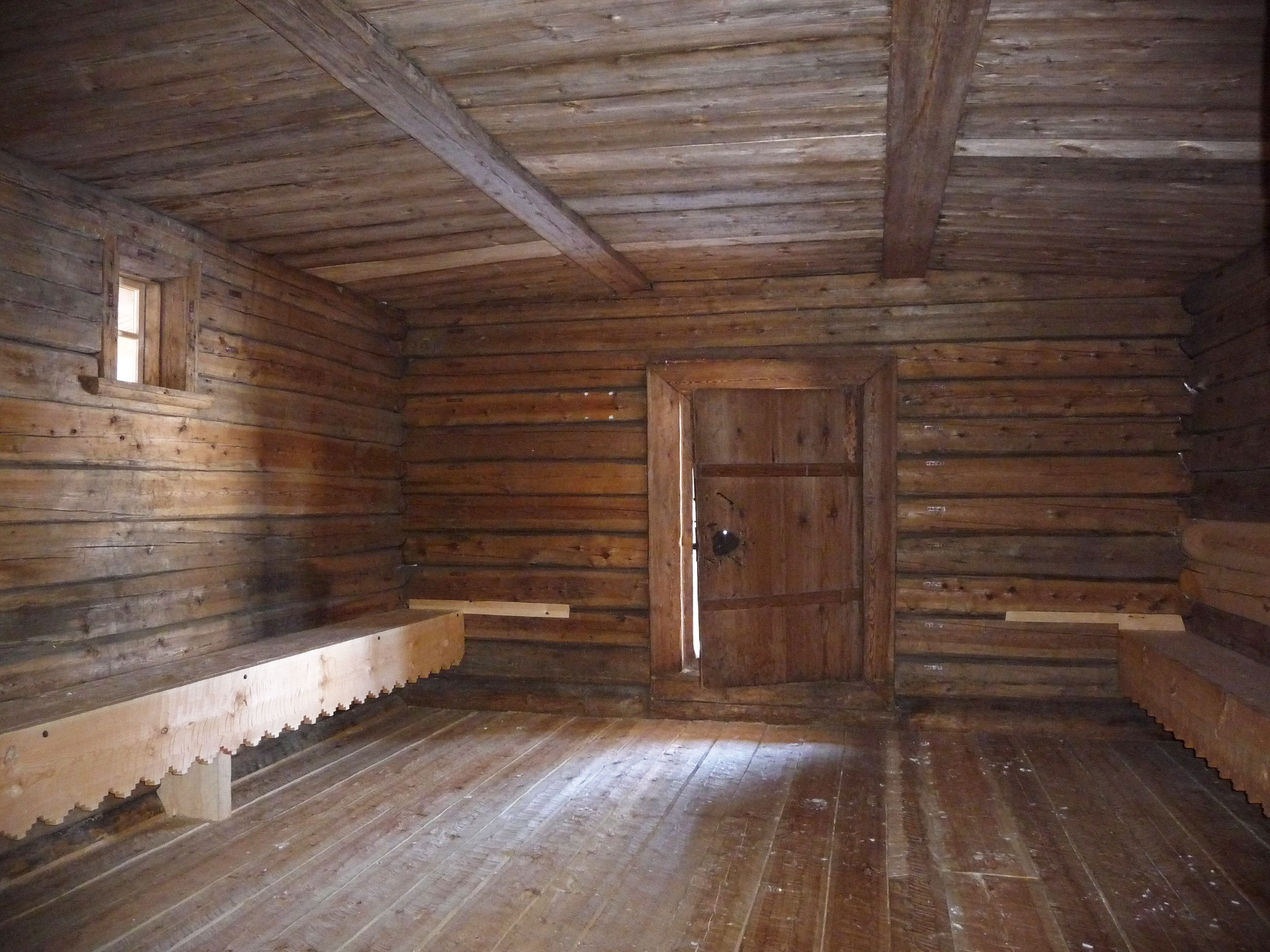
Вспарушенный дощатый потолок и дощатый пол в трапезной
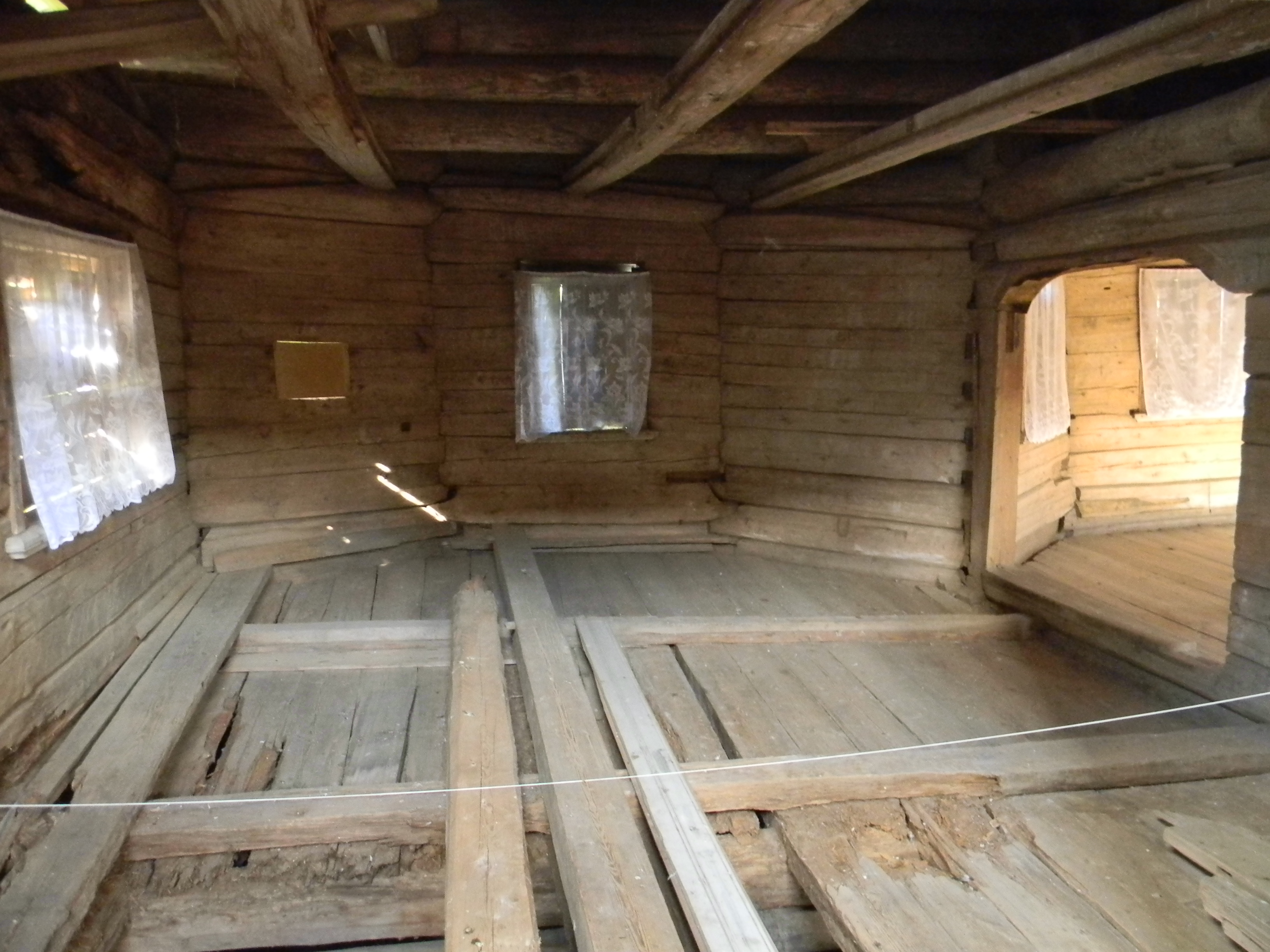
Потолок и пол алтаря в процессе ремонта
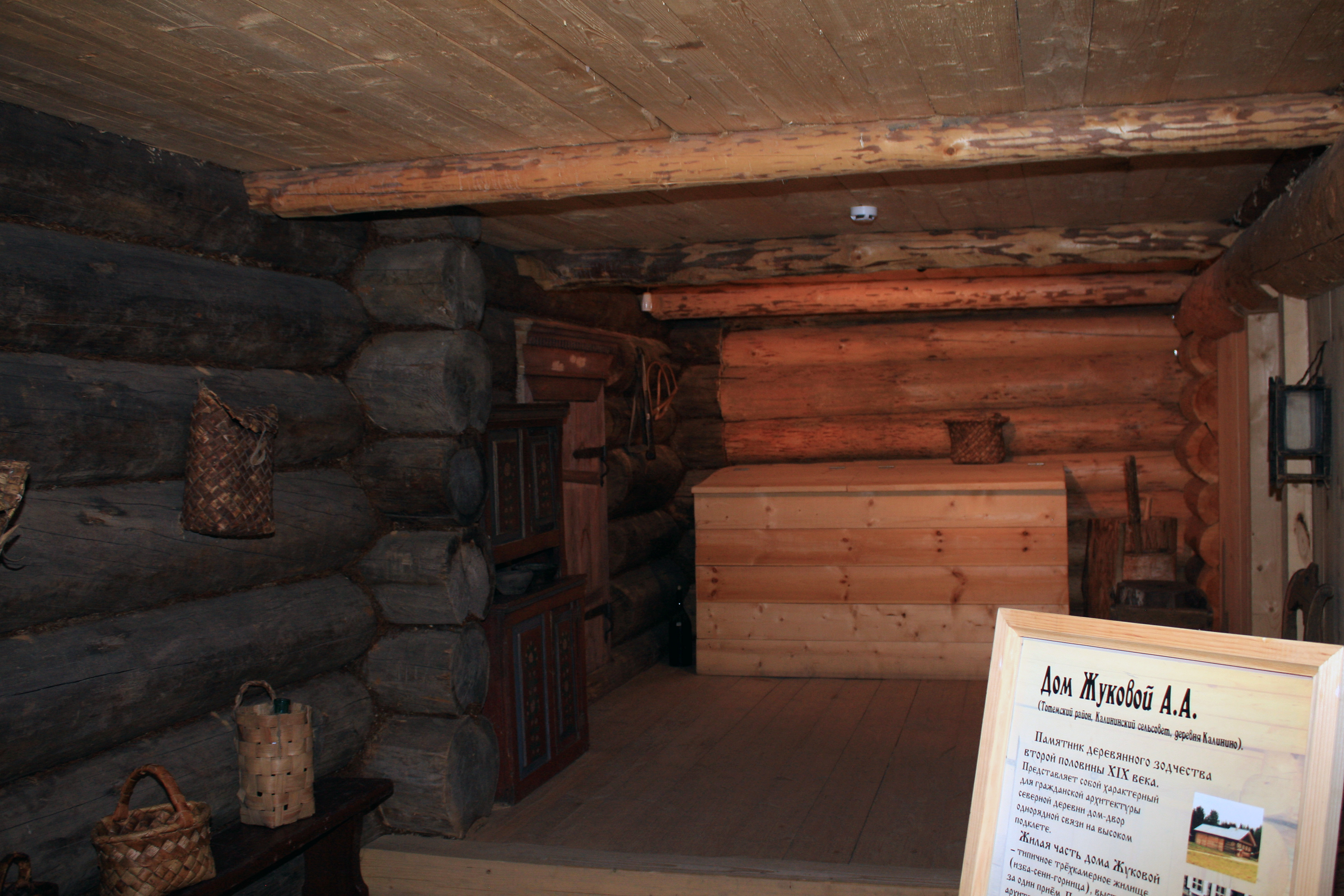
Дощатые потолок и пол в избе
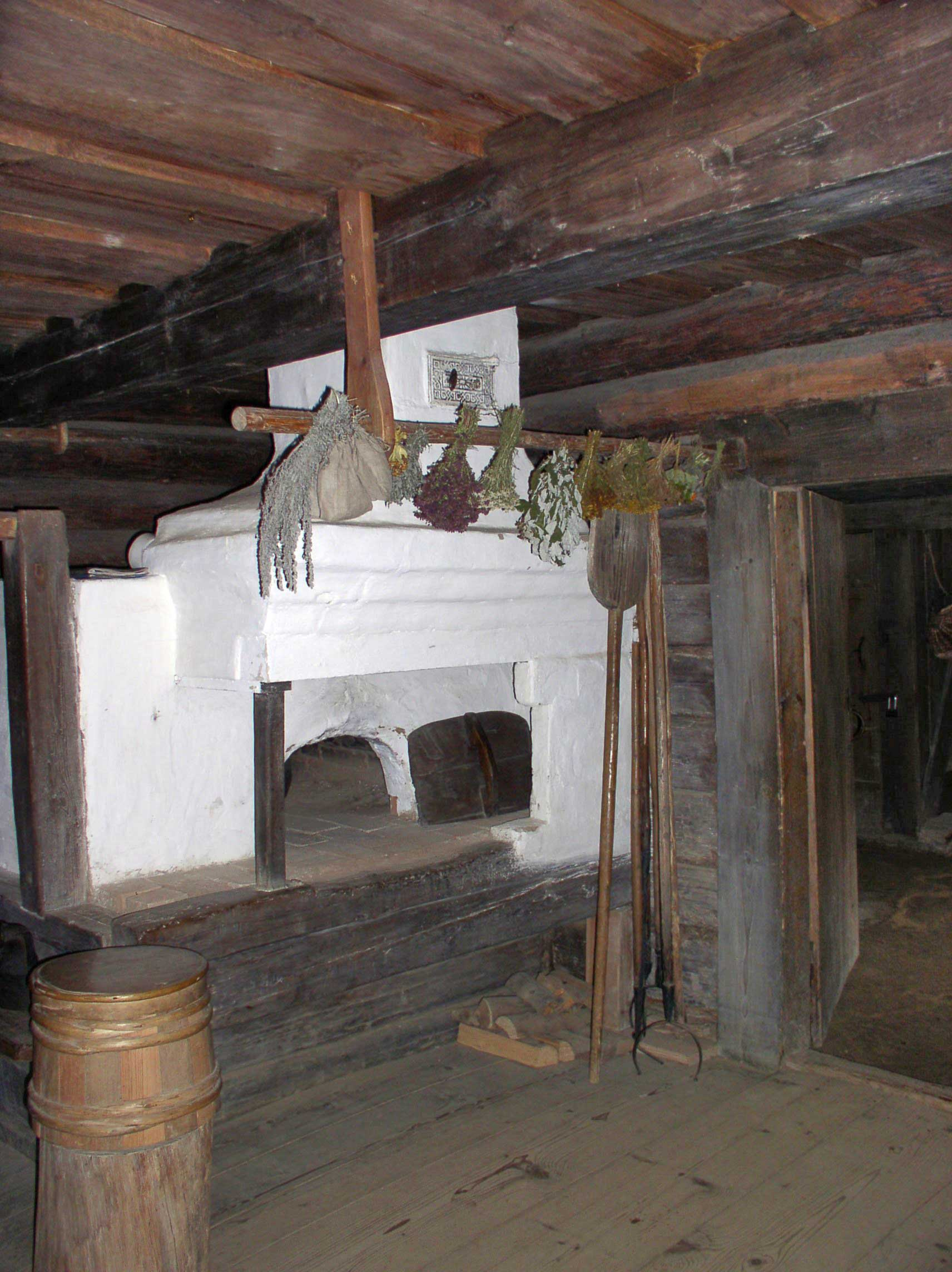
Потолок из досок внахлёст и дощатый пол в избе

### Окна
Самый простой и древний тип окна — волоковое окно в виде горизонтально вытянутой прямоугольной щели без какой-либо обработки. Его высота обычно равна высоте бревна. Волоковое окно «заволакивалось» изнутри дощатой задвижкой. Косящатым или красным называлось окно, прорубавшееся на высоту нескольких брёвен. При этом концы брёвен фиксировались стойками-косяками. Сверху и снизу такой проём обычно укреплялся брусками-перемычками, которые вместе с косяками образовывали массивную колоду. Внутренние углы колод наиболее древних окон имели скругления. Верхняя и нижняя перемычки имели боковые выступы (заплечники), прикрывающие щели конструкции. Для пропускания света в окна вставлялась металлическая рамка, затянутая бычьим пузырём, промасленным холстом или плёнкой из брюшины животного; в богатых домах и крупных церквях применялась слюда, паюс. В XVII—XVIII веках были распространены трёхкосящатые окна без нижней перемычки. В хозяйственных постройках и подклетах волоковые окна сохранялись ещё в XX веке, в избах они исчезли в начале XIX века, окончательно уступив место косящатым окнам. Облегчение колоды и появившиеся щели между ними и стенами привели к необходимости закрывать их наличниками. Первые наличники представляли собой простую гладкую окладку, но со временем на них начали выполнять резьбу. Резные наличники вошли в массовое крестьянское строительство в XVIII веке под влиянием города. Иногда окна имели ставни. В XIX веке колода косящатых окон эволюционировала по пути рационализации и облегчения конструкции. Давно исчезли заплечники, появилась подоконная доска, колода превратилась в обыкновенную оконную раму со стекольным заполнением. Сам оконный проём увеличился и приобрёл форму вытянутого по вертикали прямоугольника. Рамы в деревенских домах были подъёмными, задвижными или вставлялись наглухо. К началу XX века в массовое употребление вошли распашные окна с рамами на металлических петлях.

Окна
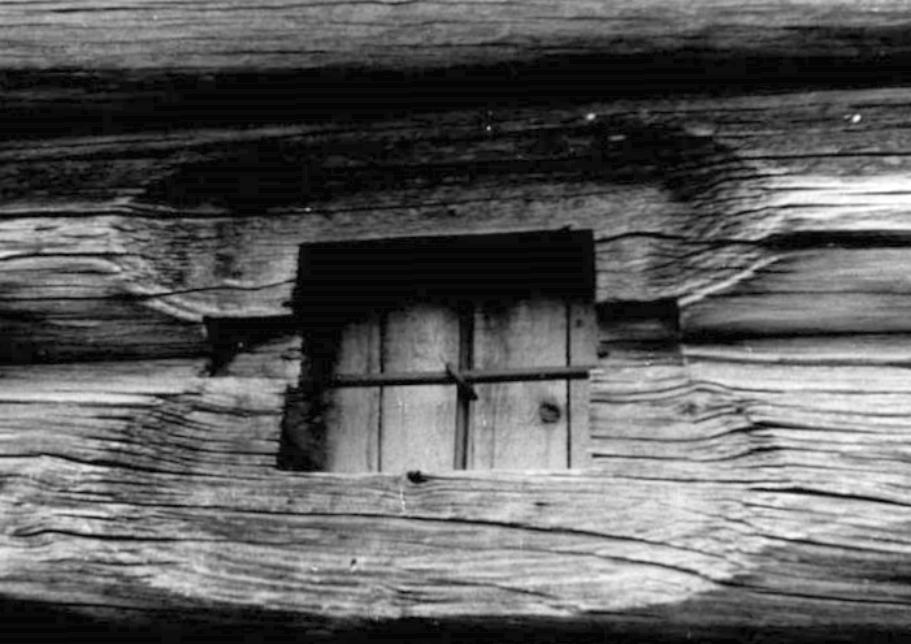
Волоковое окно. XVII в.
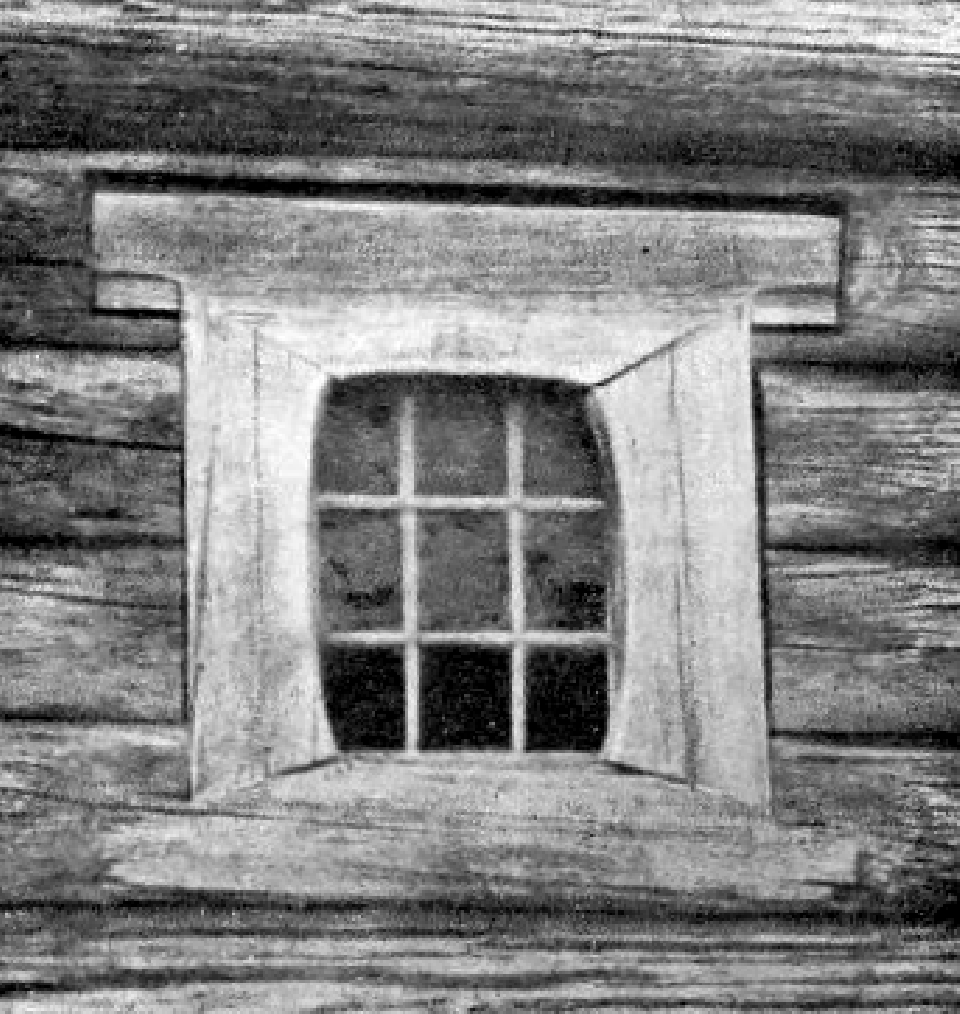
Трёхкосящатое окно с заплечниками и скруглёнными углами. XVII в.
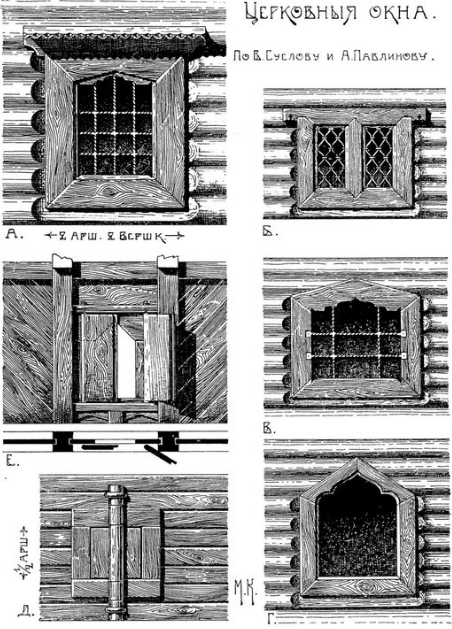
Церковные окна
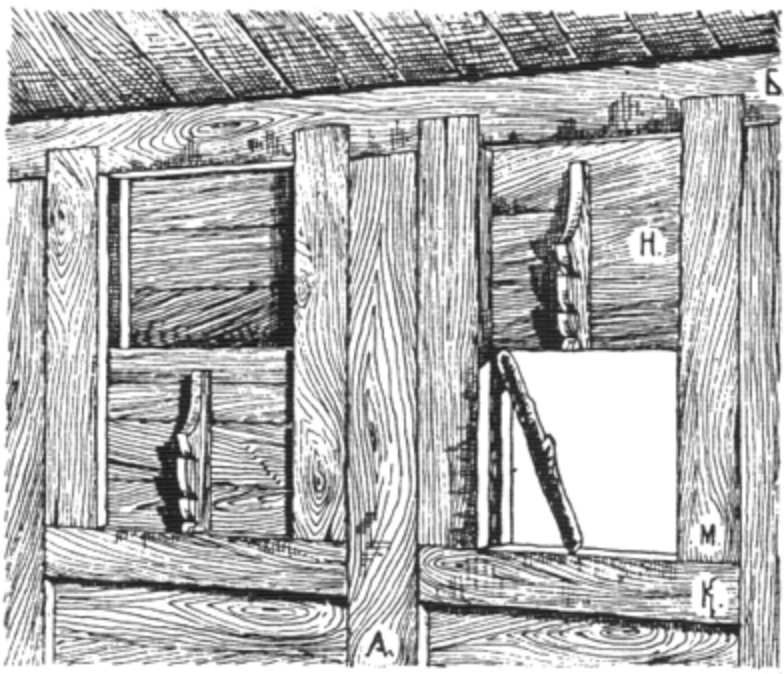
Окно нищевника (паперти)
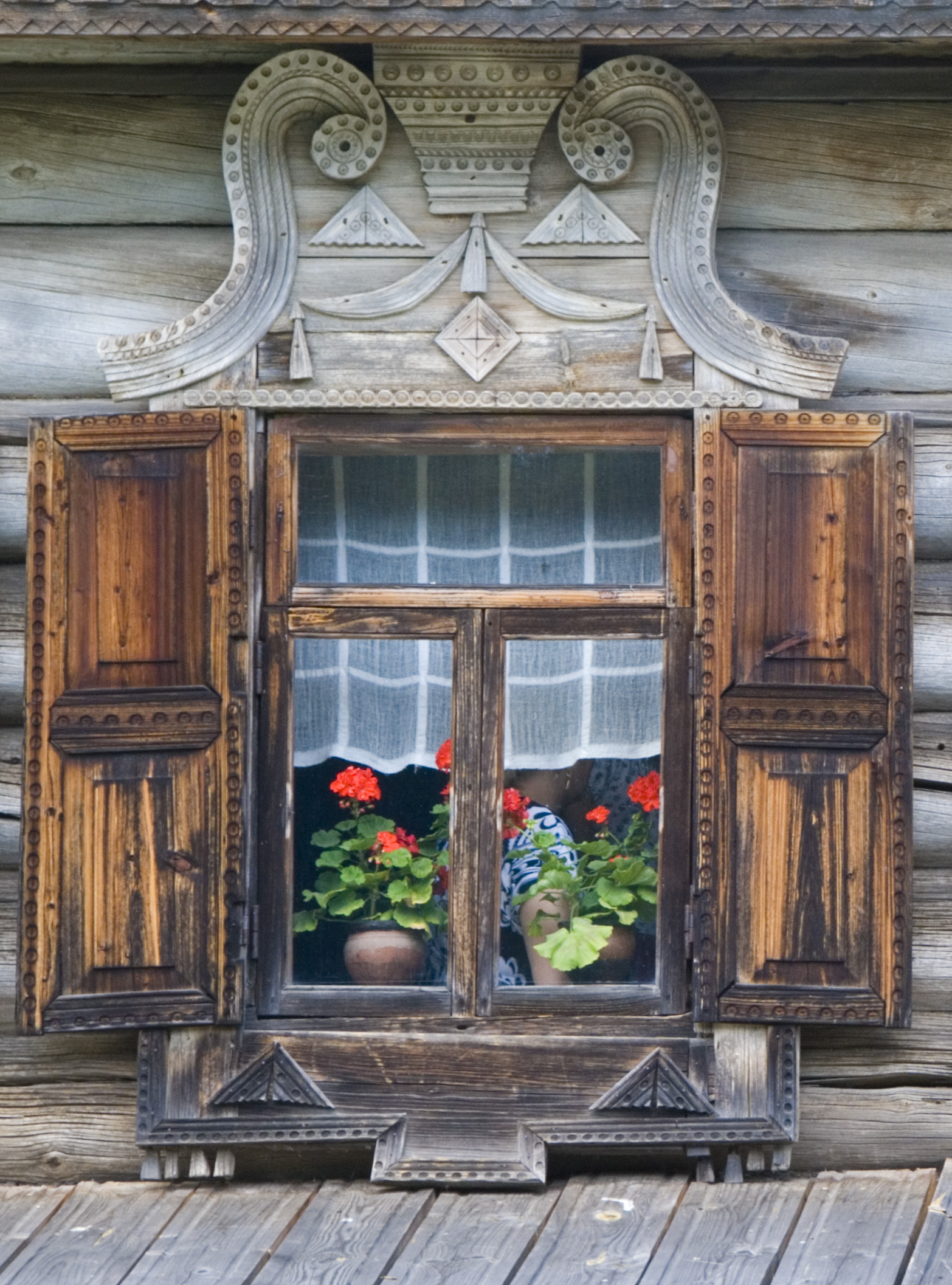
Окно со ставнями и резным волютным наличником. Кон. XIX в.
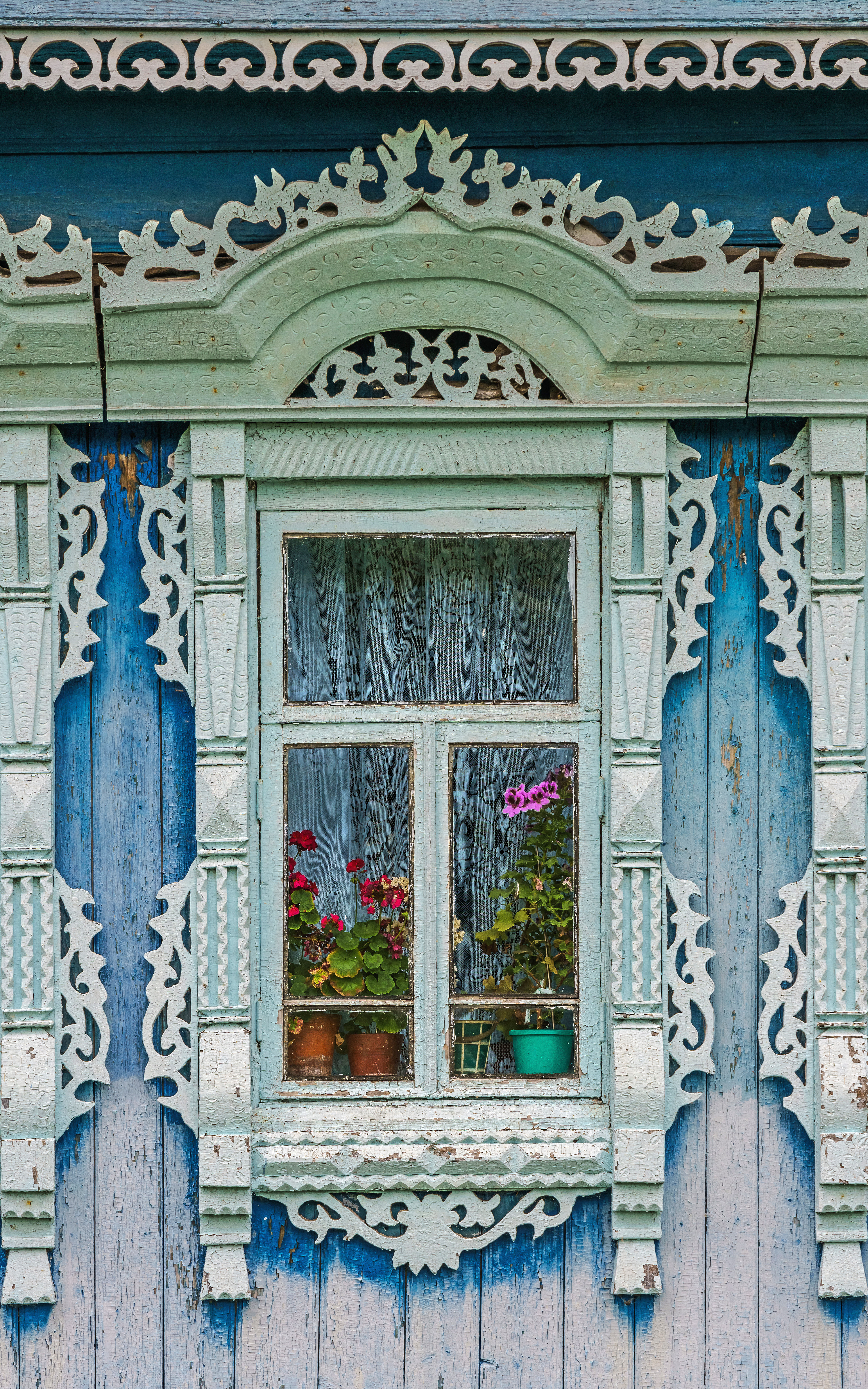
Окно с резным наличником эпохи эклектики. Нач. XX в.

### Двери
В целом конструкция традиционной дверной коробки аналогична оконной колоде. Двери меньше подверглись иностранному влиянию, чем окна, и редко сопровождались богатым декором. Хотя в церквах иногда можно встретить резные порталы арочной или близкой к арочной формы, а многие двери церквей и богатых домов оформлялись коваными петлями (жуковины), росписью, такие украшения не нашли массового применения. А. И. Некрасов отмечал высокий порог как одну из главных особенностей русских дверей. Если в западноевропейской архитектуре полы помещений составляют единую плоскость и пространства объёмов сливаются друг с другом, то высокий порог старинных русских построек мешает этому и отдельные части здания воспринимаются как замкнутые статичные объёмы. Заполнение дверных проёмов в наиболее архаичном варианте выполнялось в виде полотна из досок, сплочённых шпонками. Полотно вращалось при помощи вырезанных шипов, которые находились в гнёздах порога и верхнего косяка (дверь на пятах). В большинстве сохранившихся памятников дверные полотна сделаны из нескольких вертикальных досок и навешаны металлическими петлями. Двери традиционных крестьянских изб одностворчатые. Двухстворчатые двери связаны с влиянием городской архитектуры.

Двери и ворота
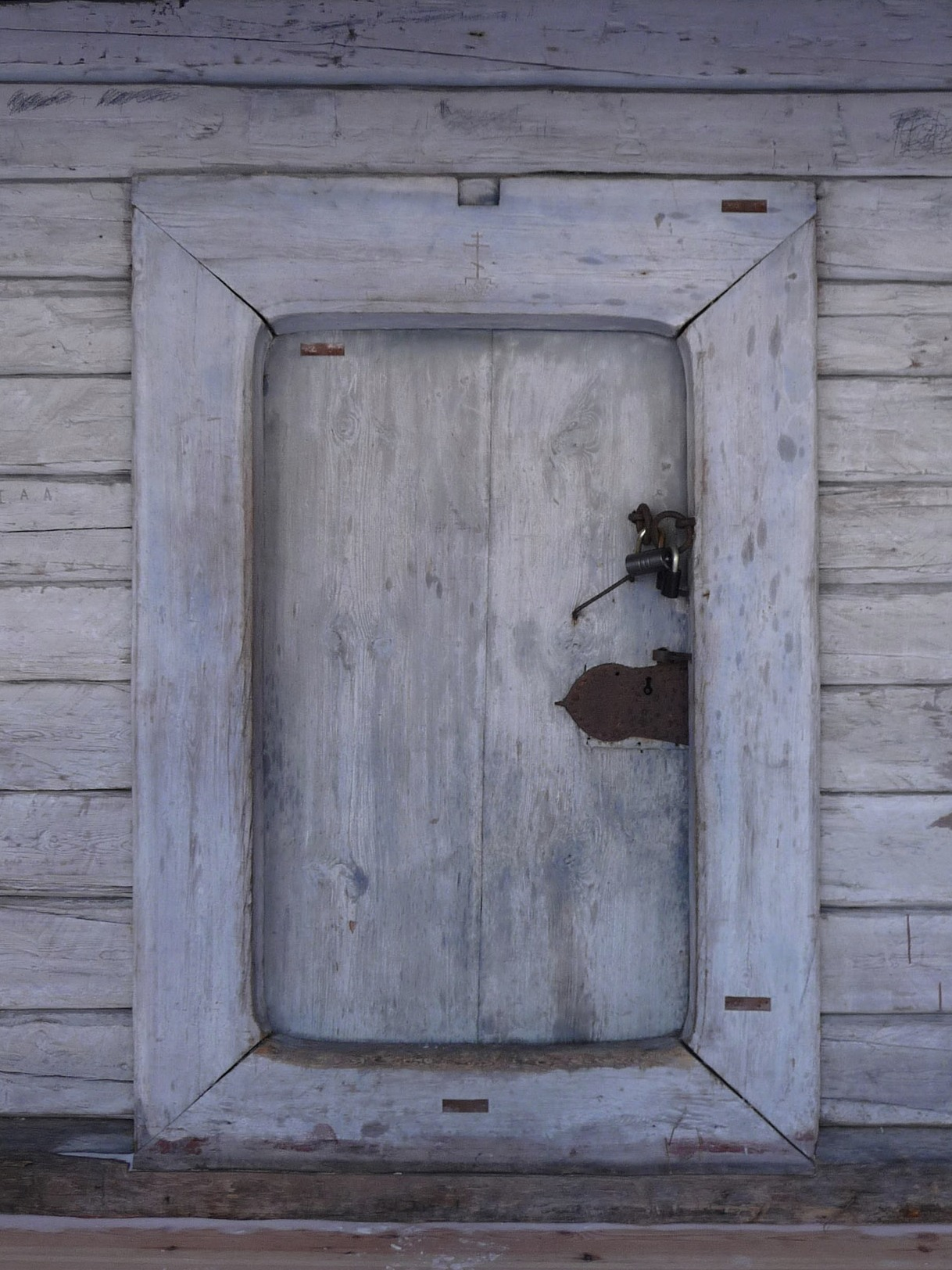
Церковная дверь с четырёхкосящатым обрамлением. XV в.
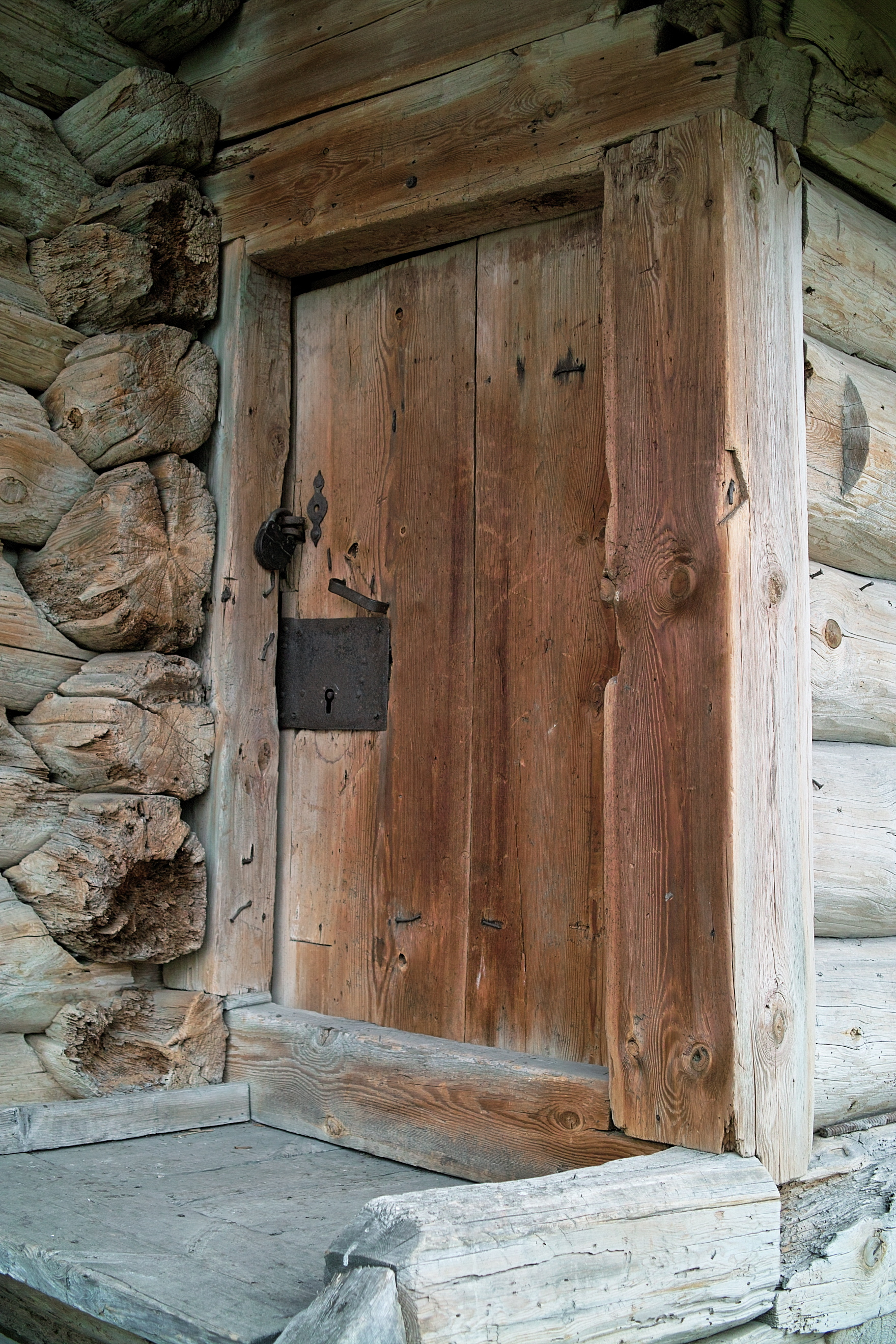
Церковная дверь. XVII в.
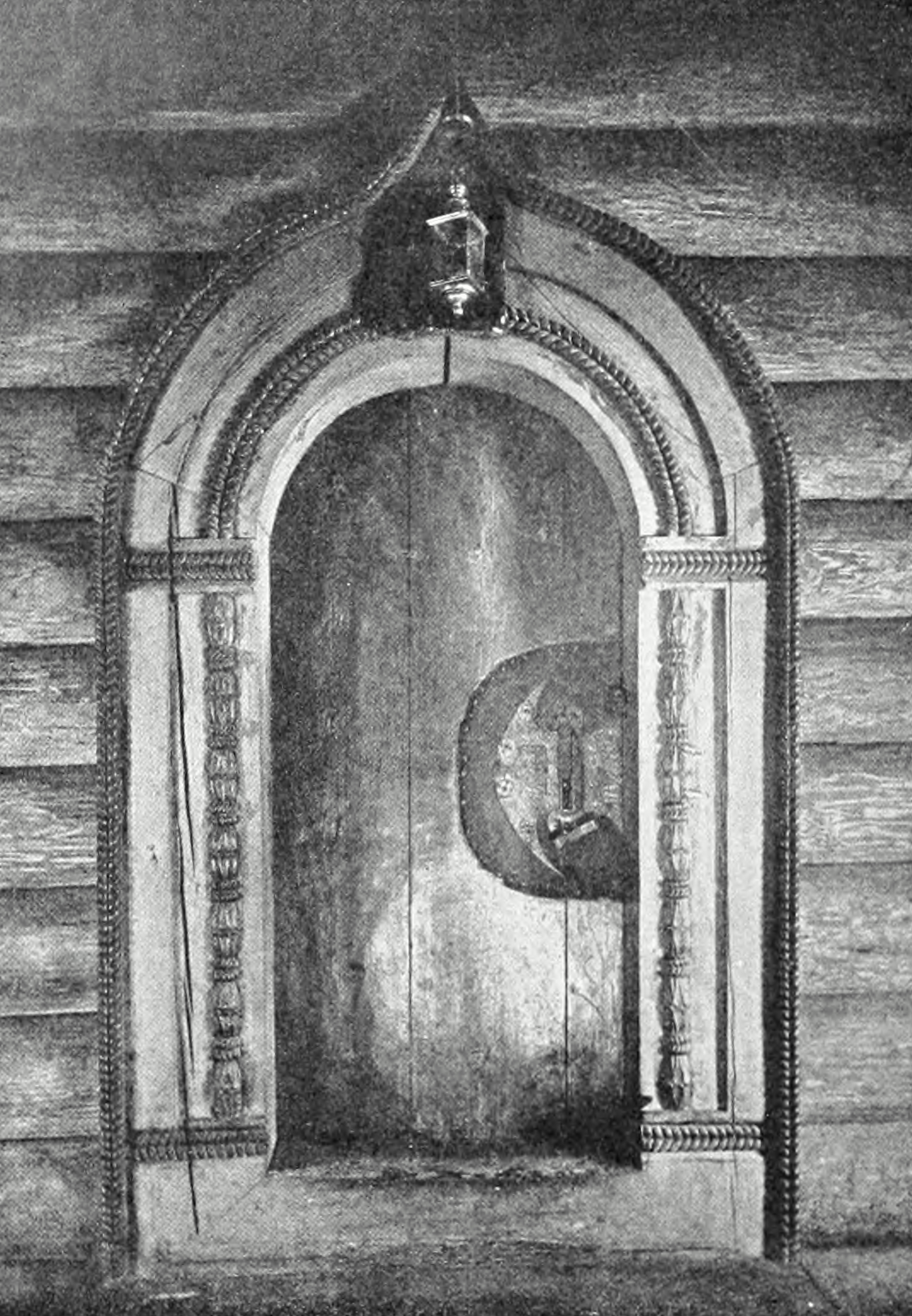
Арочная церковная дверь. XVII в.
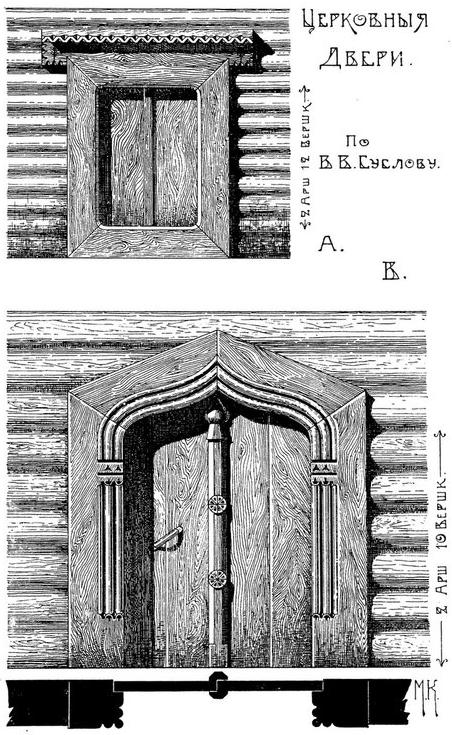
Церковные двери
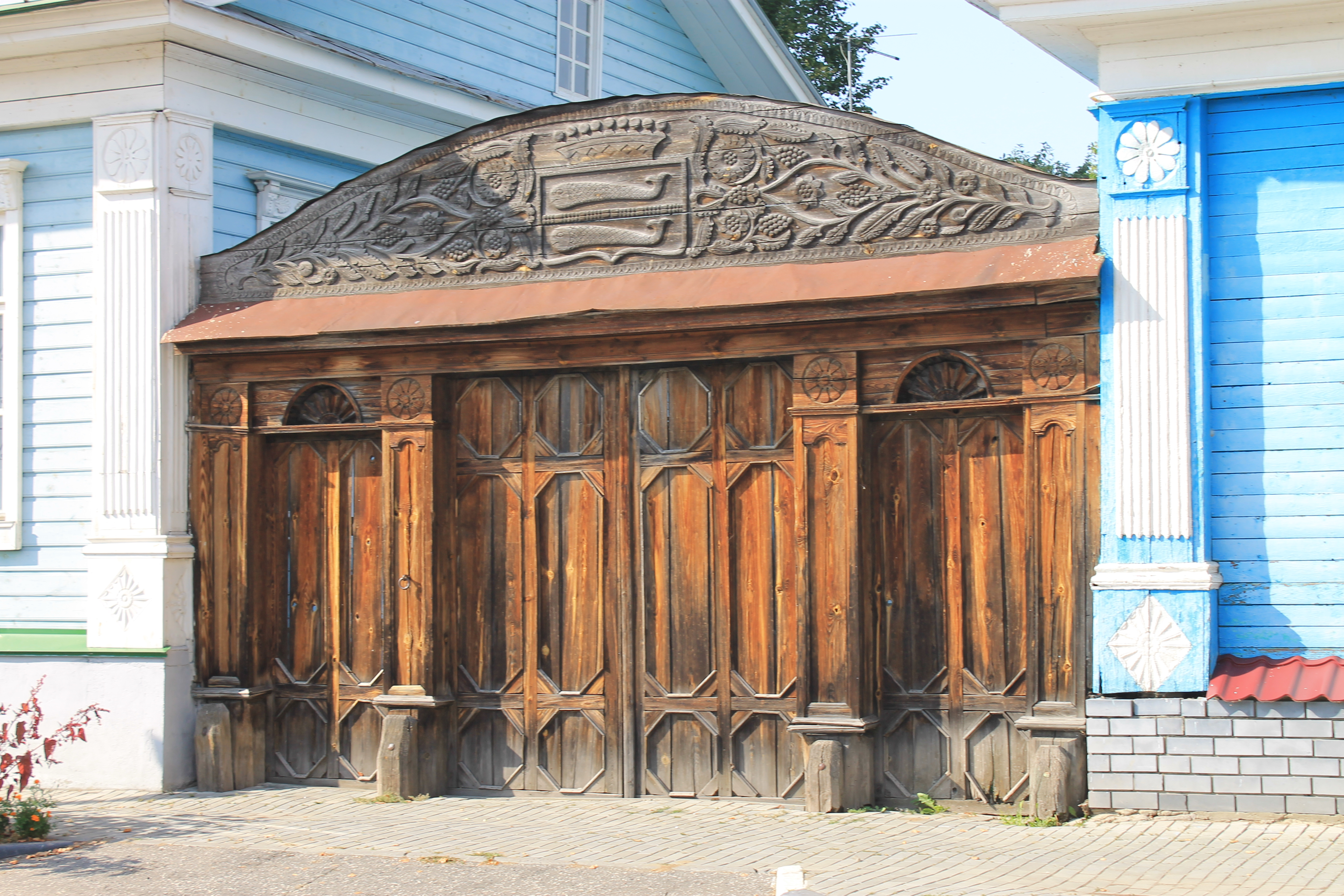
Двери и ворота городской усадьбы. XIX в.
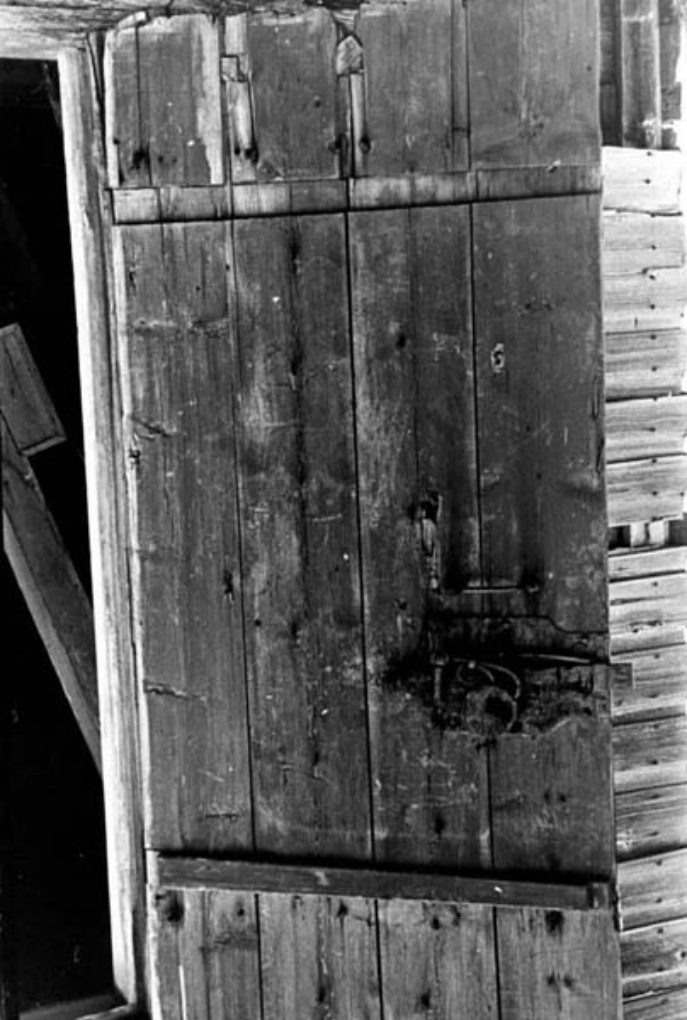
Внутренняя сторона двери со шпонками. Кон. XIX в.
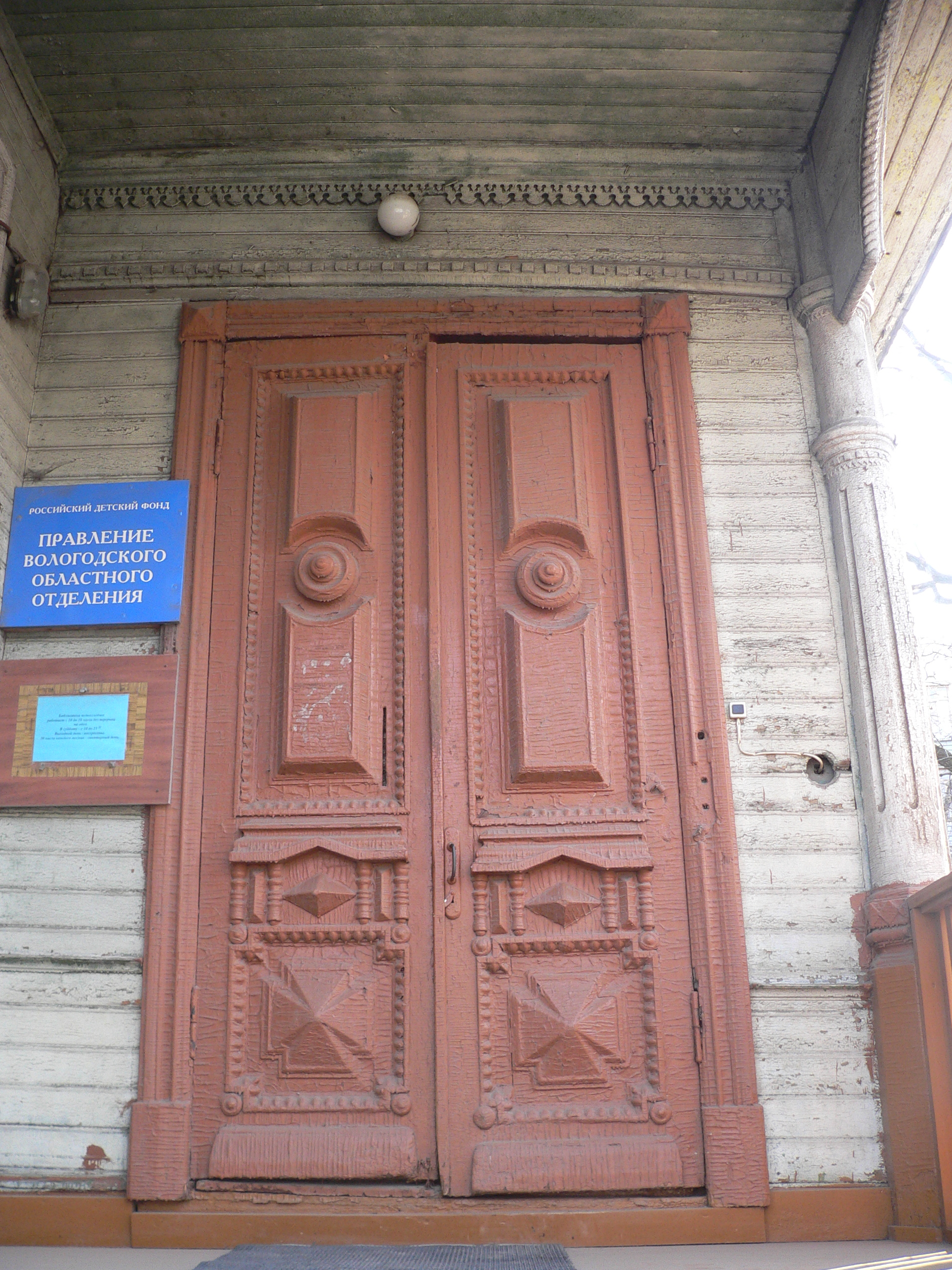
Дверь особняка эпохи эклектики. Нач. XX в.

### Покрытия и кровли
Деревянные покрытия русского зодчества очень разнообразны. Их можно классифицировать следующим образом:
| По форме: • Скатные • Криволинейные | По конструктивному решению: • Безгвоздевые (самцово-слеговые) • Гвоздевые (самцово-слеговые, стропильные, стропильно-слеговые, стропильно-самцовые, бревенчато-ряжевые) | По композиционному решению: • Одночастные, в т. ч.: • Продольно-развитые (разновидности двухскатных) • Центрические (четырёхскатные, восьмискатные крещатые, бочечные крещатые, кубоватые, шатровые, купольные) • Комбинированные • Многочастные | По типу кровли: • Из вытесанного или пилёного тёса • Лемеховые • Гонтовые • Драночные • Соломенные • Железные |

Односкатные покрытия применялись на небольших хозяйственных постройках, пристройках, галереях. В охотничьих лабазах и временных постройках скат часто очень пологий, почти как у плоской кровли. Жилые дома с односкатной крышей — характерная в прошлом черта зодчества коми и коми-пермяков.
Простые двухскатные покрытия — одни из самых распространённых. Очень архаичны безгвоздевые самцово-слеговые крыши. Как и все традиционные крыши, они представляют собой логическое продолжение сруба. Горизонтально уложенные брёвна (самцы) фронтона (щипец) продолжают торцевую стену сруба и соединены между собой потайными шипами в пазах. В крупных постройках во фронтоны иногда врубались поперечные стенки для дополнительной жёсткости. Сверху во фронтоны врубаются с остатком несколько горизонтальных бревенчатых балок (слеги). В самых архаичных постройках слеги врубались в каждый самец. Выступающие концы слег обычно закрыты досками (причелины). На концах и стыке причелин иногда располагали короткие вертикальные доски. Перпендикулярно слегам врубались бруски-крюки, изготавливаемые из ствола ели с корнем (курицы). На корневища куриц клали деревянные водосточные желоба (поток, водотечник), в которые упирались тесины кровли. Крыша завершалась толстым бревном с выемкой (охлупень или шолом), прижимавшим кровельный материал к коньковой слеге. Иногда охлупень дополнительно крепился к коньковой слеге нагелями-стамиками и венчался резной доской, крепившейся ребром (гребень). В некоторых случаях охлупень не использовался, а тесины заводились в выемки коньковой слеги. Иногда эти кровли дополнялась специальной прямоугольной конструкцией (гнёт и огниво), которая как бы навешивалась на крышу и дополнительно прижимала кровельные доски к слегам. Для защиты стен от осадков служили большие свесы кровли, поддерживаемые выпусками слег и кронштейнами, образуемыми постепенным увеличением выпусков брёвен верхних венцов сруба.
Из-за распространения гвоздей, курицы и потоки для поддержания кровли стали не нужны. Так появилась гвоздевая самцово-слеговая крыша. К концу XIX века она сменилась стропильными крышами. Стропила врубались непосредственно в стены или в связевые балки, опиравшиеся на стены. Сверху стропила соединялись друг с другом в шип-паз. Самцы за ненадобностью исчезали (хотя встречались и гибридные стропильно-самцовые крыши), фронтоны стропильных крыш зашивались тёсом или соломой. С появлением стропильных крыш научились делать дощатые карнизы. Они опоясывали дом, закрывая в том числе соединения фронтонов со стенами.
Из-за оскудения леса в XIX веке широко распространились кровли из дранки (тонких коротких дощечек), соломенные кровли, традиционные для южных регионов, стали проникать в Среднюю Россию и на Север. Солома, как правило, прижималась к крыше жердями или верёвками. Позднее стало массово применяться кровельное железо. От типа кровли и региона зависит угол уклона простых двухскатных крыш домов и варьируется в пределах 30-60°. В культовом зодчестве известны так называемые клинчатые кровли с углом уклона до 70°.
Одна из форм двухскатных покрытий, распространённая в культовом зодчестве, — двухскатные покрытия с полицами, то есть с переломом в нижней части ската кровли. Он был необходим ради устройства бо́льших свесов крутых кровель и достижения бо́льшей архитектурной выразительности. Ступенчатые (каскадные) покрытия схожи с простыми двухскатными, но нижние части их свесов расчленены на одну или несколько ступеней или уступов, между которыми — венцы сруба. Уступы эти имели художественное назначение, а также ослабляли стремительность стекающих со скатов дождевых потоков, размывавших грунт вокруг церкви. Высказывается предположение, что ступенчатые крыши могли произойти от поперечно-уступчатых ярусных деревянных завершений, которые до нашего времени не сохранились. На основе простых двухскатных покрытий развивались более сложные восьмискатные крещатые крыши.
Четырёхскатные покрытия были известны ещё в древности, но первоначально применялись только в южных регионах. Со временем граница между двух- и четырёхскатными покрытиями размывалась. В древности основой четырёхскатной крыши была пирамидальная бревенчатая конструкция (крыша костром). В XIX веке распространились стропильные четырёхскатные крыши. С конца XIX века четырёхскатные стропильные крыши нередко имели полуфронтоны (небольшой фронтон над торцевым скатом) и мезонины. Как переходные формы между двух- и четырёхскатными крышами можно рассматривать трёхскатные крыши с фронтоном на одном торце дома и скатом на другом, а также двухскатные крыши, но с небольшим скатом над фронтоном (залоб). Четырёхскатные покрытия более характерны для гражданского строительства.
Криволинейные завершения применялись в культовом зодчестве, в хоромном строительстве. Формой двухскатных покрытий является бочка. Оба ската бочки имеют плавные криволинейные очертания, схожие с силуэтом луковичных глав, и сходятся кверху под заострённым углом. Конструкция бочки обычно схожа с конструкцией обыкновенной самцово-слеговой крыши, но не имеет куриц. Гвоздями к слегам прибивался гонт (укороченный тёс) или лемех (короткие дощечки, укладываемые как черепица), иногда — горизонтально уложенные тесины, украшенные полукружиями по нижнему краю. Известны также каркасные бочки. Покрытие из четырёх перекрещивающихся бочек называется крещатой бочкой. Кубоватые покрытия имели бревенчатую конструкцию и рубились, по сути, так же как бочки. Внутрь конструкции куба вводился осевой столб и горизонтальные связи или глухая стена-переруб.
Одни из самых выразительных покрытий — шатровые. Шатры могли достигать высоты 18 м. Наиболее древние — шатры, рубленные в реж. Затем появились шатры стропильной конструкции. Иногда нижняя часть шатра была рубленой, а верх — стропильным. Стропильные и некоторые рубленые шатры имели осевой столб. Устойчивости шатра способствовали расположенные внутри него связевые балки, рубленые грани нередко укреплялись шпонками. Шатры имели полицы. Шатры .
Верхние ярусы ярусных храмов опирались на расположенную в этих же осях стен систему перекрестных балок, которые опирались на стены нижележащего яруса. В XVIII веке получили распространение храмы с открытыми в интерьер ярусами. При этом переход от одного яруса к другому осуществлялся за счёт плавного сужения сруба.
Храмы завершались луковичными главами. Главы до 60 см шириной выполнялись из цельного бревна. Более крупные главы могли достигать 5 метров ширины и более. Чаще всего они имели каркасную конструкцию, но существовали и рубленые главы. Главы обивались лемехом и венчались крестом.

Покрытия и кровли
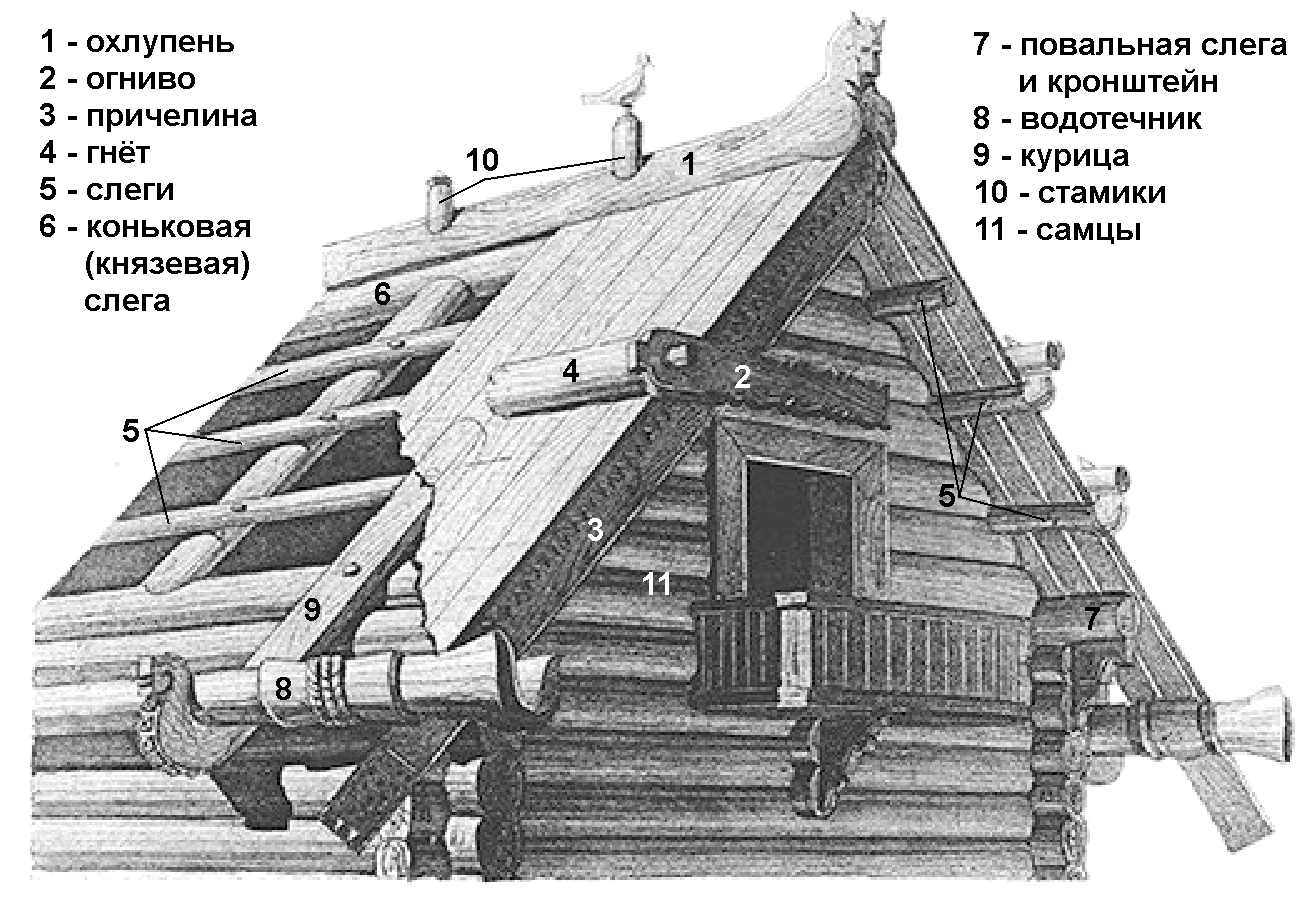
Безгвоздевая самцово-слеговая крыша
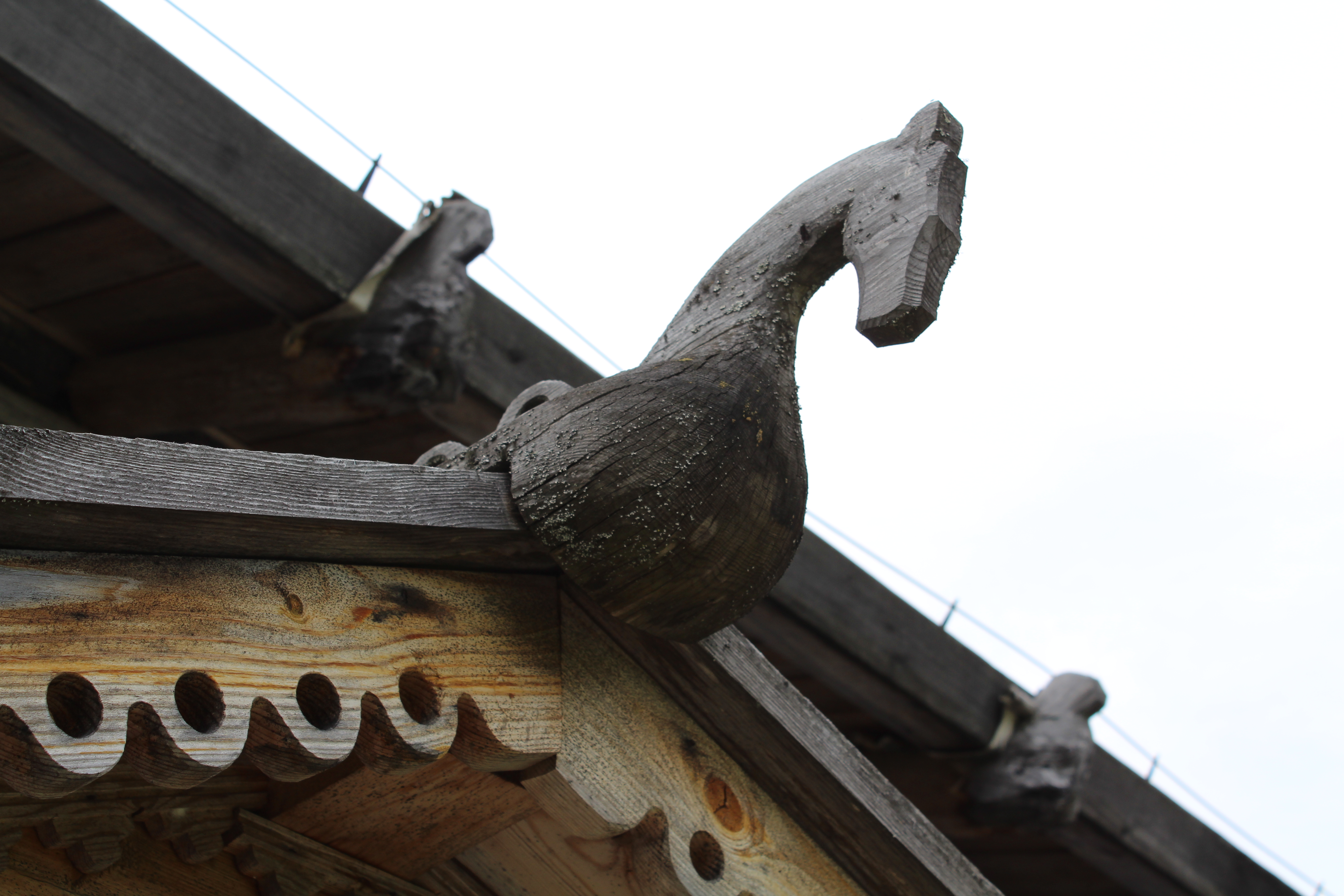
Конская голова, вырезанная на охлупне
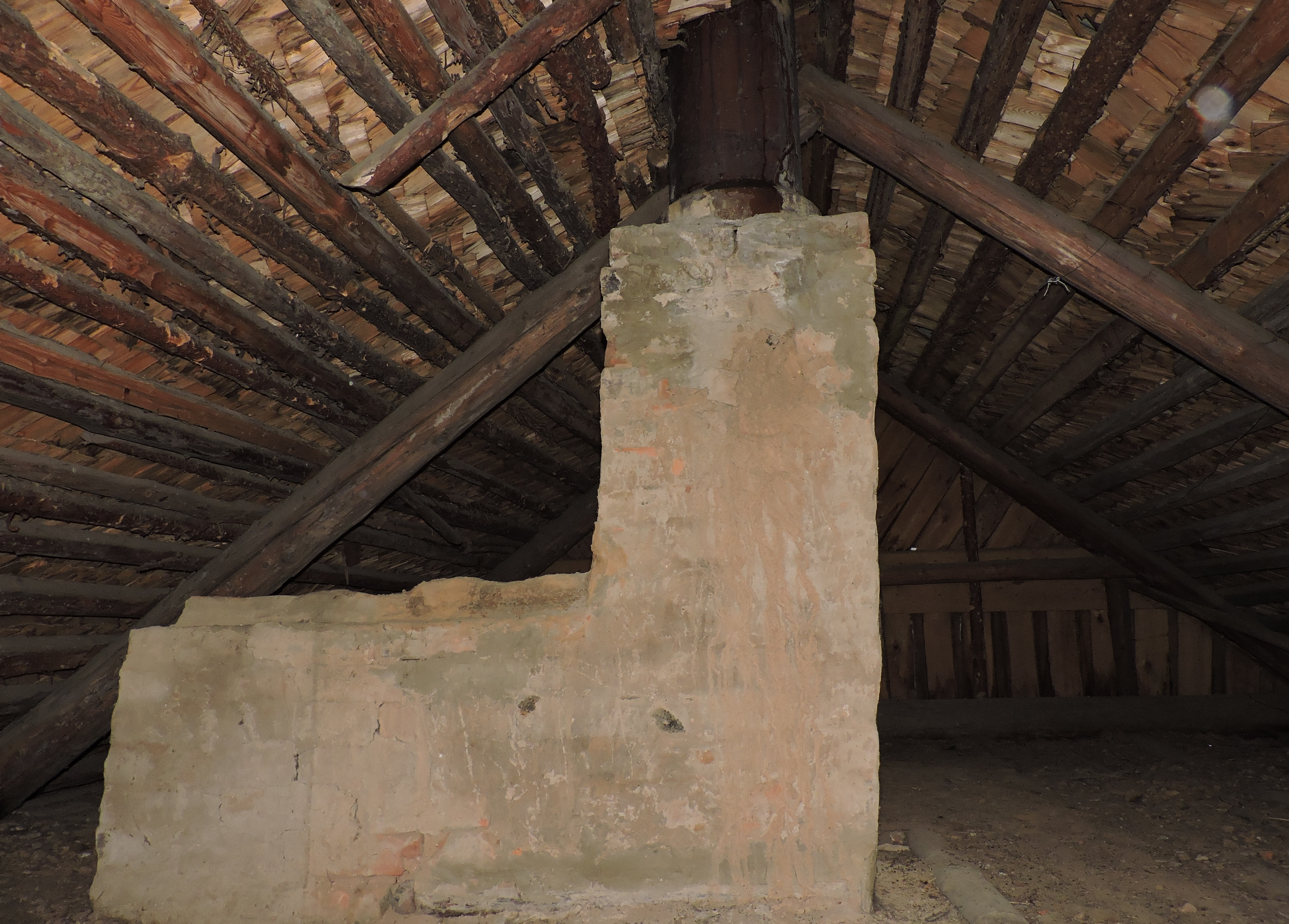
Стропильная крыша, покрытая дранкой. Фронтон заделан досками
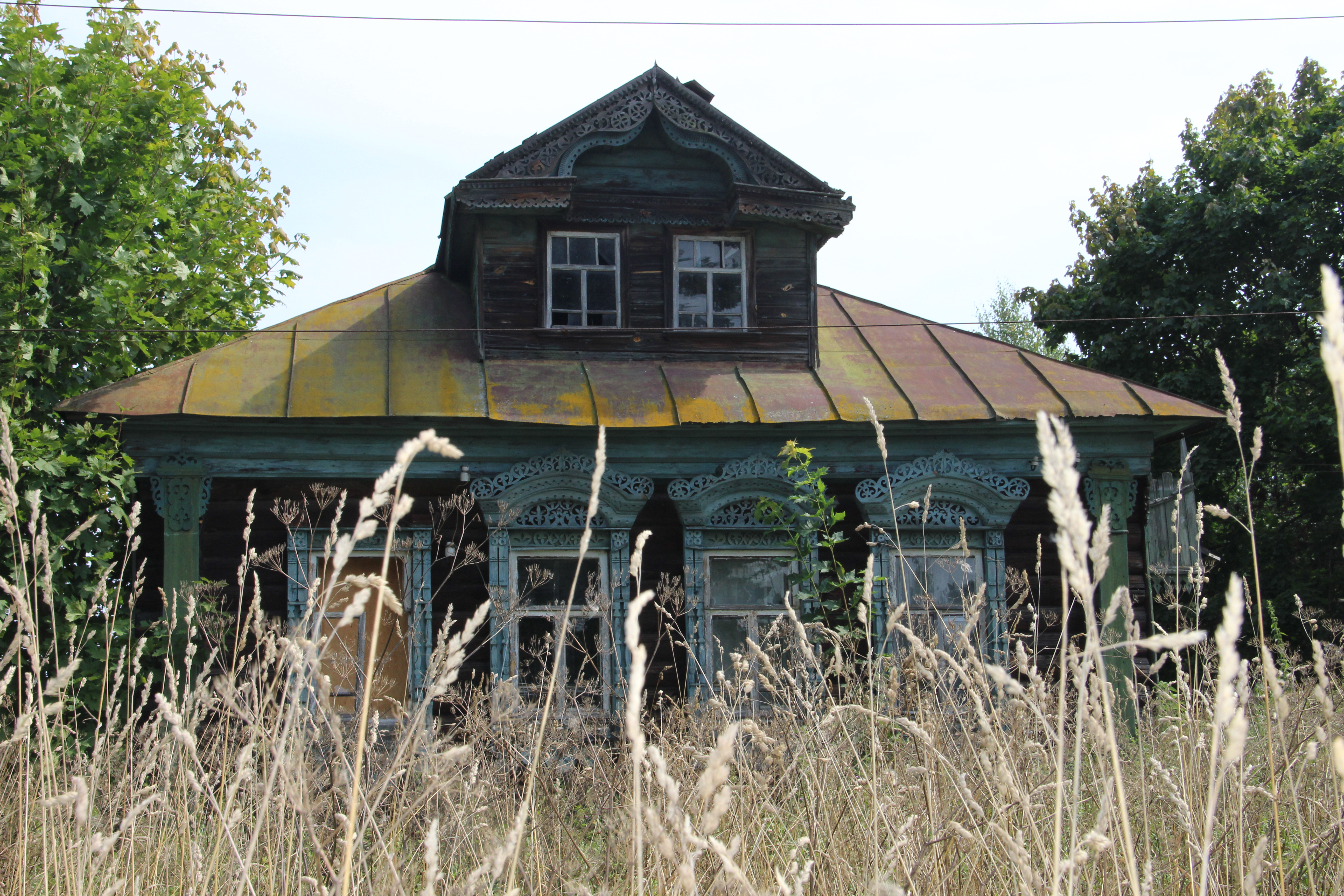
Четырёхскатная крыша с мезонином
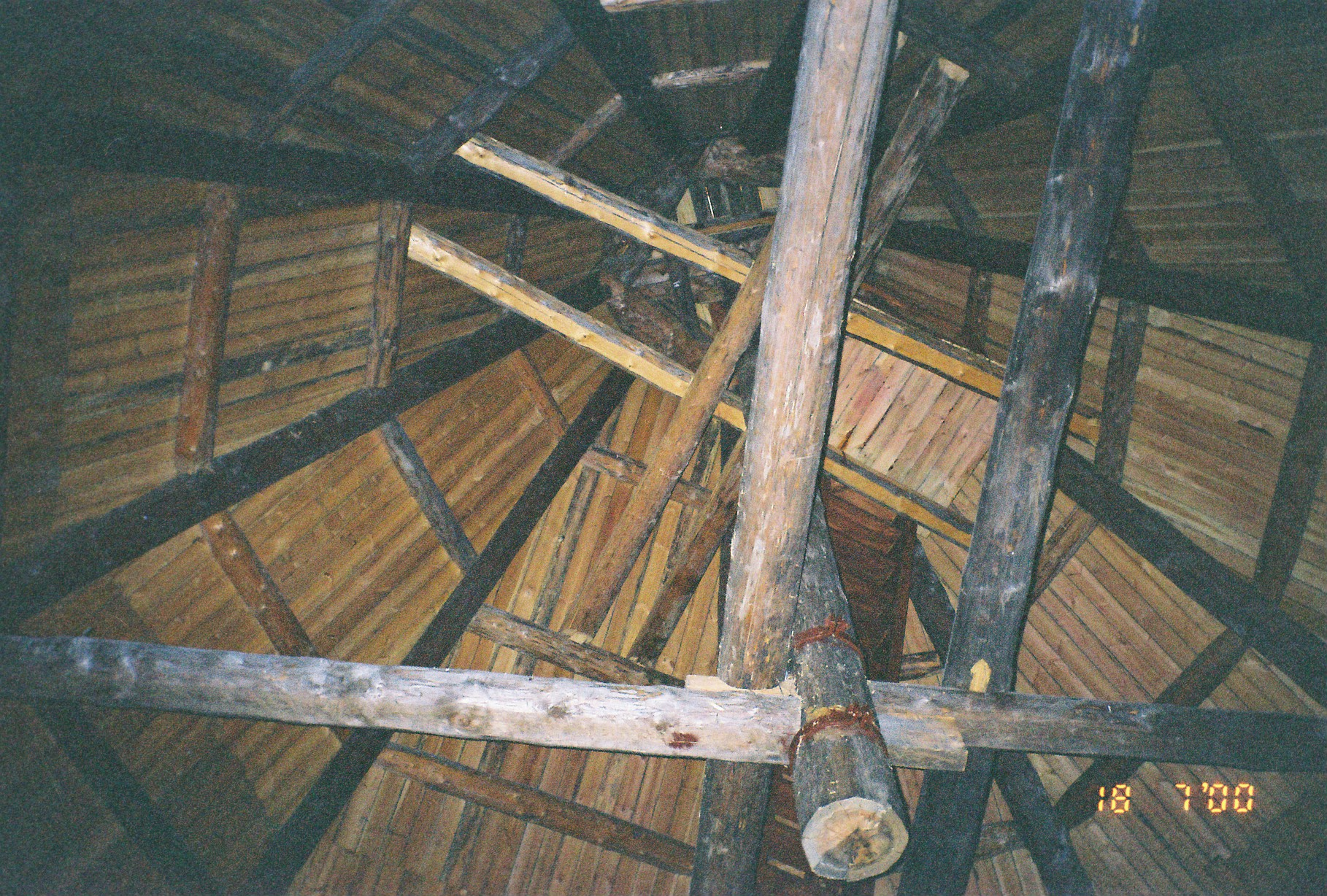
Стропильный шатёр. Видны осевой столб и связевые балки
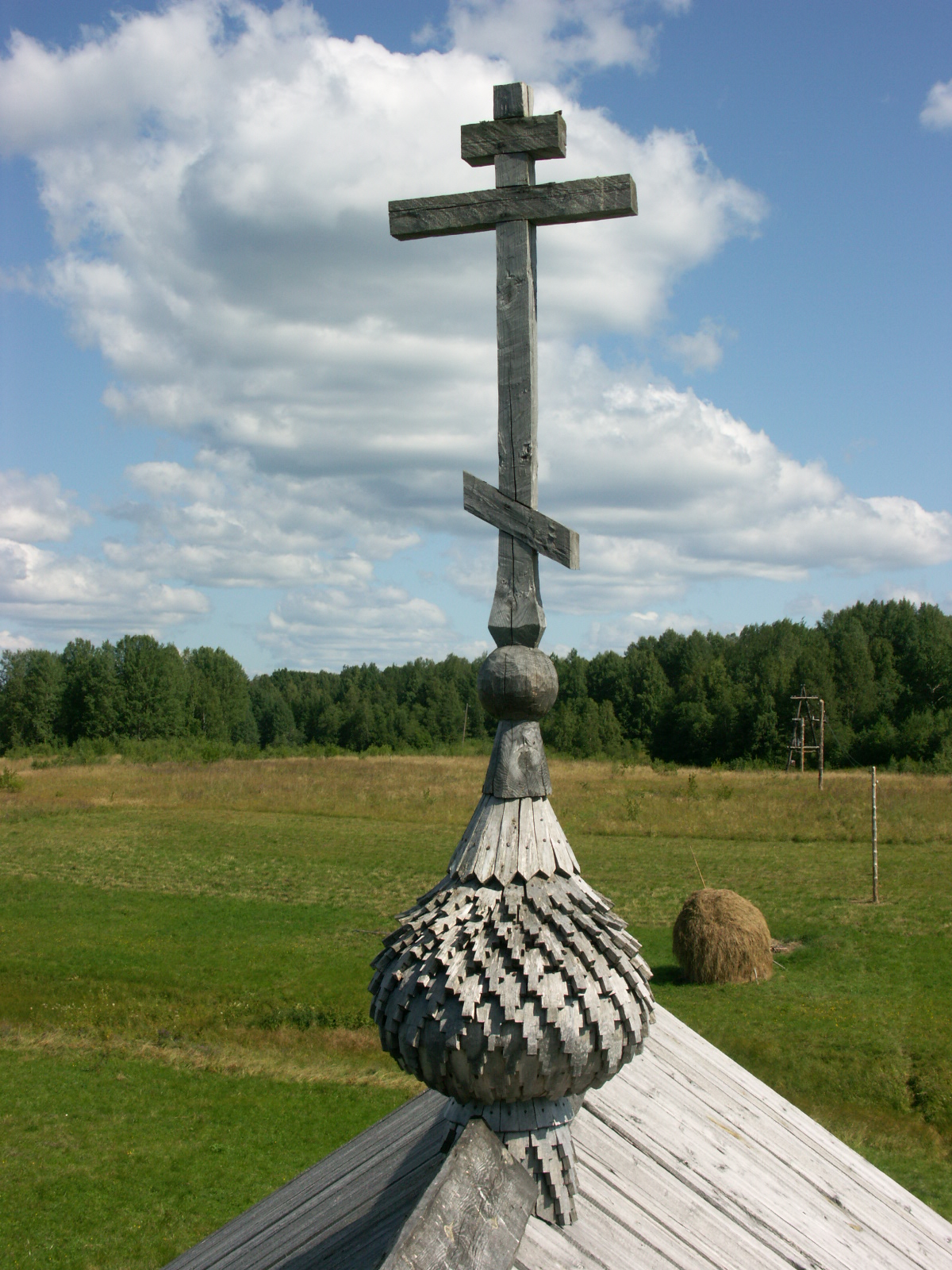
Луковичная главка, покрытая лемехом

### Балконы, галереи и крыльца
У многих зажиточных северных изб XIX века посередине фронтона располагались балконы светёлок, украшенные резьбой и росписью. Для Заонежья характерны галереи, опоясывавшие дом на уровне второго этажа. Галереи особенно популярны были при устройстве папертей храмов. Они опирались на стойки, врытые в землю, или на консольные выпуски брёвен.
Крыльца бывают открытыми и крытыми одно- или двухскатной крышей. Крытые крыльца могут быть открыты с боков, имея лишь перила и столбы; могут быть частично или полностью зашиты. Наиболее сложны северные крытые крыльца с лестницей, нижней и верхней площадками. Опорами верхней площадки служат столбы, консольные выпуски брёвен или сруб. В церквах распространены крыльца с двумя всходами, расположенными симметрично вдоль стен.
| - Традиционная резьба красного тёса и столбов. Крыльцо церкви XVII в. - Кружевная пропильная резьба подзоров и сандриков эпохи эклектики. Дом нач. XX в. |

### Резьба
Резьба по дереву — преобладающий вид декора. Резные детали существовали ещё в древности. В домонгольском Великом Новгороде найдены наличники и мебель с резьбой, похожей на узоры в новгородских книгах. Старинная резьба отличалась сдержанностью, целесообразностью, органичной связью с конструкцией, большим сакральным и мифологическим смыслом. Прорабатывались конструктивно важные элементы: выступающие детали крыши (охлупни, кронштейны, потоки, курицы, дымники), защитные доски (причелины, полотенца), концы кровельного тёса гвоздевых крыш (красный тёс, в основном на культовых постройках), столбы. Охлупни и некоторые другие элементы приобретали завершение в виде головы коня — древнего символа славянской культуры (есть свидетельства, что в древности деревянному изображению предшествовала настоящая конская голова). Популярны были в оформлении крыши изображения птиц, плоские рельефы с солярными символами. С появлением косящатых окон распространились резные наличники. Изменение конструкции крыши повлекло за собой появление под фронтоном карниза, который нередко тоже украшался резьбой (подзоры). Исключительное орнаментальное богатство этих элементов характерно для Нижегородской, Ивановской, Ярославской областей. Основа рисунка местных изб — растительный орнамент с включением фигур львов, русалок, птиц Сиринов. С начала XIX века здесь была популярна глухая («корабельная») резьба, позднее распространилась пропильная. Её узоры со временем становились более воздушными, достигнув наибольшего развития в XX веке. Поздняя резьба во многом повторяла мотивы барокко, классицизма, эклектики и была мало связана с конструкцией. Резьба Севера отличалась более простыми и укрупнёнными формами, преобладали геометрические фигуры, солярные символы, растительные орнаменты. Сибирская резьба — это бедный по мотивам растительный орнамент, приближающийся к плоско-рельефной резьбе.

### Покраска и роспись
Под воздействием внешней среды древесина со временем темнеет, приобретает серые оттенки. Лемеховые кровли становятся светло-серебристого оттенка, но потом темнеют. В старину покраска применялась очень редко. Согласно выводам А. Б. Бодэ, в XVII—XVIII веках иногда красили кровли церквей в один или два цвета с использованием красной, зелёной, чёрной (или тёмно-зелёной, тёмно-синей) красок; на изображениях крыш неоднократно встречается сочетание красного снизу и зелёного сверху. Покраска в экстерьере деревянных зданий стала относительно распространённой практикой в XIX—XX веках. Кровли храмов красили в зелёный и красный, тёсовые стены красили в белый и другие цвета. В городском гражданском зодчестве покраска обшитых тёсом стен в жёлтый и серый имитировала каменную архитектуру и дополнялась белым декором. Кровли окрашивались в зелёный, красный, серый. Яркими контрастными тонами окрашивали элементы декора деревенских домов.
Роспись русских домов — очень редкое явление. Применялась она в хоромном строительстве, к началу XIX века проникла в крестьянскую среду некоторых поселений Сибири, Поволжья, Русского Севера и исчезла в начале XX века. Использовались геометрические, растительные, реже зооморфные мотивы, красочные и неожиданные цветовые сочетания. Роспись выполнялась на плоских элементах (ставни, фронтон и свес кровли над ним). Известны примеры росписей фасадов церквей.

### Интерьер
Интерьер избы пространственно организовывался по углам. Главное значение имели печной угол, где стояла огромная многофункциональная русская печь, и красный (передний) угол с божницей и столом. Красный угол был наиболее освещённым местом. Эти два угла располагались по диагонали друг к другу. Бабьим назывался угол, где хозяйка готовила пищу. Угол возле входа — подпорожье (задний кут), служившее рабочим местом хозяина дома. Вдоль стен избы располагались лавки и полки. Передвижная мебель посередине стены или в центре помещения — явление позднее, связанное с распространением городской культуры в XIX веке. Светёлки и горницы служили парадными помещениями, их стены нередко обклеивали обоями. Стены основного помещения избы не обклеивали и не красили, а только обтёсывали. Перегородки в крестьянских избах — позднее явление. Обычно они отгораживали только фрагмент (угол) помещения. По замечанию А. И. Некрасова, для пространства русского дома не было характерно анфиладное построение, в чём, как и в организации пространства избы по углам, проявилась статика архитектуры и быта русского крестьянства.
В традиционных храмах переход от строгого экстерьера к детально проработанному внутреннему убранству осуществлялся постепенно. Низкая паперть ведёт в более высокую трапезную, украшенную резными столбами и лавками, далее человек попадает в ещё более высокое помещение наоса, где богатство убранства достигает наивысшей степени в резьбе и росписи иконостасов. Иконостас эволюционировал от простейшей полки для икон к тябловой конструкции, затем к ордерной (стоечно-балочной), и, наконец, к рамной конструкции. Интерьер дополняли клиросы, висячие и стоячие подсвечники, аналои, свечные лари и расписные потолки небом. Внутреннее пространство наоса шатрового храма обычно составляет 1/5 — 1/2 от внешнего объёма из-за наличия подшивного потолка. Он был необходим по ряду причин, связанных с обеспечением нормальной эксплуатации и долговечности конструкций

### Организация застройки и ансамбль
Застройка средневековых поселений была склонна к живописности, замкнутости, центричности. В XVIII—XIX веках русские поселения приобрели прямые улицы и другие черты регулярной планировки. Единообразие застройки достигалось за счёт использования одинакового строительного материала, единой техники обработки, модульности, обусловленной размерами бревна, но эти размеры всё же имели определённую вариативность, что не превращало единообразие в монотонность. Храмовые ансамбли размещались с расчётом на наилучшее восприятие с основных направлений, поодаль от окружающей застройки для защиты от пожаров. В городах и крупных сёлах ансамбли состояли из основной летней церкви и отапливаемой зимней, с XVII—XVIII веков — из двух храмов и колокольни, иногда обносился рубленой оградой. Согласно выводам Ю. С. Ушакова, в северном зодчестве выделилось 2 основных приёма взаиморасположения зданий храмового ансамбля: на диагонали (при 2 или 3 элементах) и на концах треугольника (при 3 компонентах). Так обеспечивалась всефасадность, возможность обозревания ансамбля со всех сторон. В сопоставлении объёмов ансамбля придерживались подобия или контраста.
| - Север европейской части России с указанием расселения народов - Кенозерский национальный парк (Архангельская обл.). Достоинства построек наглядны при их рассмотрении во взаимосвязи с природной средой |

### Региональные особенности

#### Русский Север
Русский Север сохранил наиболее нетронутой духовную и материальную культуру русского народа, в том числе средневековые традиции деревянного зодчества. Абсолютное большинство сохранившихся архитектурных шедевров находится на Русском Севере. Его сельский ландшафт сформирован кустами (компактными группами) деревень, поэтому когда называют месторасположение памятника, часто говорят и название куста (например, церковь Рождества Христова в Большой Шалге находится в деревне Казаково). Согласно исследованиям А. Б. Бодэ, для новгородской традиции, ярче всего проявившейся в западных районах Русского Севера, характерны прямолинейные формы: ступенчатые, простые двухскатные и прямоскатные крещатые покрытия, фронтонные пояса, а из среднерусских земель происходят более пластичные формы, распространившиеся в центральных и восточных районах: клинчатые с полицами кровли, покрытия бочкой и крещатой бочкой. Декоративные кокошники, кубоватые и луковицеобразные покрытия могут быть местной переработкой среднерусской традиции. Высотность храмов достигалась за счёт высоты сруба (западные районы) и за счёт высоты завершения (восточные и южные, позднее также западные районы).
Памятники Вологодской области очень разные и говорить о сложившихся здесь архитектурных особенностях по немногим уцелевшим объектам не представляется возможным. Вологда известна большим количеством сохранившихся памятников гражданского зодчества XIX—XX веков, украшенных богатой резьбой.
Заонежье — полуостров и окружающие его острова в северной части Онежского озера. Здесь очень много памятников деревянного зодчества, среди них — ансамбль Кижского погоста из многоглавых Преображенской и Покровской церквей XVIII века и шатровой колокольни XIX века. Преображенская церковь, воплотив в своей композиции, по замечанию В. П. Орфинского, главные черты русского средневекового архитектурного идеала (центричность, высотность, многоглавие, примат наружного объёма над интерьером) и веяния Московской Руси (акцент на венчающее покрытие), стала вершиной развития русского деревянного зодчества. Композиционно и духовно с Кижами связаны многочисленные окрестные часовни. Они клетские, как правило, с надстроенными в конце XVIII—XIX веках звонницами (Скорбященская часовня в Еглове). Очень архаичны памятники Сегозерья — окрестностей Сегозера, сочетающие в себе карельские и русские традиции, в том числе маленькие двухсрубные часовни без звонниц (Петропавловская часовня в Евгоре).
В северо-западном Прионежье находятся памятники Северо-западной Прионежской традиции, их черта — восьмерики храмового столпа, последовательно расширяющиеся кверху с помощью повалов (Успенская церковь в Кондопоге). В Межозерье (перешеек между Ладожским и Онежским озёрами) верхние восьмерики храмов Межозерской школы вставлялись в «раструб» нижнего, раскрывающегося подобно цветку (Рождественская церковь в Гимреке). Парадоксальный приём уширения и утяжеления объёмов кверху позволяет рассматривать эти храмы как памятники двух направлений западно-прионежской школы XVII—XVIII веков. Под влиянием церквей в Кижах и Анхимове в Прионежье до конца XVIII века строились многоглавые храмы с мотивом ступенчатого восхождения глав, поставленных на бочки (Богоявленская церковь в Палтоге). Они получили геометризованно-упрощенные очертания завершений в противовес традиционным плавным формам. Несколько замечательных памятников находится вдоль реки Свирь.
Много памятников сохранилось в Поонежье — вдоль течения Онеги. Для здешних храмов характерны кубоватые и бочечные покрытия, декоративные кокошники, к очень архаичной черте относятся крещатые планы. Кубоватые храмы сконцентрированы в нижнем течении, а в верхнем распространены шатровые завершения. Было развито храмовое ансамблевое строительство (от ансамблей в Турчасове и Пияле сохранились Преображенская и Вознесенская церкви, колокольни, в Подпорожье уцелела Владимирская церковь). В Кенозерском национальном парке сохранилось множество часовен, ансамбли Почозерского и Порженского погостов.
Поморье в узком смысле — берег Белого моря от Кеми до Онеги, но иногда так называют всё западное побережье. В поморском храмовом зодчестве проявились поонежские и подвинские традиции. Собственный облик имеют хозяйственные постройки, связанные с промыслами помор. Избы Поморья отличаются особой строгостью и почти полным отсутствием украшений.
Для храмов в районах рек Северная Двина и Вага характерны центричные и столпообразные композиции, монументальный облик. Очень ярко эти черты проявились в строительстве храмов типа восьмерик от почвы, шатёр которых равен по высоте основному срубу (Никольская церковь в Лявле). В XVII—XVIII веках некоторые восьмигранные шатры ставились сразу же на четверик без промежуточного восьмерика («двинской шатёр»), окружаясь четырьмя малыми главами (Воскресенская церковь в Ракуле). В Поважье распространены луковицеобразные купольные покрытия (церкви Николая Чудотворца в Зачачье, Николая Чудотворца в Гридинской).
Благодаря удалённости рек Пинега и Мезень, здесь хорошо сохранились историческая планировка деревень, обетные кресты, ветряные мельницы на своих изначальных местах. Храмов здесь не много, местная особенность — завершение в виде шатра на крещатой бочке (Одигитриевская церковь в Кимже).

#### Северо-западные земли
Зодчество северо-западных земель имеет новгородские корни. К чертам древней новгородской традиции относятся, например, ступенчатые и восьмискатные покрытия храмов, впрочем, распространившиеся и в другие земли. Постройки Псковской области поздние и малочисленные, испытали влияние белорусских и украинских традиций (Воскресенская церковь в Теребенях).
| - Церковь Николая Чудотворца из Тухоли (Новгородская обл.). 1680-е гг. Пример древненовгородских традиций (ступенчатая крыша, высокий сруб) - Сибирская старообрядческая усадьба из Надеина (Бурятия). XIX в. |

#### Средняя Россия
Постройки среднерусской деревни имеют куда более мягкие и приветливые черты в сравнении с архитектурой Севера. На их облик большое влияние оказало Поволжье, откуда распространилась лёгкая кружевная резьба, вытеснив скромный орнамент. Для жилых домов средней полосы характерно большое количество перестроек, исчезновение традиционных черт. Типичный пример древнего среднерусского храма — Воскресенская церковь из села Билюково в Плёсе с высокой клинчатой кровлей. В дальнейшем распространились ярусные и купольные храмы. Среднерусские храмы XVII века обладают более дробной и сложной композицией, чем современные им северные, часто завершены миниатюрным пятиглавием. Пример ярусного храма XVIII века — Георгиевская церковь в Веретьеве с сомкнутым покрытием на 8 скатов. Как у многих здешних церквей, её верхние ярусы открыты и имеют окна. От XIX века неплохо сохранилась деревянная архитектура Нижнего Новгорода и других городов.

#### Южная Россия
Для южнорусских деревянных церквей характерна относительная скромность и простота, здесь почти не было сложных по композиции многоглавых храмов. Хотя завершение собора в Острогожске решено было довольно оригинально: «…поставлено на клетке две главы, круг глав шесть бочек, а обиты главы и бочки дубовою чюшаею». Основной тип церковного здания в южнорусских городах XVI—XVII веков — клетский храм. Позднее получили распространение колокольни и шатровые храмы типа восьмерик на четверике. В XVIII—XIX веках такие храмы покрывались куполом с главкой.

#### Урал
Крестьянские усадьбы южной части Среднего Урала схожи с усадьбами Средней России и Поволжья. Дома более северных регионов сформировались под влиянием Русского Севера. В отличие от своих северорусских аналогов, у них меньшие размеры, нет чердачных светёлок, богатых наличников, балконов и галерей. Как и в Сибири, дома на Урале отличаются суровостью и лаконичностью форм. В уральских усадьбах широко применялись изделия из металла в декоре, сочеталось просечное, кованое железо с резьбой по дереву.

#### Сибирь
В сибирском деревянном зодчестве сохранились некоторые черты древнерусского зодчества; во многих постройках соединились русские традиции и строительная культура местных народов. В Сибири уцелели конные мельницы, оборонные амбары. Особое место в сибирском зодчестве занимает крепостное строительство, до наших дней дошли башни Бельского, Казымского, Илимкого, Братского острогов. Сибирские крестьянские усадьбы схожи со средне- и северорусскими, но имеют скупой декор и более замкнутый характер: окружены высокими глухими заборами, на красную линию вместе с фасадом дома выходят глухие стены хозяйственных построек. В Сибири существовали различные типы храмов. С XVIII века они утратили стилевое единство со средне- и северорусскими аналогами, подвергнувшись влиянию столичной и украинской архитектуры. Сибирское зодчество оказало влияние на архитектуру Русской Америки.

## Изучение и сохранение памятников
Деревянное зодчество долгое время не вызывало интереса у исследователей. Оно воспринималась как заурядный атрибут поселений, не заслуживающий внимания и даже не включаемый в сферу искусства. Не считая древние постройки ценными, их ликвидировали под предлогом ветхости, перестраивали.
Памятники деревянного зодчества стали привлекать к себе внимание исследователей во второй половине XIX века на волне пробуждения интереса к народной культуре. В 1850-х годах были опубликованы материалы о Воскресенском соборе города Кола и о памятниках Олонецкой губернии. Почин систематическому исследованию деревянного зодчества положил академик Л. В. Даль в 1870-х годах. О том, насколько мало в то время было известно об истории русской архитектуры, говорит известный исторический курьез: в 1871 году Академия художеств командировала Л. В. Даля изучать памятники Индии, поскольку руководство Академии искренне полагало, что «индийская архитектура есть прототип русской». Но Индию академик так и не посетил. По результатам своих поездок на Русский Север он написал ряд трудов, в которых доказывал необходимость изучения памятников на родной земле. Программа такого изучения была продолжена после смерти Л. В. Даля целым рядом исследователей, среди которых особенно выделяется В. В. Суслов. В своём очерке «О древних деревянных постройках северных окраин России» он писал:

…изучение здесь древнего деревянного зодчества, укажет нам более верный путь к пониманию сохранившихся образцов каменной архитектуры и тем заставит внести в современное искусство из старинных форм элементы, наиболее подходящие к духу народа, преданиям и практическим потребностям. Откладывать исследование памятников нашего далёкого Севера даже преступно: время, неумолимый сокрушитель, висит дамокловым мечём над немыми свидетелями глубокой старины, и уже близка пора, когда они бесследно исчезнут с лица Русской земли и навсегда сокроются от летописей и преданий народной жизни.
Труды В. В. Суслова основаны на гораздо более широком круге памятников, чем было доступно поздним исследователям, поэтому до сих пор представляют для науки немалый интерес. Вслед за учёными и архитекторами потянулись на Русский Север живописцы, открывшие широкой общественности эту сокровищницу русской культуры: А. Е. Архипов, И. Я. Билибин, В. М. Васнецов, А. М. Васнецов, И. Э. Грабарь, В. В. Верещагин, К. А. Коровин, М. В. Нестеров, В. А. Серов.
| - В. А. Плотников. «Дом крестьянина в деревне Шелекса Архангельской губ.». 1915 г. - И. Я. Билибин. «Село Подужемье Кемского уезда Архангельской губ.». 1904 г. |

В. В. Верещагин с сожалением отмечал, что крестьяне своих старых храмов не ценят, а священники стыдятся и отдают предпочтение «новой аляповатой, каменной постройке, с раззолоченными выкрутасами». Тот же лейтмотив в статье И. Я. Билибина «Народное творчество Русского Севера». Воззвания интеллигенции были услышаны, и в начале XX века изучением и охраной памятников занялась Императорская археологическая комиссия.
В 1910 году вышел в свет первый том «Истории Русского искусства». И. Э. Грабарь в соавторстве с Ф. Ф. Горностаевым написал для него главу «Деревянное зодчество русского Севера». Она сопровождалась большим числом иллюстраций, сделанных самими авторами, И. Я. Билибиным, В. В. Сусловым и чертежами последнего.
Итогом работы дореволюционной науки стал обобщающий труд — первый том «Деревянное зодчество» в «Курсе истории русской архитектуры» М. В. Красовского. Он был написан во время Первой Мировой войны и вышел в свет в 1916 году. Поначалу исследователи обращали внимание в основном только на культовое зодчество, но работы М. В. Красовского и других исследователей 1910-х годов уже начинали обозревать постройки крестьянской усадьбы. Основной задачей в начале XX века были поездки и накопление материала. Об этом в 1920-е годы писал И. Э. Грабарь:

Мы все ещё слишком мало собрали и потому слишком мало знаем, чтобы решать сложные и спорные вопросы о происхождении и эволюции отдельных типов и форм, и даже хотя бы серьёзно систематизировать собранное: пока надо только ездить, фотографировать, зарисовывать, собирать эти исчезающие с каждым годом бесподобные вещи…
В 1917—1941 годах темпы изучения деревянного зодчества заметно снизились. Существенный урон культурному наследию нанесли закрытия храмов в ходе борьбы власти с религией и разрушения во время Великой Отечественной войны.
Отрицательные качества дерева — недолговечность и горючесть. Деревянные здания быстро гнили, часто горели, поселения постоянно перестраивались. Жилые дома на Руси редко переживали возраст 120 лет, неотапливаемые храмы — максимум 350 лет. Дольше — крайне редко и только при условии, что сруб за это время перебирался. На помощь исследователям ранних этапов развития зодчества пришла археология: почвы с повышенной влажностью предотвращают гниение древесины, консервируя её на многие века. В реконструкции облика древних построек также помогают их описания в летописях, рассказах путешественников, порядных записях, изображения на планах и иконах.
Широтой охвата темы и подробностью анализа гражданского и культового зодчества характеризуется книга С. Я. Забелло, В. Н. Иванова и П. Н. Максимова «Русское деревянное зодчество», вышедшая в 1942 году в Москве — в разгар войны, когда обострённое национальное самосознание побуждало общество обращаться к самобытным формам русской культуры. Крестьянской усадьбе посвящено несколько монографий середины XX века (А. Е. Ащепкова, Е. Э. Бломквист, И. В. Маковецкого). Ведущим специалистом в послевоенный период изучения деревянного зодчества был А. В. Ополовников.
В 1970-е годы с «осознанием истинной ценности деревянного зодчества» началась масштабная паспортизация памятников. В 1980-х годах вышли работы Ю. С. Ушакова о пространственной организации застройки. В настоящее время одним из ведущих исследователей деревянного зодчества является академик В. П. Орфинский. В соавторстве с И. Е. Гришиной им написана отличающаяся особой глубиной проработанности темы «Типология деревянного культового зодчества Русского Севера».
В 1990 году Кижский погост вошёл в Список ЮНЕСКО.

### Современное состояние памятников
В России сохранилось несколько тысяч исторических деревянных построек, многие из которых имеют статус объектов культурного наследия. Из них 10 культовых объектов построено до 1600 года, около 300 — до 1800 года. Сотни стилевых церквей, часовен, жилых домов и хозяйственных построек относятся к XIX — началу XX века (единичные примеры гражданских и оборонительных построек относятся к XVII—XVIII векам).
По мнению специалистов, ситуация с сохранением памятников деревянного зодчества в России катастрофическая, а некоторые оценивают её и вовсе как безнадёжную. Несмотря на относительную многочисленность, они — наиболее уязвимая часть архитектурного наследия России. Стабильными темпами идут утраты памятников. Подсчитано, что из храмов, представленных в книге С. Я. Забелло, В. Н. Иванова и П. Н. Максимова 1942 года, до нас дошло едва ли 15 %. Не лучше дело обстоит с городской застройкой: исчезают деревянные кварталы Архангельска, Тулы, Нижнего Новгорода, Тобольска. Огромное количество построек, даже в музеях, находится в неудовлетворительном, заброшенном, руинированном состоянии.
Основные причины утрат: обрушение или пожар, реже — несанкционированный демонтаж и незавершённая реставрация. Специалисты, в частности М. И. Мильчик и А. В. Попов, отмечают недостаточную озабоченность вопросом со стороны государства. Сказываются приближение предельного возраста жизнеспособности построек, почти полное отсутствие противопожарной защиты, недостаточное понимание российским обществом их ценности. По мнению Ф. Якубчука, автора одной из статей в книге «Русское деревянное. Взгляд из XXI века», скрупулёзное восстановление памятников архитектуры «просто ради их сохранения» чуждо россиянам, если оно не имеет практического смысла.
В 2019 году министерство культуры РФ одобрило разработанную в 2016 году компанией «Экокультура» «Концепцию сохранения памятников деревянного зодчества и включения их в культурный оборот до 2025 года». Согласно выводам «Экокультуры», для спасения памятников деревянного зодчества в 2016 году требовалось 14,25 млрд рублей.
| - Амбар после реставрации. Заметны вставки и протезы сгнивших участков брёвен, замены полностью разрушившихся столбов и деталей кровли - Разъём сруба методом лифтинга |

### Реставрация
Дошедшие до нас памятники часто ремонтировались и перестраивались, и состоят теперь из множества разновременных частей, несут значительное число утрат. Реставраторы вынуждены искать художественно цельное и единое решение для разновременных частей памятника.
Первый практический опыт дореволюционной реставрации связан с именами А. А. Каретникова, Д. В. Милеева, П. П. Покрышкина. Крупномасштабная реставрация развернулась после Великой Отечественной войны. Под руководством А. В. Ополовникова выполнена самая значительная из послевоенных работ — реставрация Кижского ансамбля. В ней проявился характерный для того времени целостный подход, заключающийся в удалении всех поздних наслоений и восстановлении изначального облика. В некоторых случаях облик воссозданного основывается лишь на гипотезах, что вместе с большой долей воссозданных элементов умаляет подлинность памятника (в Успенской церкви из с. Передки, например, из подлинного — лишь часть сруба). Последовательным приверженцем целостного подхода был Л. Е. Красноречьев. Но для практики последних десятилетий характерно более тактичное отношение к поздним наслоениям. В работах А. В. Ополовникова, Б. В. Гнедовского, В. А. Крохина, М. И. Коляды с преобладанием целостных реставраций, проявляются и другие подходы. Исторический подход предполагает сохранение всех позднейших элементов, накопившихся к началу XX века. Его недостаток заключается в нераскрытии наиболее ценных строительных этапов, а сохраняемая тёсовая обшивка ослабляет художественную выразительность строения. В защиту обшивки приводят аргумент, что она продлевает срок службы брёвен. Но это верно, если обшивка в отличном состоянии, иначе она начинает, наоборот, способствовать гниению. При аналитическом подходе различные части памятника сохраняют облик разных периодов его истории. Как правило, это значительные раскрытия первоначального облика на основном древнейшем объёме, но с сохранением позднейших крыш, пристроек, крылец и т. д.
Отреставрированный памятник порой производит впечатление новодела. А. В. Попов доказал, что причина этого — применение реставраторами современных технологий строительства. Во время реставрации церкви Димитрия Солунского в Верхней Уфтюге в 1980-е годы он выявил и заново изготовил инструмент старых русских плотников и реконструировал их способы обработки древесины. Это был первый подобный опыт в мировой практике реставрации деревянных зданий. Он был отражён в документе ИКОМОС «Принципы сохранения исторических деревянных сооружений».
Особенности деревянных конструкций позволяют легко разбирать их для замены или укрепления отдельных частей. Замена венцов может производиться при подъёме, разъёме (вывешиванием сруба на бревенчатых вагах или при помощи лифтинговой системы с домкратами) или при переборке сруба. Реставраторы устраивают вставки и протезы вместо сгнивших участков брёвен. Но из-за особенностей материала их сложно сделать малозаметными. Разрушение древесины предотвращает химическая консервация.
Как отмечают специалисты, масштабы реставрационных работ недостаточны. Деньги выделяются в основном на несколько штук памятников федерального значения в год, памятники же регионального и муниципального значения могут дождаться разве что реставрации добровольцами. Одним из таких добровольческих народных проектов является «Общее дело». Но ситуация осложняется тем, что по закону неспециалисты не имеют права проводить реставрационные работы на объектах культурного наследия. Из-за этого многие памятники, стоящие под охраной государства, находятся под большей угрозой, чем памятники, не имеющие охранного статуса.

### Музеи
Первый музей деревянного зодчества в России был создан в 1923 году в московском парке Коломенское по инициативе П. Д. Барановского. После войны началась работа по созданию известнейшего музея-заповедника в Кижах. Активное строительство музеев велось в 1960—1970-х годах. Разборка и перевозка построек в музеи — неоднозначная практика. Она облегчает доступ населения к памятникам, упрощает послереставрационное наблюдение. Иногда перевозка в музей становится единственной возможностью спасти памятник. С другой стороны, при перевозке памятник обычно утрачивает значительную часть подлинных деталей, оторванный от изначальной среды он смотрится совсем по-иному, а место, откуда был вывезен памятник, теряет значительный элемент организации пространства. Некоторые музеи организованы вокруг объектов, стоящих на своих изначальных местах. Наиболее известные музеи России:
- Кижи (Карелия)
- Малые Корелы (Архангельская область)
- Музей в Семёнкове (Вологодская область)
- Витославлицы (Новгородская область)
- Василёво (Тверская область)
- Костромская слобода (Кострома)
- Новый Иерусалим (Московская область)
- Щёлоковский хутор (Нижний Новгород)
- Музей в Суздале (Владимирская область)
- Лудорвай (Удмуртия)
- Хохловка (Пермский край)
- Музей истории соли (Пермский край)
- Нижне-Синячихинский музей-заповедник (Свердловская область)
- Шушенское (Красноярский край)
- Ангарская деревня (Иркутская область)
- Тальцы (Иркутская область)
- Этнографический музей народов Забайкалья (Бурятия)
- Черкёхский историко-мемориальный музей (Якутия)

Как своего рода музей-заповедник сельского культурного ландшафта Русского Севера можно рассматривать Кенозерский национальный парк.

## Русское деревянное зодчество и современность
| - Храм Рождества Богородицы в Эпине-су-Сенар (Франция). 2014 г. - Современный дом из оцилиндрованного бревна |

И. М. Коробьина в книге «Русское деревянное. Взгляд из XXI века» пишет, что деревянное зодчество:

…было и остается одним из мощных ориентиров для национальной идентичности россиян, что особенно актуально сегодня, в начале XXI века, когда в очередной раз встает вопрос: кто мы и откуда, что нас связывает с землей, на которой мы живем?
Однако потенциал дерева в современной российской городской архитектуре остаётся нераскрытым. Большинство номинантов на премию по деревянной архитектуре «Архивуд» — это загородные объекты и парковые постройки. По мнению многих исследователей, именно новое деревянное городское строительство, в том числе ориентированное на традиционные образцы, может поддерживать живой интерес к наследию деревянного зодчества.